# Liste von Villen in Dresden

Villen am Loschwitzer Elbhang

Die Liste von Villen in Dresden bietet eine Übersicht über bedeutende Dresdner Villen der Gegenwart und Vergangenheit, die durch einen Namen hervorgehoben sind, sowie deren Architekten und Bewohner.
Die bekanntesten Villenviertel von Dresden sind
- Villenvorort Loschwitz, siehe auch Sachgesamtheit Albrechtschlösser unter Denkmalschutz (ID-Nr. 09304094)
- Villenvorort Blasewitz, siehe auch Sachgesamtheit „Blasewitzer Waldpark- und Villenanlage“ unter Denkmalschutz (ID-Nr. 09213805)
- Villenvorort Weißer Hirsch mit zahlreichen Pensionshäusern des ehemaligen Lahmann-Sanatoriums
- Villenviertel Südvorstadt/Plauen, einschl. Schweizer Viertel
- Villenviertel Strehlen bzw. Strehlener Villenquartier um den Wasaplatz
- Villenvorort Klotzsche-Königswald
- Villenviertel in der Radeberger Vorstadt (Preußisches Viertel)

Außerdem werden die bekanntesten, zerstörten Villen im früheren Englischen Viertel in der Seevorstadt mit aufgeführt.
Es werden Villen, Mietvillen und schlossähnliche Bauten erfasst, die im Wesentlichen im Zeitraum von 1850 bis 1930 erbaut wurden. Stilistisch sind sie in den Spätklassizismus, Historismus und die Reformbaukunst vom Anfang des 20. Jahrhunderts einzuordnen, darunter befinden sich auch zahlreiche Bauten im Stil der Dresdner Semper-Nicolai-Schule oder im Landhausstil.

## Legende
- Bild: zeigt ein Bild der Villa und gegebenenfalls einen Link zu weiteren Fotos.
- Bezeichnung: Name der Villa.
- Lage: Stadtteil (Gemarkung) sowie Straßenname und Hausnummer. Die Grundsortierung der Liste erfolgt nach dieser Adresse. Der Link Karte führt zur Kartendarstellung.
- Datierung: gibt das Jahr der Fertigstellung oder den Zeitraum der Errichtung an.
- Beschreibung: Angabe baulicher und geschichtlicher Einzelheiten, von Denkmaleigenschaften sowie Architekten und ehemaligen Bewohnern der Villa.
- ID: Falls die Villa ein Kulturdenkmal ist, ist hier die ID-Nr. des Landesamts für Denkmalpflege Sachsen angegeben. Angaben zur Villa bei Wikidata sind hier möglich.

## Liste von Villen in Dresden
Die meisten der aufgeführten Villen stehen unter Denkmalschutz. Wegen ihrer Bedeutung sind zusätzlich einige Bauten ohne Denkmalschutz mit aufgenommen worden.
| Bild                                    | Bezeichnung                            | Lage                                                                | Datierung         | Beschreibung | ID                       |
| --------------------------------------- | -------------------------------------- | ------------------------------------------------------------------- | ----------------- | --- | ------------------------ |
| Weitere Bilder                          | Villa Meyer                            | Altstadt, Beuststraße 1 (Karte)                                     | 1867–1869         | Ehem. Villa im früheren Englischen Viertel. Architekt: Hermann Nicolai (1811–1881). Errichtet für den Kaufmann Johann Meyer (1800–1887), 1945 zerstört, 1952 abgebrochen. | Wikidata-Objekt anzeigen |
| Weitere Bilder                          | Villa Häbler                           | Altstadt, Beuststraße 2 (Karte)                                     | 1866/67           | Ehem. Villa im früheren Englischen Viertel. Architekt: Karl Eberhard (1820–1907), errichtet für den Bankier Häbler, 1945 zerstört. | Wikidata-Objekt anzeigen |
| Weitere Bilder                          | Villa von Seebach                      | Altstadt, Bürgerwiese (Karte)                                       | 1839              | Ehem. Villa im früheren Englischen Viertel. Architekt: Hermann Nicolai, errichtet für den Forstmeister Eduard von Seebach, 1899 abgebrochen. | Wikidata-Objekt anzeigen |
| Weitere Bilder                          | Palais Oppenheim                       | Altstadt, Bürgerwiese 5-7 (Karte)                                   | 1845–1848         | Ehem. Villa im früheren Englischen Viertel. Palais Oppenheim. Architekt: Gottfried Semper (1803–1879) für den Bankier Martin Wilhelm Oppenheim (1781–1863) erbaut. Von 1871 bis 1874 Umbau des Palais nach Plänen von Wilhelm Hoffmann (1820–1890) für die Familie Kaskel (genannt Palais Kaskel-Oppenheim); 1945 ausgebrannt, 1951 gesprengt. | Wikidata-Objekt anzeigen |
|                                         | Villa Opitz                            | Altstadt, Mosczinskystraße 10 (Karte)                               | 1873/74           | Ehem. Villa im früheren Englischen Viertel. Architekt: Hermann August Richter (1842–1911), 1945 zerstört. |                          |
|                                         | Villa Seiler                           | Altstadt, Parkstraße 3 (Karte)                                      | um 1875           | Ehem. Villa im früheren Englischen Viertel. Architekt: Hermann Nicolai. Villa Friedrich Hugo Seiler (1821–1897), 1945 zerstört | Wikidata-Objekt anzeigen |
|                                         | Villa Pilz                             | Altstadt, Parkstraße 4 (Karte)                                      | 1868/69           | Ehem. Villa im früheren Englischen Viertel. Architekt: Bernhard Schreiber (1833–1894), errichtet nach dem Vorbild der Villa Rosa, 1945 zerstört. | Wikidata-Objekt anzeigen |
|                                         | Villa Hachez                           | Altstadt, Parkstraße 6 (Karte)                                      | 1868/69           | Ehem. Villa im früheren Englischen Viertel, errichtet für Franz Hachez (1826–1892). Architekt: Karl Eberhard, 1945 zerstört. | Wikidata-Objekt anzeigen |
| Weitere Bilder                          | Palais Kap-herr                        | Altstadt, Parkstraße 7 (Karte)                                      | 1872–1874         | Ehem. Villa im früheren Englischen Viertel. Architekt: Bernhard Schreiber, errichtet im Stil der Neorenaissance, für die Familie Kap-herr, später Königliche Villa, von 1923 bis 1945 Sitz des Vereins Haus Wettin–Albertinische Linie e. V. 1945 ausgebrannt, 1955–1959 abgerissen. | Wikidata-Objekt anzeigen |
| Weitere Bilder                          | Villa Reuter                           | Blasewitz, Barteldesplatz 2 (Karte)                                 | 1893              | Villa mit Einfriedung; historistischer Putzbau mit geschwungenem Giebel und Zierfachwerk, im so genannten „Altdeutschen Stil“, baugeschichtlich bedeutend. Architekturbüro Schilling & Graebner. | 09212703                 |
|                                         | Villa Höhne I                          | Blasewitz, Barteldesplatz 3 (Karte)                                 | um 1887           | Haus Höhne. Villa mit Einfriedung; nimmt stilistisch am ehesten Bezug auf die italienische Renaissance, baugeschichtlich wertvoll. | 09212711                 |
| Weitere Bilder                          | Villa Ostermaier                       | Blasewitz, Barteldesplatz 4 (Karte)                                 | 1908              | Villa mit Einfriedung; Paradebeispiel der Reformarchitektur nach 1900, baugeschichtlich bedeutend. Architekt: Karl Emil Scherz (1860–1945), errichtet für Josef Ostermaier, Inhaber des Verlags Nenke & Ostermaier. | 09212713                 |
| Weitere Bilder                          | Villa Marie                            | Blasewitz, Fährgäßchen 1 (Karte)                                    | 1864              | Villa Marie (auch Villa Mon Bijou); Gebäude mit Zierfachwerk, weiten Dachüberständen und Turmbau, zwischen Schweizerhausstil und italienischer Renaissance, baugeschichtlich bedeutend. Errichtet für eine ungarische Adelsfamilie, ab 1930 nach der Besitzerin Marie Bieger benannt, Anfang der 1990er Jahre saniert, heute Restaurant. | 09212656                 |
|                                         | Villa von Gayl                         | Blasewitz, Frankenstraße 8 (Karte)                                  | 1903              | Villa mit Tor und Einfriedung; mit markantem Baukörper der in einem hohen Dach kulminiert, Fachwerk-Giebel vom englischen Landhausstil inspiriert, bemerkenswertes Beispiel der Reformarchitektur nach 1900, baugeschichtlich bedeutend. | 09212857                 |
| Weitere Bilder                          | Villa Elbhof                           | Blasewitz, Gautschweg 2 (Karte)                                     | um 1910           | Villa Elbhof (auch Villa Dudek). Villa mit Pavillon; massiver, repräsentativer Putzbau mit geometrischen Elementen und akzentuierender Ornamentik, gestalterisch anspruchsvoll, Anwesen baugeschichtlich, künstlerisch, gartengestalterisch und landschaftsgestalterisch bedeutend. Architekten: Große & Ulbricht. | 09212709                 |
| Weitere Bilder                          | Villa Königsheim I                     | Blasewitz, Goetheallee 4 (Karte)                                    | 1863              | Villa mit Einfriedung und Garten; errichtet für Arthur Willibald Königsheim (1816–1886), dem Schöpfer der Blasewitzer Waldpark- und Villenanlage, zudem Teil des bemerkenswerten Villenvorortes Blasewitz. Architekt: Theodor Lehnert (1828–1910). | 09212541                 |
| Weitere Bilder                          | Villa Waldeck                          | Blasewitz, Goetheallee 6 (Karte)                                    | 1886              | Villa und Villengarten sowie Einfriedung; Stilvilla des Historismus mit Fassadengestaltung, die sich an der Deutschen Renaissance orientiert, baugeschichtlich und künstlerisch bedeutend, zudem im Zusammenhang mit der Waldpark- und Villenanlage von Blasewitz sowie dem gleichnamigen bemerkenswerten Villenviertel landschaftsgestalterisch und stadtentwicklungsgeschichtlich von Belang. Architekt: Karl Emil Scherz. | 09212754                 |
| Weitere Bilder                          | Villa Lange                            | Blasewitz, Goetheallee 8 (Karte)                                    | 1896              | Villa, Villengarten und Einfriedung; bemerkenswerter herrschaftlicher Wohnbau des ausgehenden 19. Jahrhunderts, Paradebeispiel des damals vorherrschenden Historismus, vor allem in Anlehnung an die deutsche Renaissance errichtet, baugeschichtlich und künstlerisch bedeutend, errichtet für den Kammerrat Franz Adolph Lange (1815–1898) | 09212756                 |
| Weitere Bilder                          | Villa Schmitz                          | Blasewitz, Goetheallee 18 (Karte)                                   | 1902              | Villa, Villengarten und Einfriedung; Beispiel des späten Historismus, Bezug zur Reformarchitektur nach 1900, die Giebel senkrechtem Fachwerk vom englischen Landhausstil oder von Fachwerkhäusern der Normandie inspiriert, baugeschichtlich und künstlerisch bedeutend. Architekt: Karl Emil Scherz, von 1903 bis 1931 bewohnt vom Textilfabrikanten und Kunstsammler Ernst Schmitz-Havre. | 09212745                 |
| Weitere Bilder                          | Villa Muttersegen (Pernwaldhaus)       | Blasewitz, Goetheallee 24 (Karte)                                   | 1892              | Villa, Villengarten und Einfriedung; gestalterisch bemerkenswertes historistisches Anwesen, im Stil der Deutschen Renaissance errichtet, von baugeschichtlicher und künstlerischer Bedeutung. Architekturbüro: Schilling & Graebner, benannt nach dem Besitzer Franz von Schönthan, Edler von Pernwald (1849–1913). | 09212741                 |
| Weitere Bilder                          | Villa Fliederhof                       | Blasewitz, Goetheallee 26 (Karte)                                   | 1893              | Ehem. Villa Fliederhof, Emserallee 5. Architekturbüro: Schilling & Graebner, 1979 durch Brand zerstört, war ein Zentrum der Musikkultur in Dresden durch die Musikerfamilie Wilhelm Schuncke (1857–1933) und Wilhelmine Schunke, ab 1924 war der russische Komponist Sergej Rachmaninow (1873–1943) hier mehrfach zu Gast. | Wikidata-Objekt anzeigen |
| Weitere Bilder                          | Villa Lürmann                          | Blasewitz, Goetheallee 28 (Karte)                                   | 1903              | Villa, Villengarten und Einfriedung; bemerkenswertes Beispiel der Reformarchitektur nach 1900, dabei die Giebel mit eng gestelltem, senkrechtem Fachwerk vom englischen Landhausstil inspiriert, baugeschichtlich und künstlerisch bedeutend. Architekt: Karl Emil Scherz. | 09212737                 |
| Weitere Bilder                          | Villa Doehn                            | Blasewitz, Goetheallee 29 (Karte)                                   | 1903              | Villa mit Einfriedung; mit hohem Dach sowie ungewöhnlich anmutenden Schmuck- und Gliederungselementen außergewöhnliches Beispiel der nach 1900 vorherrschenden Reformarchitektur, baugeschichtlich bedeutend. | 09212747                 |
| Weitere Bilder                          | Villa Helene                           | Blasewitz, Goetheallee 32 (Karte)                                   | 1896              | Villa, Villengarten und Einfriedung; ein weitgehend ursprünglich erhaltenes Zeugnis der Architektur des ausgehenden 19. Jahrhunderts, vor allem im Schweizerhausstil gestaltet, baugeschichtlich bedeutend. | 09212732                 |
| Weitere Bilder                          | Villa Barteldes                        | Blasewitz, Goetheallee 36 (Karte)                                   | um 1875           | Villa mit Einfriedung; charakteristische Stilvilla des Historismus vor allem mit Elementen der Renaissance (Eckquaderungen), baugeschichtlich von Belang, zudem städtebaulich und stadtentwicklungsgeschichtlich bedeutend. | 09212727                 |
| Weitere Bilder                          | Villa Dittmayer                        | Blasewitz, Goetheallee 47 (Karte)                                   | um 1910           | Villa mit Einfriedung; markantes Beispiel der kurz nach 1900 vorherrschenden Reformarchitektur, baugeschichtlich bedeutend, zudem stadtentwicklungsgeschichtlich von Belang. | 09212740                 |
| Weitere Bilder                          | Villa Gottessegen                      | Blasewitz, Goetheallee 49 (Karte)                                   | 1898              | Villa und Einfriedung einschl. Eingangspforte; repräsentative Historismusvilla mit Anklängen an Heimatstil, innen originales Interieur (u. a. Stuckdekor), baugeschichtlich und künstlerisch bedeutend, auch stadtentwicklungsgeschichtlich von Belang. | 09212739                 |
| Weitere Bilder                          | Villa Weigang I                        | Blasewitz, Goetheallee 55 (Karte)                                   | 1894/95           | Architekt: Max Georg Poscharsky (1859–1899) (unter Mitwirkung der Architekten Schilling & Graebner), errichtet für den Bautzner Kommerzienrat Otto Weigang, jetzt Standesamt. | 09212731                 |
| Weitere Bilder                          | Villa Baumann                          | Blasewitz, Goetheallee 57 (Karte)                                   | 1865              | Villa mit Nebengebäude, Gartenanlage und Einfriedung; eine der beeindruckendsten Villenanlagen von Blasewitz, mit aufwendiger Fassadengestaltung und reicher Ausstattung, baugeschichtlich und künstlerisch bedeutend, zudem stadtentwicklungsgeschichtlich von Belang. Benannt nach dem Dresdner Hotelier Ehregott Richard Baumann. | 09212729                 |
| Weitere Bilder                          | Villa Kraft                            | Blasewitz, Händelallee 8 (Karte)                                    | 1895/96           | Villa; Fassade etwas vereinfacht, dennoch die vor allen historistische und für die Entstehungszeit des Baus typische Gestaltung erkennbar, baugeschichtlich von Belang. Architekturbüro: Schilling & Graebner. | 09212801                 |
| Weitere Bilder                          | Villa Königsheim II                    | Blasewitz, Händelallee 10 (Karte)                                   | spätes 19. Jh.    | Villa mit Anbau; erbaut für Johannes Alfons Eusebius Königsheim (1854–1928), Oberregierungsrat, ein Sohn von Arthur Willibald Königsheim (1816–1886), personengeschichtlich bedeutend, zudem als Teil von Blasewitz stadtentwicklungsgeschichtlich von Belang. | 09212802                 |
| Weitere Bilder                          | Villa Stock                            | Blasewitz, Händelallee 14 (Karte)                                   | 1870              | Villa mit Garten und Einfriedung; markante Klinker-Sandstein-Fassaden, belebt von Holzzierrat und anderweitigem Dekor, errichtet im Landhausstil mit Formen der französischen Renaissance, vor allem baugeschichtlich und künstlerisch bedeutend. Architekt: Franz Albert Stock (1834–1877). | 09212804                 |
|                                         | Villa Dora                             | Blasewitz, Heinrich-Schütz-Straße 6 (Karte)                         | spätes 19. Jh.    | Villa einschl. Einfriedung und Vorgarten; nobler Historismusbau mit ausgewogen gestalteter Fassade, Akzente durch Bogenöffnungen im Obergeschoss und Mäanderfries, baugeschichtlich, künstlerisch und städtebaulich bedeutend. | 09213078                 |
| Weitere Bilder                          | Villa Wolf                             | Blasewitz, Hüblerstraße 24 (Karte)                                  | 1907              | Villa mit Einfriedung; mit Walmdach und fantasievoll eingesetzten Schmuck- und Gliederungselementen, typisches Beispiel der Reformarchitektur nach 1900, Einfriedung mit Pforte und Puttofigur trägt zur unverwechselbaren Wirkung des Anwesens bei, baugeschichtlich und künstlerisch bedeutend. Villa, errichtet für den Kaufmann Hermann Wolff. Architekt: Karl Emil Scherz. | 09212881                 |
| Weitere Bilder                          | Villa Agnes                            | Blasewitz, Hüblerstraße 31 (Karte)                                  | um 1870           | Villa/Wohnhaus mit Einfriedung und Ecklaube; wohl mit Atelier, eigenwillig gestalteter historistischer Bau mit Stufengiebeln, auffällig auch die Sandsteinfronten, zeitweilig Wohnstätte des Kunstmalers Otto Rossow (1868–nach 1927), baugeschichtlich und personengeschichtlich bedeutend, zudem stadtentwicklungsgeschichtlich von Belang. | 09212883                 |
| Weitere Bilder                          | Villa Aurig                            | Blasewitz, Justinenstraße 2 (Karte)                                 | 1895              | Villa mit Einfriedung; früher auch Atelier für Fotografie James Aurig, typischer historistischer Bau des ausgehenden 19. Jahrhunderts, dominiert von höherem Mittelrisalit, Belebung vor allem durch Renaissanceformen, baugeschichtlich bedeutend. Villa errichtet für den sächsischen Hoffotografen James Aurig. Architekt: Karl Emil Scherz. | 09212681                 |
| Weitere Bilder                          | Villa Rautendelein I                   | Blasewitz, Käthe-Kollwitz-Ufer (Hochuferstraße 12) (Karte)          | 1899–1900         | Architekturbüro: Schilling & Graebner, Beispiel für die Reformarchitektur, Wohnhaus des Schriftstellers Gerhart Hauptmann (1862–1946), benannt nach einer Figur aus Hauptmanns Märchendrama Die versunkene Glocke, 1945 zerstört. |                          |
| Weitere Bilder                          | Villa Brazil                           | Blasewitz, Käthe-Kollwitz-Ufer 83 (Karte)                           | 1890/91           | Villa mit Einfriedung; markante Stilvilla des Historismus, mit Loggiamotiv, darüber hinaus Elemente des Barock, baugeschichtlich, künstlerisch und städtebaulich bedeutend, errichtet für den aus Brasilien zurückgekehrten Geschäftsmann Hugo Müller, Beispiel der Semper-Nicolai-Schule. | 09212767                 |
| Weitere Bilder                          | Villa zur Lippe                        | Blasewitz, Käthe-Kollwitz-Ufer 88 (Karte)                           | 1903/04           | Villa zur Lippe (auch Villa Schweighofer). Villa mit Hintergebäude, Teehaus, Einfriedung und Garten; repräsentativer neobarocker Wohnbau mit vorgelagerter Terrasse, zwei Ecktürmen, Mittelrisalit und aufwendigem Dekor, baugeschichtlich und künstlerisch bedeutend, in seiner Form singulär. Architekt: Richard Schleinitz (1861–1916), errichtet für den Schauspieler Felix Schweighofer und die Opernsängerin Fritzi Blum, Besitzer ab 1911 war Prinz Julius zur Lippe (1873–1952), jetzt Sächsischen Landkreistag. Gartenanlage von 1911 vom Architekten Georg Heinsius von Mayenburg (1870–1930) gestaltet, mit Kleinbauten wohl bedeutsamste ihrer Zeit in Dresden. | 09212769                 |
| Weitere Bilder                          | Villa Zeysing                          | Blasewitz, Käthe-Kollwitz-Ufer 90 (Karte)                           | 1909              | Villa mit Garten und Einfriedung; Beispiel des nach 1900 vorherrschenden Reformstils, gestalterisch anspruchsvoll, baugeschichtlich und künstlerisch bedeutend. Villa, errichtet für den Major a. D. Raoul Zeysing und dessen Frau Margerete Zeysing. Architekt: Karl Emil Scherz. | 09212770                 |
|                                         | Villa Friederike                       | Blasewitz, Käthe-Kollwitz-Ufer 91 (Karte)                           | 1898              | Villa mit Einfriedung; repräsentativer Wohnbau im Stil der Deutschen Renaissance mit Schweif- und Treppengiebeln, Erkern sowie reichem Fassadenschmuck, innen beeindruckende Hallendiele, baugeschichtlich und künstlerisch bedeutend. | 09212771                 |
|                                         | Villa Morgenstern                      | Blasewitz, Käthe-Kollwitz-Ufer 92 (Karte)                           | 1896/97           | Villa mit Einfriedung, bemerkenswertes Beispiel des Historismus, der malerische Bau dominiert von hohen Fachwerkgiebeln und Turmanbau, reiche Fassadenzier, im sogenannten „Altdeutschen Stil“ errichtet, dabei Anklängen an die deutsche Renaissance, baugeschichtlich und künstlerisch bedeutend. Benannt nach dem ehem. Bewohner: Kreishauptmann Kurt Morgenstern. Architekt: Kurt Diestel (1862–1946). | 09212772                 |
| Weitere Bilder                          | Weißes Schloss                         | Blasewitz, Königsheimplatz (Karte)                                  | 1860–1862         | Architekt: Theodor Lehnert, errichtet im Stil der Neogotik, 1945 ausgebrannt, 1952 gesprengt. Bauherr und erster Bewohner war der Unternehmer Carl August Spiegelthal (1821–1897). |                          |
| Weitere Bilder                          | Villa Muth                             | Blasewitz, Kretschmerstraße 16 (Karte)                              | 1889              | Villa mit Einfriedung; charakteristischer historisierender Bau, dominiert von Ecke mit spitzer Haube und Holzzierrat, mittigem Vorbau mit Austritt und hohem Krüppelwalmgiebel, baugeschichtlich bedeutend. | 09212895                 |
|                                         | Villa Ruetz                            | Blasewitz, Loschwitzer Straße 6 (Karte)                             | 1906              | Villa mit Garten und Einfriedung; mit hohem Dach und sachlicher Fassadengestaltung Beispiel des nach 1900 vorherrschenden Reformstils, baugeschichtlich bedeutend. | 09212815                 |
|                                         | Villa Erbstein                         | Blasewitz, Loschwitzer Straße 7 (Karte)                             | 1889              | Villa, Villengarten und Einfriedung; schmuckreiche Fassade, dominiert von Mittelrisalit, mit der Dreiteilung der Fassade ein Beispiel der Semper-Nicolai-Schule, ästhetisch anspruchsvoll, baugeschichtlich und künstlerisch bedeutend. | 09212813                 |
| Weitere Bilder                          | Villa Victoria                         | Blasewitz, Loschwitzer Straße 18 (Karte)                            | um 1890           | Villa mit Einfriedung; markanter historistischer Eckbau mit dominierendem Turm einschl. Kegeldach, mittels Putzquaderung belebtem Erdgeschoss und augenfälligem, akzentuierendem Fassadenschmuck, ästhetisch ansprechend, baugeschichtlich und künstlerisch bedeutend. | 09212836                 |
| Weitere Bilder                          | Villa Freisleben                       | Blasewitz, Loschwitzer Straße 19 (Karte)                            | 1916              | Villa, Villengarten und Einfriedung; zweigeschossiger Bau mit Mansarddach, Freitreppe und seitlicher Vorhalle, baugeschichtlich und künstlerisch bedeutend. Architekt: Hans Paulick, errichtet im Stil der Reformarchitektur, blieb auch zu DDR-Zeiten im Privatbesitz der Familie Freisleben | 09212863                 |
| Weitere Bilder                          | Villa Agnes                            | Blasewitz, Loschwitzer Straße 20 (Karte)                            | spätes 19. Jh.    | Villa; im Zusammenhang mit dem beeindruckenden Straßenzug der Loschwitzer Straße und mit Blasewitz stadtentwicklungsgeschichtlich von Belang. | 09212742                 |
| Weitere Bilder                          | Villa St. Petersburg                   | Blasewitz, Loschwitzer Straße 21 (Karte)                            | 1872              | Villa mit Seitengebäuden, Villengarten und Einfriedung; Beispiel der Semper-Nicolai-Schule mit erhöhtem Mittelrisalit, baugeschichtlich bedeutend, erbaut für Robert Henry Lüdicke, Hofgärtner des russischen Zaren. | 09212862                 |
| Weitere Bilder                          | Villa Kemmer                           | Blasewitz, Loschwitzer Straße 31 (Karte)                            | 1889              | Villa, Villengarten und Einfriedung; klassischer Villentyp der Semper-Nicolai-Schule, mit streng symmetrischer Hauptfassade, Akzente durch Loggien und Brüstungen, Anwesen vor allem baugeschichtlich und künstlerisch bedeutend. | 09212869                 |
| Weitere Bilder                          | Villa Seidlitz                         | Blasewitz, Loschwitzer Straße 33 (Karte)                            | spätes 19. Jh.    | Villa sowie Garten und Einfriedung; historistischer Klinker-Werkstein-Bau im Stil der nordeuropäischen Renaissance mit Eckbetonungen, kleinem Turmanbau, baugeschichtlich und künstlerisch bedeutend. | 09212870                 |
| Weitere Bilder                          | Villa Germania                         | Blasewitz, Loschwitzer Straße 36 (Karte)                            | 1871              | Villa mit Hintergebäude und Einfriedung; markantes Gebäude mit Elementen des Schweizerhausstils, hölzerne Veranda, baugeschichtlich und künstlerisch und stadtentwicklungsgeschichtlich von Belang. | 09212871                 |
| Weitere Bilder                          | Villa Ilgen                            | Blasewitz, Loschwitzer Straße 37 (Karte)                            | 1891              | Villa Ilgen (auch Villa Tusculum). Architekten: Martin Pietzsch und Richard Uebe, künstlerische Gestaltung: Hans Hartmann-McLean, ab 1899 im Besitz des Apothekers Hermann Ilgen (1856–1940). | 09212789                 |
| Weitere Bilder                          | Villa Sidonienhof                      | Blasewitz, Loschwitzer Straße 42 (Karte)                            | um 1865           | Hauptbau mit Garten und Einfriedung; markant mit Turmanbau, ein frühes historistisches Gebäude, ursprünglich bekannte lokale Baumschule, baugeschichtlich und ortsgeschichtlich bedeutend. Hier wohnte der Gartenarchitekt Sigismund Neumann (1823–1880). Er gestaltete die Parkanlagen an den Elbschlössern und nach 1870 den Waldpark Blasewitz. | 09212734                 |
|                                         | Villa Frieda                           | Blasewitz, Ludwig-Hartmann-Straße 30 (Karte)                        | um 1895           | Villa mit Einfriedung; charakteristisches vorstädtisches Wohngebäude, Akzente durch historistische Fassadengestaltung, zeigt die Vielfalt der Architektur des Historismus, bildet mit den Nachbar-Gebäuden ein markantes Ensemble innerhalb der einstigen Vorstadt Neugruna, baugeschichtlich und stadtentwicklungsgeschichtlich bedeutend. | 09212970                 |
|                                         | Villa Renata                           | Blasewitz, Ludwig-Hartmann-Straße 32 (Karte)                        | 1895              | Villa mit Einfriedung; historistische Fassadengestaltung, auffällig die Drempelmalerei, zeigt die Vielfalt der Architektur des Historismus, bildet mit den Nachbar-Gebäuden markantes Ensemble innerhalb der einstigen Vorstadt Neugruna, baugeschichtlich und stadtentwicklungsgeschichtlich bedeutend. | 09212969                 |
|                                         | Villa Alice                            | Blasewitz, Maystraße 4 (Karte)                                      | 1882              | Villa mit Einfriedung; repräsentatives Gebäude des Historismus mit gestalterisch hervorgehobener Mitte, symmetrisch gestaltet, die aufwändigen Fassaden eklektizistisch, in Anlehnung an verschiedene Stilvorbilder, baugeschichtlich und künstlerisch bedeutend. | 09213032                 |
|                                         | Villa Hedwig                           | Blasewitz, Maystraße 30 (Karte)                                     | um 1875           | Villa mit Einfriedung; an der Ecke gelegen, dort einst vorhandene, akzentuierende Dachspitze entfernt, Vorbau auf Pfeilern, darüber Austritt, eines der ältesten Gebäude im Quartier, Bau als Teil von Neugruna stadtentwicklungsgeschichtlich bedeutend. | 09212978                 |
| Weitere Bilder                          | Villa Ehnthold                         | Blasewitz, Mendelssohnallee 11 (Karte)                              | 1905              | Villa mit Hintergebäude, Pavillon und Einfriedung; mit hohem Dach und sachlicher Fassadengestaltung, Beispiel des Reformstils, baugeschichtlich bedeutend. | 09212826                 |
| Weitere Bilder                          | Villa Leonhardi                        | Blasewitz, Mendelssohnallee 24 (Karte)                              | 1873              | Villa mit Nebengebäude und Einfriedung; auffällig die Loggia zum Garten und das steile Mansarddach, historisierender Bau mit französischen und italienischen Einflüssen, baugeschichtlich und künstlerisch bedeutend sowie in seiner Form singulär. | 09212854                 |
| Weitere Bilder                          | Villa Rothermundt II                   | Blasewitz, Mendelssohnallee 34 (Karte)                              | 1896/97           | Villa mit Turm, Gartenanlage, Brunnen, Einfriedung und Toranlage; repräsentativer, historisierender Bau, im Inneren reiche Ausstattung u. a. bemerkenswerte Hallendiele, baugeschichtlich, künstlerisch und ortsgeschichtlich bedeutend. Architekt: Karl Emil Scherz, im Stile der Neorenaissance für den Unternehmer Adolf Rothermundt (1846–1930), jetzt Sitz des Sächsischen Landesgymnasiums für Musik „Carl Maria von Weber“. | 09212851                 |
|                                         | Villa Ingrid                           | Blasewitz, Naumannstraße 2 (Karte)                                  | um 1885           | Villa mit Seitengebäude und Einfriedung; historistischer Klinker-Werkstein-Bau im Stil der nordeuropäischen Renaissance, kleinem Turmanbau und Erker, baugeschichtlich bedeutend, zudem stadtentwicklungsgeschichtlich von Belang. | 09212712                 |
| Weitere Bilder                          | Villa Marienlust                       | Blasewitz, Naumannstraße 3 (Karte)                                  | 1907–1908         | Villa Marienlust (auch Villa Schieck oder Präsidentenvilla), seit 1849 Sommerhaus des Apothekers Otto Schneider (Villa Marienlust), 1907/08 Umbau durch Schilling & Graebner, ab 1941 Polizeidienststelle und Lazarett, nach 1945 Kommandantur der Sowjetarmee, danach Wohnsitz des ehem. sächsischen Ministerpräsidenten Walther Schieck (1874–1946), ab 1948 Sitz der Blasewitzer Poliklinik, heute Ärztehaus. | 09212714                 |
|                                         | Villa Wägner                           | Blasewitz, Oehmestraße 14 (Karte)                                   | um 1885           | Villa und Einfriedung; repräsentatives historisierendes Gebäude mit markanter Gartenfront, Freitreppe in den Garten, seitlich eingeschossiger Anbau, eine der älteren Stilvillen in Blasewitz, baugeschichtlich und stadtentwicklungsgeschichtlich bedeutend. | 09210018                 |
| Weitere Bilder                          | Villa Louise                           | Blasewitz, Polenzstraße 9 (Karte)                                   | um 1875           | Villa mit Einfriedung; charakteristisches vorstädtisches Wohngebäude, Akzente durch ansprechende Fassadengestaltung, Beispiel eines eher schlichten, historistischen Baus, baugeschichtlich von Wert, eines der ältesten Gebäude im Quartier, als Teil von Neugruna stadtentwicklungsgeschichtlich bedeutend. | 09213038                 |
| Weitere Bilder                          | Villa Salve                            | Blasewitz, Prellerstraße 6 (Karte)                                  | um 1870           | Villa sowie Garten und Einfriedung; eigenwillig gestalteter historistischer Bau mit Stufengiebeln (gotisierend, stilisiert, früher wohl mit Aufsätzen), auffällig auch die Sandsteinfronten, baugeschichtlich bedeutend. | 09212779                 |
| Weitere Bilder                          | Villa Arland                           | Blasewitz, Prellerstraße 7 (Karte)                                  | um 1875           | Villa mit Einfriedung, errichtet für den Verlagsbuchhändler Karl Alexander Werner († 1897); Umbau 1909 durch den Architekten Karl Emil Scherz, baugeschichtlich bedeutend. | 09212785                 |
| Weitere Bilder                          | Villa Zangenberg                       | Blasewitz, Prellerstraße 9 (Karte)                                  | 1899              | Villa; gestalterisch auffälliger historisierender Wohnbau des ausgehenden 19. Jahrhunderts mit Anklängen an das Barock, straßenseitige Eingangsachse mit Balkon und reichem Schmuck hervorgehoben, baugeschichtlich und künstlerisch bedeutend. Benannt nach dem ersten Eigentümer Franz Zangenberg. | 09212783                 |
| Weitere Bilder                          | Villa Sphinx                           | Blasewitz, Prellerstraße 11 (Karte)                                 | 1884              | Villa errichtet für den Schmetterlingskundler Otto Staudinger (1830–1900) |                          |
| Weitere Bilder                          | Villa Schneider                        | Blasewitz, Prellerstraße 17 (Karte)                                 | 1900              | Villa Schneider (auch Villa Vogel), Villa mit Einfriedung in Ecklage, benannt nach den ehem. Besitzern Arthur Schneider und Jacob Vogel. Architekt: Karl Emil Scherz. Nach 1945 vom Kunstmaler Richard Birnstengel (1881–1968) bewohnt. | 09212790                 |
| Weitere Bilder                          | Villa von Gayl                         | Blasewitz, Prellerstraße 19 (Karte)                                 | 1906              | Villa von Gayl (auch Haus Drei Rosen), errichtet für Ernst von Gayl. Villa mit Einfriedung; mit hohem Dach und sachlicher Fassadengestaltung als Beispiel Reformstils nach 1900. Architekt: Karl Emil Scherz. | 09212840                 |
|                                         | Villa Preller                          | Blasewitz, Prellerstraße 32 (Karte)                                 | um 1890           | Villa mit Einfriedung; ursprünglich historisierendes Gebäude, nach gravierendem Umbau um 1925 durch Dreiecksgiebel und Rundbogenfenster neoklassizistisch geprägt, bis 1901 Wohnstätte des Malers Friedrich Preller der Jüngere; Anwesen vor allem baugeschichtlich und personengeschichtlich bedeutend. | 09212910                 |
| Weitere Bilder                          | Villa Elbheim                          | Blasewitz, Regerstraße 1 (Karte)                                    | 1873/74           | Villa Elbheim (auch Elbvilla), Villa des Baumeisters Hartmann. Architekten: Paul Weidner und Friedrich O. Hartmann im Stil der französischen Renaissance, ab 1878 im Besitz von Oscar Bernhard Richter. | 09212706                 |
| Weitere Bilder                          | Villa Dudek                            | Blasewitz, Regerstraße 2 (Karte)                                    | um 1910           | Villa Dudek (auch Villa Moltke): Villa mit Garten; repräsentativer Putzbau, Anwesen baugeschichtlich und künstlerisch bedeutend. Bewohner: Henry von Burt, ein Neffe des Grafen von Moltke und ab 1911: Max Dudek (1861–1942). | 09212708                 |
| Weitere Bilder                          | Villa Spengler                         | Blasewitz, Regerstraße 6 (Karte)                                    | 1904              | Villa mit Einfriedung; bemerkenswertes Beispiel der Reformarchitektur nach 1900, dabei sind die Fachwerk-Giebel vom englischen Landhausstil inspiriert, baugeschichtlich bedeutend. Architekt: Karl Emil Scherz. | 09212705                 |
| Weitere Bilder                          | Villa Ziller                           | Blasewitz, Regerstraße 8 (Karte)                                    | 1891              | Villa mit Einfriedung; gestalterisch anspruchsvoller und nobler Wohnbau des Historismus, baugeschichtlich und künstlerisch bedeutend. | 09212704                 |
| Weitere Bilder                          | Villa Gertrud                          | Blasewitz, Regerstraße 38 (Karte)                                   | 1891              | Villa mit Einfriedung; charakteristischer Wohnbau aus der zweiten Hälfte des 19. Jahrhunderts, in Anlehnung an die italienische Renaissance gestaltet, typisch für die Zeit auch die seitliche offene Holzveranda, baugeschichtlich bedeutend. | 09212880                 |
| Weitere Bilder                          | Villa Marienheim                       | Blasewitz, Reinhold-Becker-Straße 5 (Karte)                         | vor 1911          | Villa mit Remise und Einfriedung; markanter Bau, im Jugendstil unter Einfluss der englischen Landhausarchitektur errichtet, bau- und künstlerisch bedeutend. Architekt: Max Große, bis 1920 Villa „Marienheim“, nach 1945 zeitweilig Sitz des Technischen Museums, ab 1996 aufwändig saniert, jetzt Sitz der deutsch-böhmischen Brücke/Most-Stiftung (genannt Brücke-Villa). | 09212927                 |
|                                         | Villa Dorothea                         | Blasewitz, Schaufußstraße 18 (Karte)                                | spätes 19. Jh.    | Mietvilla; Bau der Reformarchitektur mit hohem Dach und fast schmucklosen Fassaden, Ornamentik, insbesondere Traufunterseitenmalerei, nur akzentuierend, baugeschichtlich von Wert. | 09213100                 |
|                                         | Villa Ludwig Salvator                  | Blasewitz, Schaufußstraße 19 (Karte)                                | 1878/79           | Villa mit Einfriedung; markantes historisierendes Villengebäude mit erhöhtem Mittelteil sowie flachem Walmdach, gestalterische Akzente durch Portikus und Rundbögen, baugeschichtlich, künstlerisch und stadtentwicklungsgeschichtlich bedeutend. | 09212976                 |
| Weitere Bilder                          | Villa Haenel                           | Blasewitz, Tauscherstraße 44 (Karte)                                | 1889              | Villa mit Einfriedung; markantes historisierendes Villengebäude mit malerischem Baukörper, Turmanbau, Zierfachwerk im ausgebauten Dach und gestalterisch hervorgehobenem Eingangsbereich, baugeschichtlich von Wert. | 09213091                 |
| Weitere Bilder                          | Villa von Borcken                      | Blasewitz, Tolkewitzer Straße 47 (Karte)                            | 1894              | Villa mit Garten, Nebengebäude und Einfriedung; repräsentativer Historismusbau im Stil der deutschen Renaissance mit reicher Innenausstattung, darunter Ausmalung als Dekorationsmalerei; baugeschichtlich, künstlerisch und stadtentwicklungsgeschichtlich bedeutend. Architekt: Karl Emil Scherz, errichtet für die pommersche Adelsfamilie von Borcken. | 09213772                 |
|                                         | Villa Romana                           | Blasewitz, Tolkewitzer Straße 57 (Karte)                            | um 1900           | Villa; nach Brandstiftung vom November 2013 im Mai 2014 ungenehmigt abgerissen. |                          |
| Weitere Bilder                          | Villa Poscharsky                       | Blasewitz, Vogesenweg 4 (Karte)                                     | 1894              | Villa mit Gartenhaus, Villengarten und Einfriedung; historisierender Bau auf hohem, massivem Sockel, Villa im Stil der deutschen Renaissance errichtet, baugeschichtlich und künstlerisch bedeutend. Architekt: Max Georg Poscharsky. Bewohner um 1930: Bankdirektor Friedrich Behnisch. | 09212736                 |
|                                         | Villa Fabricius                        | Blasewitz, Wägnerstraße 6 (Karte)                                   | 1898–1901         | Villa mit Einfriedung und Ateliergebäude; letzteres heute einfaches Hintergebäude ohne besondere Nutzung, malerischer Wohnbau zwischen Historismus und Reformstil, mit Sandstein- und Fachwerkgliederungen, geschweiften Giebeln, Erker, Holzveranda und Altan, bauges.chichtlich bedeutend, | 09212875                 |
| Weitere Bilder                          | Villa Barthel                          | Blasewitz, Wägnerstraße 8 (Karte)                                   | 1904              | Villa Barthel (auch Villa Günther), errichtet für den Kaufmann Gustav Barthel. Architekt: Martin Pietzsch (1866–1961). Villa mit Einfriedung und Garten; bemerkenswerter Jugendstilbau, versachlichte Fassaden, auffäl1lig der Wintergarten, baugeschichtlich und künstlerisch bedeutend, in ihrer Form in Dresden singulär. Bewohner: Schuhcreme-Fabrikant Egbert Günther. | 09212690                 |
| Weitere Bilder                          | Villa Elisabeth                        | Blasewitz, Wägnerstraße 14 (Karte)                                  | um 1895           | Villa mit Nebengebäude, Garten und Einfriedung; markanter historistischer Wohnbau des ausgehenden 19. Jahrhunderts, vor allem im Stil der deutschen Renaissance errichtet, baugeschichtlich bedeutend. | 09212687                 |
| Weitere Bilder                          | Villa Ganymed                          | Blasewitz, Wägnerstraße 25 (Karte)                                  | 1876              | Villa mit Einfriedung in Ecklage; typischer spätklassizistischer Bau mit nobler Fassadengestaltung, an der Front zur Brucknerstraße Nischenfigur, baugeschichtlich und künstlerisch bedeutend. | 09212899                 |
| Weitere Bilder                          | Villa Urania                           | Blasewitz, Wägnerstraße 27 (Karte)                                  | 1886              | Mietvilla mit Einfriedung in Ecklage; markanter historistischer Wohnbau des ausgehenden 19. Jahrhunderts, dominierend die Fachwerkzier, baugeschichtlich und künstlerisch bedeutend. | 09212897                 |
| Weitere Bilder                          | Villa Siems                            | Blasewitz, Waldparkstraße 1 (Karte)                                 | 1889              | Villa sowie Garten und Einfriedung; markanter historisierender Wohnbau, mit charakteristischem Giebel, in Anlehnung an die nordeuropäische Renaissance gestaltet, baugeschichtlich und künstlerisch bedeutend. Architekt: Karl Emil Scherz, errichtet für den Kaufmann Gustav Siems (1827–1906). | 09212735                 |
|                                         | Villa Berta                            | Bühlau, Bautzner Landstraße 110 (Karte)                             | um 1880           | Mietvilla; historistischer Putzbau mit klassizistischen Elementen, charakteristisches Beispiel für die allmähliche Verstädterung von Bühlau im ausgehenden 19. Jahrhundert, baugeschichtlich und stadtentwicklungsgeschichtlich bedeutsam. | 09211084                 |
|                                         | Villa Elfriede                         | Bühlau, Bautzner Landstraße 140 (Karte)                             | 1903              | Mietvilla mit Einfriedung; stattlicher Jugendstilbau mit vereinfachter Fassade, auffällig der geschweifte Giebel mit Rundfenster, eindrucksvolles Dach, vor allem baugeschichtlich bedeutend. | 09210991                 |
|                                         | Villa Buen-Ayre                        | Bühlau, Hegereiterstraße 8 (Karte)                                  | um 1900           | Mietvilla mit Einfriedung; charakteristischer, historisierender Bau mit Anklängen an den Schweizerhausstil, aufwändige Holzbalkone und Schwebegiebel, vor allem baugeschichtlich und stadtentwicklungsgeschichtlich bedeutend. | 09211070                 |
|                                         | Villa Rheingold                        | Bühlau, Hegereiterstraße 10 (Karte)                                 | 1897              | als Villa Rheingold errichtet, später als Hotel und Restaurant „Prinz Friedrich August“ genutzt |                          |
|                                         | Villa Waldfrieden                      | Bühlau, Hegereiterstraße 16 (Karte)                                 | 1892              | Mietvilla mit Einfriedung; zeittypischer Putzbau, dominiert von geschlossenen Holzbalkonen, Schwebegiebel, sparsamer Stuckdekor, baugeschichtlich und stadtentwicklungsgeschichtlich von Bedeutung. | 09211053                 |
| Weitere Bilder                          | Villa Waldrast                         | Bühlau, Königsberger Str. 6 (Karte)                                 | 1904              | Mietvilla mit Einfriedung; repräsentativer Putzbau mit Natursteingliederung, Jugendstilelemente, geprägt von Zierfachwerk, hölzernen Balkonen und Loggien, baugeschichtlich und stadtentwicklungsgeschichtlich von Bedeutung. Architekt: Ernst Härtwig, Baumeister: Max Knauthe. | 09211089                 |
| Weitere Bilder                          | Villa Waldesruh                        | Bühlau, Königsberger Str. 8 (Karte)                                 | um 1900           | Mietvilla mit Einfriedung; urspr. Pensionshaus, repräsentativer Putzbau, geprägt von Zierfachwerk, hölzernen Balkonen und Loggien, baugeschichtlich und stadtentwicklungsgeschichtlich von Bedeutung. Architekt: vermutlich Ernst Härtwig. | 09211088                 |
| Weitere Bilder                          | Villa Waldlust                         | Bühlau, Königsberger Str. 10 (Karte)                                | um 1900           | Villa Waldlust (auch Villa Waldluft). Mietvilla mit Einfriedung; mit Jugendstilelementen, geprägt von straßenseitigem Giebel mit Zierfachwerk, hölzernen Balkonen und Loggien, baugeschichtlich und stadtentwicklungsgeschichtlich von Bedeutung. Architekt: vermutlich Ernst Härtwig. | 09211087                 |
|                                         | Villa Clara                            | Bühlau, Neubühlauer Straße 5 (Karte)                                | um 1895           | Mietvilla mit Einfriedung; zeittypischer Villenbau mit Putzfassade und Natursteingliederung, Jugendstilelemente, teilweise hölzerne Loggien und Balkone, Zierfachwerk, baugeschichtlich und stadtentwicklungsgeschichtlich von Bedeutung | 09211039                 |
|                                         | Villa Diana                            | Bühlau, Neubühlauer Straße 11 (Karte)                               | um 1895           | Mietvilla mit Einfriedung in Ecklage; besonders aufwändiger, repräsentativer Bau mit Ecktürmchen, Zierfachwerk, Schwebegiebeln, hölzernen Loggien und Balkonen, historisierende Architektur und reiches Jugendstilornament, baugeschichtlich und künstlerisch bedeutend. | 09211051                 |
|                                         | Villa Erna                             | Bühlau, Neubühlauer Straße 12 (Karte)                               | um 1895           | Mietvilla mit Einfriedung in Ecklage; zeittypischer, historisierender Putzbau mit Natursteingliederung, Ansicht geprägt von Schwebegiebel und Holzbalkonen, baugeschichtlich und stadtentwicklungsgeschichtlich von Bedeutung. | 09211052                 |
|                                         | Villa Bismarck                         | Bühlau, Neugersdorfer Straße 20 (Karte)                             | um 1900           | Mietvilla mit Einfriedung und Stützmauer; historisierender, zeittypischer Mietvillenbau der Jahrhundertwende mit Klinkerfassade, Mansarddach, Natursteinsockelzone und rückwärtigen, verglasten Holzbalkonen, baugeschichtlich und stadtentwicklungsgeschichtlich von Bedeutung. | 09211027                 |
|                                         | Villa Sedan                            | Bühlau, Neugersdorfer Straße 22 (Karte)                             | um 1900           | Mietvilla mit Stützmauer; schlichter, historisierender Mietvillenbau der Jahrhundertwende mit Klinkerfassade und Mansarddach, geprägt von stadtseitigem Schmuckgiebel, baugeschichtlich und stadtentwicklungsgeschichtlich von Bedeutung. | 09211028                 |
|                                         | Villa Bellevue                         | Bühlau, Neugersdorfer Straße 24 (Karte)                             | um 1910           | Mietvilla; zeittypischer Mietvillenbau um 1910 mit großer Hallendiele, schlichte Putzfassade, prägnanter Windfang und bemalte Traufbretter, baugeschichtlich und stadtentwicklungsgeschichtlich von Bedeutung. | 09211030                 |
|                                         | Villa Paula                            | Bühlau, Neukircher Straße 3 (Karte)                                 | um 1900           | Mietvilla; charakteristischer Villenbau um 1900 mit Putzfassade und historisierender Natursteingliederung, dominiert von straßenseitigem Zierfachwerkgiebel und dekorativen Holzbalkonen, baugeschichtlich und stadtentwicklungsgeschichtlich von Bedeutung. | 09218377                 |
|                                         | Villa Anna                             | Bühlau, Wetroer Straße 4 (Karte)                                    | um 1905           | Mietvilla mit Einfriedung; Putzfassade mit Natursteingliederung, Ansicht dominiert von weit auskragendem Schwebgiebel, Zierfachwerk, Holzbalkon, Loggien und Erker, baugeschichtlich und stadtentwicklungsgeschichtlich bedeutend. | 09211073                 |
|                                         | Villa Marie                            | Bühlau, Wetroer Straße 5 (Karte)                                    | um 1905           | Mietvilla mit Einfriedung; zeittypischer Putzbau um 1900, geprägt von aufwendigen, verglasten Holzbalkonen, baugeschichtlich und stadtentwicklungsgeschichtlich bedeutend. | 09211075                 |
|                                         | Villa Glück auf IV                     | Bühlau, Wetroer Straße 9 (Karte)                                    |                   | Ehem. Pensionshaus |                          |
|                                         | Villa Cosel                            | Coschütz, Coselweg (Karte)                                          | 1906              | ehem. Huthaus, Villa von Friedrich August von Cosel (1712–1770); 1975 abgerissen |                          |
| Weitere Bilder                          | Rote Villa                             | Cossebaude, Dresdner Straße 42 (Karte)                              | 1892              | Fabrikantenvilla der ehem. Zementfabrik Winschild & Langelott mit Einfriedung; repräsentativer Bau mit Klinkerfassade und Turm in historisierender Gestaltung, baugeschichtlich und stadtentwicklungsgeschichtlich bedeutend. | 09275228                 |
| Weitere Bilder                          | Villa Begerburg                        | Dölzschen, Wurgwitzer Straße 1b (Karte)                             | 1852–1854         | Ehem. Restauration. Beispiel des romantischen Historismus, zinnenbewährte Anlage mit Turm und Erkern, gestalterisch bemerkenswertes Wahrzeichen des Plauenschen Grundes. Architekt: Theodor Lehnert, errichtet für den Steinbruchbesitzer Beger. | 09210580                 |
| Weitere Bilder                          | Villa Garten I                         | Gruna, Beilstraße 21 (Karte)                                        | 1906              | Villa, errichtet für den Zimmermeister Daniel Hermann Garten. Mietvilla mit Einfriedung; repräsentatives Anwesen, charakteristischer Jugendstilbau, dominiert von Eckturm, hölzernem Standerker und geschweiftem Giebel, Farbglasfenster, innen originale Ausstattung, baugeschichtlich und künstlerisch bedeutend. | 09217831                 |
|                                         | Villa Rothermundt I                    | Gruna, Bodenbacher Straße 47 (Karte)                                | um 1875           | Fabrikantenvilla für den Unternehmer Julius Ludwig Rothermundt (1827–1890), sogenanntes „Schloss Rothermundt“, später Villa Heller, 1945 zerstört, 1974 abgerissen, nur noch der Rothermundtpark ist erhalten. |                          |
|                                         | Villa Akazienhof                       | Gruna, Schneebergstraße 16 (Karte)                                  | um 1890           | Ehem. Besitzer: Georg Otto Franz Baron von Rosenberg |                          |
| Weitere Bilder                          | Schloss Keppschloss                    | Hosterwitz, Am Keppschloß 27 (Karte)                                | 1850              | Schloss als langgestreckter, zweieinhalbgeschossiger Putzbau mit drei kurzen Flügeln und drei Turmbauten mit Zinnenkränzen, 1861 bis 1863 im Stil der Neogotik überformt. Anlage ortsbildprägend, baugeschichtlich und künstlerisch bedeutend. Ehem. Besitzer: Bankier Robert Thode (1825–1897), Mitinhaber der Thodeschen Papierfabrik zu Hainsberg. | 09211102                 |
| Weitere Bilder                          | Villa Hoheneichen                      | Hosterwitz, Dresdner Straße 73 (Karte)                              | um 1864           | urspr. Villa Lauterbach, im Besitz der Familie Angermann, später als Sommerhaus für Ferdinand von Bültzingslöwen (1808–1882), ab 1921 Sitz der Dresdner Ordensmission der Jesuiten. | Wikidata-Objekt anzeigen |
| Weitere Bilder                          | Königliche Villa                       | Hosterwitz, Dresdner Straße 149 (Karte)                             | 1836              | Villa mit Nebengebäuden und Einfriedung; ehem. Königliche Sommervilla, klassizistischer Bau, Wohnstätte von Prinz Georg von Sachsen, Anlage baugeschichtlich und landesgeschichtlich bedeutend. | 09211109                 |
|                                         | Villa Fabrice                          | Hosterwitz, Maille-Bahn 8 (Karte)                                   | um 1870           | Villa, parkartiger Garten und Einfriedung; Wohnstätte zweier sächsischer Adelsgeschlechter, von Watzdorf und von Fabrice, gestalterisch anspruchsvolles Anwesen. Villengebäude, als Solitärgebäude das Ortsbild prägend, baugeschichtlich, personengeschichtlich, künstlerisch sowie landschaftsgestaltend bedeutend. | 09211124                 |
| Weitere Bilder                          | Villa Luboldt                          | Johannstadt, Comeniusstraße 32 (Karte)                              | 1906              | Villa, Treppenanlage und Einfriedung; charakteristischer Bau der Architektur nach 1900, vor allem baugeschichtlich sowie künstlerisch und gartenkünstlerisch bedeutend. Architekt: Heinrich Tscharmann (1859–1932), Bauplastik: Bildhauer Karl Groß (1869–1934), Interieur von Oswin Hempel (1876–1965). Bauherr und langjähriger Bewohner: Pharmaunternehmer Walter Luboldt (1870–?), Bewohner ab 1932 Martin Mutschmann. | 09217135                 |
|                                         | Villa Scheidemantel                    | Johannstadt, Striesener Platz 8 (Karte)                             | 1887              | Architekt: Julius Gebler (1835–1903), erbaut für den Opernsänger Karl Scheidemantel (1859–1923), 1945 zerstört. | Wikidata-Objekt anzeigen |
|                                         | Villa Müller                           | Johannstadt, Stübelallee 21 (Karte)                                 | 1899              | Architekt: Heino Otto (1869–1945). Villa für Martin Alfred Müller, 1945 zerstört. |                          |
|                                         | Villa Theresia                         | Kleinzschachwitz, Freischützstraße 13 (Karte)                       | um 1890           | Mietvilla; mit Holzerker, baugeschichtlicher Wert | 09216873                 |
| Weitere Bilder                          | Villa Lungwitz                         | Kleinzschachwitz, Kleinzschachwitzer Ufer 32 (Karte)                | 1898              | Villa Lungwitz (auch Landhaus Lungwitz) mit rustiziertem Sockelgeschoss, Hauptgeschoss und ausgebautem Mansarddach (Klinker) mit reichem Fassadenschmuck, Einfriedung als Stützmauer mit Sandsteinpfosten und schmiedeeisernen Zaunsfeldern, errichtet für den Tierarzt Anton Lungwitz (1845–?). | 09216887                 |
| Weitere Bilder                          | Villa Belriguardo                      | Kleinzschachwitz, Kleinzschachwitzer Ufer 48 (Karte)                | 2. Hälfte 19. Jh. | Kleines Villengebäude (heute Nebengebäude); historisierender Bau mit Anklängen an den Schweizerhausstil, der rückseitige Turmanbau italienisierend, bau- und stadtentwicklungsgeschichtlich bedeutend. | 09216890                 |
| Weitere Bilder                          | Villa Herings                          | Kleinzschachwitz, Kleinzschachwitzer Ufer 70 (Karte)                | 1862              | Doppelvilla und Einfriedung; bemerkenswertes historisierendes Gebäude, hervorgehoben durch Ecktürme, mit Sandsteinfassade und vor allem der Renaissance entlehnter Gliederung und Ornamentik, auf Unterbau mit gotisierender Brüstung, gestalterisch anspruchsvoll, baugeschichtlich und künstlerisch bedeutend, jetzt sog. Villa Fürstenhof. | 09216891                 |
| Weitere Bilder                          | Villa Viktoria                         | Kleinzschachwitz, Kleinzschachwitzer Ufer 78 (Karte)                |                   | Urspr. Mietvilla, jetzt Ferienhaus. |                          |
|                                         | Villa Germania                         | Kleinzschachwitz, Kyawstraße 15 (Karte)                             | 1892              | Villa mit Einfriedung; Eckgebäude, charakteristischer spätgründerzeitlicher Bau mit historisierender Fassade, baugeschichtlich und stadtentwicklungsgeschichtlich bedeutend, errichtet für den Arzt Dr. Scheffler. | 09217734                 |
|                                         | Villa Ariane                           | Kleinzschachwitz, Kyawstraße 29 (Karte)                             | um 1900           | Villa mit Einfriedung; charakteristischer Villenbau um 1900, auffällig der Drempel mit Zierfachwerk, baugeschichtlich und stadtentwicklungsgeschichtlich bedeutend. | 09217735                 |
|                                         | Villa Sackmann                         | Kleinzschachwitz, Kyawstraße 37 (Karte)                             | 1890              | Villa mit Garten und Einfriedung; repräsentatives Gebäude mit akzentuierendem Turmanbau, symmetrisch gestaltete Klinker-Sandstein-Fassade des Historismus, baugeschichtlich und künstlerisch bedeutend, zudem eine der aufwändigsten Villen von Kleinzschachwitz, errichtet für Kommerzienrat Gustav Heinrich Sackmann. | 09216909                 |
| Weitere Bilder                          | Villa Chaumière                        | Kleinzschachwitz, Putjatinstraße 26 (Karte)                         | um 1870           | Villa Chaumière („Hütte“), auch Villa Storchennest genannt, Landhaus mit Nebengebäude und Park des Fürsten Nikolaus Abramowitsch Putjatin; ursprünglich klassizistischer Bau, durch Umbau um 1870 auch Elemente des Schweizerhausstils, baugeschichtlich, künstlerisch und ortsgeschichtlich sowie personengeschichtlich bedeutend. | 09216928                 |
|                                         | Villa Bismarck                         | Klotzsche, Alexander-Herzen-Straße 1 (Karte)                        | 1897/98           | Mietvilla mit Einfriedung in Ecklage; historisierender Wohnbau mit Putzfassade, Kopflage durch verbrochene Ecken mit Schmuckgiebeln, Mittelrisalit und Holzbalkonen betont, baugeschichtlich bedeutend. | 09217889                 |
|                                         | Villa Rautendelein II                  | Klotzsche, Alexander-Herzen-Straße 11 (Karte)                       | 1898              | Villa im Villenvorort Klotzsche-Königswald. Villa mit Einfriedung; repräsentativer Villenbau der Architektur zwischen Historismus und Jugendstil, Putzfassade geprägt von Zierfachwerk an Giebel und Loggia, auffällig der Treppenturmanbau, baugeschichtlich und künstlerisch bedeutend. | 09217893                 |
|                                         | Villa Bird                             | Klotzsche, Alexander-Herzen-Straße 12 (Karte)                       | 1899              | Villa im Villenvorort Klotzsche-Königswald. Villa mit Einfriedung; weitgehend bauzeitlich erhaltes, markantes Gebäude des Reformstils, schlichter, aber auch anspruchsvoll gestalteter Bau mit wenigen Gliederungselementen und akzentuierendem Bauschmuck, Anwesen baugeschichtlich und als Teil des einstigen Klotzsche-Königswald auch stadtentwicklungsgeschichtlich bedeutend. | 09218156                 |
|                                         | Villa Melusine                         | Klotzsche, Alexander-Herzen-Straße 14 (Karte)                       | 1899–1900 (Villa) | Villa in Klotzsche-Königswald. Villa mit Garage und Einfriedung; repräsentative Putzfassade mit Jugendstilornamentik und Zierfachwerk, baugeschichtlich und stadtentwicklungsgeschichtlich sowie künstlerisch bedeutend. | 09218157                 |
|                                         | Villa Brünnhilde                       | Klotzsche, Alexander-Herzen-Straße 15 (Karte)                       | 1902              | Villa in Klotzsche-Königswald. Villa mit Portal und Einfriedung; zeittypischer Villenbau mit Gestaltungselementen des bewegten Jugendstils, auffällig der Seitenrisalit mit Zierfachwerk und Erker und der seitliche Treppenturm, baugeschichtlich und stadtentwicklungsgeschichtlich sowie künstlerisch bedeutend. Architekt: Edmund Oscar Hacault (1841/42–1904). | 09217894                 |
|                                         | Villa Hacault’s Heim                   | Klotzsche, Boltenhagener Straße 5 (Karte)                           | 1891/92           | Villa in Klotzsche-Königswald. Villa; erbaut vom bekannten Klotzscher Architekten Edmund Oscar Hacault für sich und seine Familie, historisierender, landhausartiger Bau, dominiert von zweigeschossigem, giebelständigem Trakt mit Vorbau und Dekor, personengeschichtlich und baugeschichtlich bedeutend. | 09217928                 |
|                                         | Villa Tristan                          | Klotzsche, Darwinstr. 11 (Karte)                                    | 1898/99           | Villa in Klotzsche-Königswald. Mietvilla mit Einfriedung; Beispiel des Historismus, hier insbesondere der deutschen Renaissance, Belebung der Fassaden insbesondere durch Turmanbau, Gestaltung der Traufen mit Konsolfries und Dekorationsmalerei, baugeschichtlich und stadtentwicklungsgeschichtlich bedeutend. | 09217948                 |
|                                         | Villa Bayreuth                         | Klotzsche, Darwinstraße 17 (Karte)                                  | 1902/03           | Villa in Klotzsche-Königswald. Mietvilla mit Einfriedung; Beispiel des Historismus, hier insbesondere der deutschen Renaissance, Anklänge an den Jugendstil, Belebung der Fassaden insbesondere durch Anbauten und das Schmuckfachwerk an der Rückseite, baugeschichtlich und stadtentwicklungsgeschichtlich bedeutend. | 09217950                 |
|                                         | Villa Odin, jetzt Heilig-Kreuz-Kapelle | Klotzsche, Darwinstraße 19 (Karte)                                  | 1899–1900         | Villa in Klotzsche-Königswald. Beispiel für den Historismus, hier insbesondere der deutschen Renaissance oder des so genannten »Altdeutschen Stils«. Heilig-Kreuz-Kapelle, urspr. Villa „Odin“ (errichtet vom Baumeister Richard Oskar Gänzel), ab 1927 von Klarissen-Kapuzinerinnen bewohnt, 1947 von Franziskaner-Mönchen übernommen und 1948 als Heilig-Kreuz-Kapelle eingerichtet, nach 1975 als römisch-katholische Pfarrei „Zum heiligen Kreuz“ genutzt. | 09217951                 |
| Weitere Bilder                          | Villa Burgfrieden                      | Klotzsche, Georg-Estler-Straße 8 (Karte)                            | 1887              | Villa Burgfrieden im Villenvorort Klotzsche-Königswald. Villa mit Gartenplastiken und Teilen der Einfriedung; aufwendige Stilvilla, nach dem Vorbild der Deutschen Renaissance mit Schweifgiebeln und Turmanbauten errichtet, baugeschichtlich, stadtentwicklungsgeschichtlich und künstlerisch bedeutend. Architekt: Ernst Friedrich Giese, errichtet für den Stuckateur Carl Hauer. | 09218061                 |
|                                         | Villa Unger                            | Klotzsche, Goethestraße 4 (Karte)                                   | 1911–1915         | Villa in Klotzsche-Königswald. Villa mit Garten und Einfriedung; markantes Beispiel der versachlichten Architektur um 1910, zudem mit vollständig erhaltener Innenausstattung, Teil von Klotzsche-Königswald, baugeschichtlich und künstlerisch bedeutend. | 09217964                 |
| Weitere Bilder                          | Villa Charlotte                        | Klotzsche, Goethestraße 5 (Karte)                                   | 1897              | Villa in Klotzsche-Königswald. Mietvilla mit Einfriedung; markante Stilvilla des ausgehenden 19. Jahrhunderts, dominiert von erhöhtem Mittelrisalit und zwei reizvolle hölzerne Veranden, vor allem baugeschichtlich bedeutend. | 09217965                 |
|                                         | Villa Wagenbreth                       | Klotzsche, Goethestraße 5b (Karte)                                  | 1907              | Villa in Klotzsche-Königswald. Mietvilla mit Einfriedung und Garten; Anwesen in Ecklage, charakteristischer Klotzscher Villenbau, offenbar vom ortsansässigen Baumeister Bruno Wagenbreth vornehmlich als eigenes Wohnhaus errichtet, bauhistorisch und stadtentwicklungsgeschichtlich bedeutend. | 09218342                 |
|                                         | Villa Ingeborg                         | Klotzsche, Goethestraße 6 (Karte)                                   | 1901              | Villa in Klotzsche-Königswald. Villa mit Einfriedung; errichtet vom Baumeister Oskar Gänzel, Jugendstilbau mit geschwungenem Zierfachwerk und bewegter, vor allem floraler Ornamentik, baugeschichtlich und stadtentwicklungsgeschichtlich sowie künstlerisch bedeutend. | 09217967                 |
| Weitere Bilder                          | Villa Schilling                        | Klotzsche, Goethestraße 9 (Karte)                                   | 1901              | Villa in Klotzsche-Königswald. Villa; beeindruckender italienisierender Wohnbau, Wohnstätte des bedeutenden Bildhauers Johannes Schilling, baugeschichtlich und personengeschichtlich sowie stadtentwicklungsgeschichtlich bedeutend. Architekt: Rudolf Schilling (1859–1933). | 09217966                 |
|                                         | Villa Baldur                           | Klotzsche, Goethestraße 11 (Karte)                                  | 1899–1900         | Villa in Klotzsche-Königswald. Villa mit Einfriedung in Ecklage; errichtet im so genannten „Altdeutschen Stil“, gekennzeichnet durch Turmanbau, mittelalterlich anmutendes Fachwerk, mit Jugendstil-Elementen, baugeschichtlich bedeutend und stadtentwicklungsgeschichtlich von Belang, Wohnstätte des dänischen Schriftstellers Karl Gjellerup (1857–1919) mit personengeschichtlichem Wert. | 09217969                 |
|                                         | Villa Hacault                          | Klotzsche, Goethestraße 15 (Karte)                                  | 1900              | Villa Hacault in Klotzsche-Königswald. Villa mit Einfriedung; errichtet im so genannten „Altdeutschen Stil“, gekennzeichnet durch Turmanbaute, mittelalterlich anmutendes Fachwerk, baugeschichtlich bedeutend und stadtentwicklungsgeschichtlich von Belang. Architekt: Edmund Oscar Hacault. | 09217971                 |
|                                         | Villa Mirabelle                        | Klotzsche, Goethestraße 16 (Karte)                                  | 1902              | Villa in Klotzsche-Königswald. Villa mit Einfriedung in Ecklage; charakteristischer historistischer Bau um 1900, errichtet im so genannten „Altdeutschen Stil“, gekennzeichnet durch Turmanbauten, mittelalterlich anmutendes Fachwerk, wobei auch schon Jugendstil-Elemente verwendet wurden, baugeschichtlich bedeutend. | 09217972                 |
| Weitere Bilder                          | Villa Königswald                       | Klotzsche, Goethestraße 17 (Karte)                                  | 1905              | Villa Königswald (auch Villa Harzer) in Klotzsche-Königswald. Villa mit Pförtnerhaus und Einfriedung; eine der bedeutendsten Villenanlagen aus dem Anfang des 20. Jahrhunderts in Dresden, Beispiel der frühen Moderne und Reformarchitektur nach 1900, versachlicht, mit neoklassizistischen Elementen, baugeschichtlich, personengeschichtlich, stadtentwicklungsgeschichtlich und künstlerisch bedeutend. Architekt: Richard Schleinitz. | 09217973                 |
|                                         | Villa St. Anna                         | Klotzsche, Goethestraße 27 (Karte)                                  | 1912              | Villa in Klotzsche-Königswald. Villa mit Pfeilern der Einfriedung; typisches Beispiel für die Reformarchitektur, Ausstattung aus der Entstehungszeit, baugeschichtlich und stadtentwicklungsgeschichtlich bedeutend, errichtet durch Klotzscher Baumeister Wilhelm Kreutze. | 09218160                 |
|                                         | Villa Hendrich                         | Klotzsche, Hendrichstraße 1 (Karte)                                 | 1887              | Villa in Klotzsche-Königswald. Villa; Wohnhaus mit historisierender Fassade, markanten Dachaufbauten und seitlicher Eingangshalle, lehnt sich im Sinne des Historismus vor allem an italienische Renaissance an, baugeschichtlich bedeutend, zudem als Wohnstätte des Gemeinderates Hendrich personengeschichtlich und ortshistorisch von Belang. | 09217979                 |
|                                         | Villa Emma                             | Klotzsche, Kieler Str. 1 (Karte)                                    | 1894/95           | Villa in Klotzsche-Königswald. Repräsentativer Villenbau, Um- und Ausbau in den 1910er Jahren, nur sparsam, aber akzentuierend eingesetzter Bauschmuck, dominiert von neoklassizistischen Formen und Motiven des späten Jugendstils, anspruchsvolle Gestaltung, Anwesen vor allem baugeschichtlich, stadtentwicklungsgeschichtlich und künstlerisch bedeutend. | 09217987                 |
|                                         | Villa Weidmannsruh                     | Klotzsche, Kieler Straße 9 (Karte)                                  | 1893              | Villa in Klotzsche-Königswald. Villa; zeittypischer Putzbau mit Anklängen an den Schweizerhausstil, geprägt von Schwebegiebeln, baugeschichtlich bedeutend. | 09217991                 |
|                                         | Villa Loreley                          | Klotzsche, Kieler Straße 10 (Karte)                                 | 1895              | Villa in Klotzsche-Königswald. Villa mit Einfriedung; historisierender Putzbau mit Holzloggia, geprägt von Mittelrisalit mit sparsamen Dekor, Klinkerfassade, Farbglasfenster mit Jugendstilmotiv im Anbau, baugeschichtlich und stadtentwicklungsgeschichtlich von Belang, als Wohnstätte des Malers Conrad Felixmüller (1897–1977) zudem personengeschichtlich bedeutend. | 09217992                 |
|                                         | Villa Glück auf II                     | Klotzsche, Kieler Straße 19 (Karte)                                 | 1911              | Villa in Klotzsche-Königswald. Mietvilla mit Einfriedung; charakteristischer versachlichter Wohnbau mit schlichter Putzfassade und hohem Mansardwalmdach, weitgehend bauzeitlich erhalten und deshalb baugeschichtlich bedeutend, erbaut vom Klotzscher Baumeister Wilhelm Kreutze. | 09217995                 |
|                                         | Villa Maria                            | Klotzsche, Königsbrücker Landstraße 55 (Karte)                      | 1890              | Villa in Klotzsche-Königswald. Mietvilla; charakteristischer, historisierender Wohnbau des ausgehenden 19. Jahrhunderts mit markanter, flächiger Putzgliederung, baugeschichtlich bedeutend. | 09218012                 |
|                                         | Villa Daheim                           | Klotzsche, Königsbrücker Landstraße 72 (Karte)                      | 1888/89           | Villa in Klotzsche-Königswald. Mietvilla; charakteristischer, historisierender Bau des ausgehenden 19. Jahrhunderts, Ansicht geprägt von Türmchen und belebt durch Klappläden und zurückhaltendem Dekor, baugeschichtlich bedeutend. | 09218018                 |
|                                         | Villa Waldlust                         | Klotzsche, Königsbrücker Landstraße 74 (Karte)                      | 1891 (Mietvilla)  | Villa in Klotzsche-Königswald. Mietvilla; zeittypischer, landhausartiger Bau mit Anklängen an den Schweizerhausstil, dominiert von straßenseitigem Erker und Schwebgiebel, baugeschichtlich bedeutend. | 09218020                 |
| Direkt Bild zu diesem Denkmal hochladen | Villa Edelweiß                         | Klotzsche, Königsbrücker Landstraße 80 (Karte)                      |                   | Villa in Klotzsche-Königswald. |                          |
|                                         | Villa Silvana                          | Klotzsche, Königsbrücker Landstraße 82 (Karte)                      |                   | Villa in Klotzsche-Königswald. Hier befand sich von 1916 bis 1920 die Privatschule (nach Reformschulkonzept) des Studienrates Manfred Pollatz und seiner Frau. |                          |
|                                         | Villa Augusta                          | Klotzsche, Königsbrücker Landstraße 95 (Karte)                      | 1888              | Villa in Klotzsche-Königswald. Villa; landhausartiger Bau im Schweizerhausstil, dominiert von Schwebegiebeln und weitem Dachüberstand, straßenseitig aufwendiger Holzzierbalkon, baugeschichtlich bedeutend. | 09218029                 |
|                                         | Villa Santa Lucia                      | Klotzsche, Königsbrücker Landstraße 107 (Karte)                     | 1902/03           | Villa in Klotzsche-Königswald. Villa; neobarocker Bau aus dem Anfang des 20. Jahrhunderts, aufwendiger Bauschmuck mit sparsamen Jugendstileldekor, dominiert von Mittelrisalit mit Türmchenaufsatz, Anwesen baugeschichtlich und stadtentwicklungsgeschichtlich bedeutend. | 0921803                  |
| Direkt Bild zu diesem Denkmal hochladen | Villa Diana                            | Klotzsche, Prof.-von-Finck-Straße 1 (Karte)                         |                   | Villa in Klotzsche-Königswald. |                          |
|                                         | Villa Elisabeth                        | Klotzsche, Rostocker Straße 10 (Karte)                              | 1898/99           | Villa mit Einfriedung; historisierender Wohnbau des späten 19. Jahrhunderts, als architektonisches Zeugnis seiner Zeit vor allem baugeschichtlich bedeutend. | 09218343                 |
|                                         | Villa Roland                           | Klotzsche, Rostocker Straße 13 (Karte)                              | 1901/02           | Villa in Klotzsche-Königswald. Villa mit Einfriedung; markanter und architektonisch interessanter Bau der Stilelemente des späten Historismus, Andeutungen von Jugendstil und durch Umbau hinzugekommene Bauteile, wie das Treppenhaus, in sachlicher Ausführung miteinander verbindet, vergleichsweise aufwendiger Fassadenschmuck, Anwesen baugeschichtlich und künstlerisch bedeutend. | 09218176                 |
|                                         | Villa Goettsch                         | Klotzsche, Selliner Straße 16 (Karte)                               | 1913/14           | Villa in Klotzsche-Königswald. Villa mit Garage, Garten und Einfriedung; bemerkenswerter neoklassizistischer Bau mit bewegter Kubatur und reichem Fassadenschmuck sowie Innenausstattung aus der Entstehungszeit, baugeschichtlich und stadtentwicklungsgeschichtlich sowie künstlerisch bedeutend. | 09218056                 |
|                                         | Villa Heideblümchen                    | Klotzsche, Stendaler Straße 9 (Karte)                               | 1903              | Mietvilla mit Einfriedung; Putzbau im Reformstil Anfang des 20. Jahrhunderts mit bewegter, malerischer Fassadengestaltung und Jugendstilelementen, baugeschichtlich bedeutend | 09218066                 |
|                                         | Villa Sturmfried                       | Klotzsche, Stendaler Straße 18 (Karte)                              | 1902              | Villa in Klotzsche-Königswald. Villa; repräsentativer Wohnbau um 1900 zwischen Historismus und Jugendstil, belebt von Dachreiter, Zierfachwerkgiebeln und ornamentalem Schmuck, baugeschichtlich bedeutend. Architekt: Edmund Oscar Hacault. | 09218071                 |
|                                         | Villa Quosdorf                         | Klotzsche, Zur Neuen Brücke 3 (Karte)                               | 1886              | Villa in Klotzsche-Königswald. Villa mit Remise, Garten und Einfriedung; repräsentativer Villenbau mit historisierender Natursteingliederung und markantem Eckturm, Nebengebäude geprägt von Jugendstilfachwerk, baugeschichtlich und ortsgeschichtlich bedeutend. Benannt nach Friedrich August Quosdorf (1840–1889), dem Begründer des Klotzscher Ortsteils Königswald. | 09218084                 |
|                                         | Villa Alwine                           | Klotzsche, Zur Neuen Brücke 8 (Karte)                               | 1887              | Villa in Klotzsche-Königswald. Villa mit Einfriedung; zeittypischer Villenbau, Heimatstilelemente, Putzfassade mit historisierender Natursteingliederung, Ansicht geprägt von Schwebgiebel, Gebäude baugeschichtlich und stadtentwicklungsgeschichtlich von Bedeutung. | 09218090                 |
|                                         | Villa Edelweiß                         | Langebrück, Beethovenstraße 14 (Karte)                              | um 1890           | Mietvilla mit Einfriedung und Pavillon; charakteristisches Villenanwesen des späten 19. Jahrhunderts, Bauten historisierend, baugeschichtlich und stadtentwicklungsgeschichtlich von Bedeutung. Ehem. Besitzer: Gutsbesitzer Moritz Claus. | 09284780                 |
|                                         | Villa Sidonie                          | Langebrück, Bruhmstraße 13 (Karte)                                  | um 1896           | Villa mit Garten, Pergola und Teeplatz; repräsentativer, stark gestaffelter Bau mit Erkern, Turmanbau, Putzfassade und Zierfachwerk, parkähnlicher Garten, baugeschichtlich und stadtentwicklungsgeschichtlich bedeutend. | 09284774                 |
|                                         | Villa St. Hubertus I                   | Langebrück, Dresdner Straße 23 (Karte)                              | 1891              | Villa mit Einfriedung; Ansicht geprägt von farbig gestaltetem, straßenseitig Turmaufbau, Schwebegiebel und Zierfachwerk, baugeschichtlich und stadtentwicklungsgeschichtlich von Bedeutung. | 09284795                 |
| Direkt Bild zu diesem Denkmal hochladen | Villa Herlt                            | Langebrück, Herltstraße 2 (Karte)                                   | um 1910           | Villa mit Gewächshaus; repräsentative, landhausartige Villa, markantes Beispiel der Reformarchitektur, stilistisch vergleichbar mit Bauten Riemerschmids, Villa baugeschichtlich von Bedeutung. | 09284785                 |
|                                         | Villa Antonie                          | Langebrück, Höntzschstraße 8 (Karte)                                | um 1908           | Villa mit Einfriedung; zeittypischer Putzbau, historisierend und mit Elementen der Reformarchitektur, mit sparsamer, feiner Putzdekoration, baugeschichtlich und stadtentwicklungsgeschichtlich von Bedeutung. | 09284770                 |
|                                         | Villa Heiderand                        | Langebrück, Jakob-Weinheimer-Straße 16 (Karte)                      | um 1895           | Mietvilla mit Einfriedung; schlichter Mietvillenbau mit Putzfassade, Heimatstil mit Jugendstilelementen, belebt durch Zierfachwerk und verglaste Holzloggien, baugeschichtlich von Bedeutung. | 09284732                 |
|                                         | Villa Riedel                           | Langebrück, Jakob-Weinheimer-Straße 22 (Karte)                      | um 1925           | Villa mit Bauplastik, Pergola und Einfriedung; Putzbau im traditionalistischen Stil, geprägt von hohen Dächern und Giebeln, sparsame Art-Déco-Ornamentik. Ehemalige Villa des Schokoladenfabrikanten Riedel, später Altenheim, baugeschichtlich und stadtentwicklungsgeschichtlich von Bedeutung. | 09284738                 |
|                                         | Villa Violantha                        | Langebrück, Moritzstraße 5 (Karte)                                  | um 1880           | Villa; Gebäude aus der Gründerzeit mit Putzfassade, sparsame Akzente durch roter Klinkergliederung, dominierender Giebel mit Akroterien, baugeschichtlich und stadtentwicklungsgeschichtlich bedeutend. | 09284812                 |
|                                         | Villa Sonnenblick                      | Langebrück, Schillerstraße 6 (Karte)                                | um 1908           | Mietvilla; schlichtes Gebäude um 1910 mit Putzfassade und zurückhaltendem Dekor, baugeschichtlich und stadtentwicklungsgeschichtlich bedeutend. | 09284687                 |
|                                         | Villa Roland                           | Laubegast, Laubegaster Ufer 30 (Karte)                              | um 1890           | Villa; markanter Bau mit skulpturalem Schmuck, innen zum Teil bemerkenswerte Ausstattung, baugeschichtlich, ortsgeschichtlich und stadtentwicklungsgeschichtlich bedeutend. | 09213121                 |
| Weitere Bilder                          | Villa Hartmann                         | Laubegast, Laubegaster Ufer 33 (Karte)                              | 1874              | Villa mit Einfriedung; sehr repräsentativer zweigeschossiger Bau mit symmetrischer Fassade, Mittelrisalit und Mansarddach, rustizierter Sandsteinsockel, Balkone, Dachaufbau des Risalites mit reichem Sandsteindekor, Konsolgesims unter der Traufe, gesamte Anlage von baugeschichtlicher, sozialgeschichtlicher, künstlerischer, ortsbildprägender und ortsgeschichtlicher Bedeutung. Architekten: William C. Gustav Hübner & Rudolph L. Theodor Baron (Büro für Architektur in Dresden), errichtet im französischen Renaissancestil. Demzufolge war nicht Max Hübner der Co-Architekt. Bauherr war der Fabrikant Richard Hartmann (1809–1878), ab 1881 Wohnsitz seines Sohns, des Unternehmers Gustav Hartmann (1842–1910). Ausstattung im Jugendstil mit farbigen Glasfenstern und Deckenmalereien von A. Schaberschul. | 09213123                 |
|                                         | Villa Hedwig                           | Laubegast, Rudolf-Zwintscher-Straße 3 (Karte)                       | um 1900           | Mietvilla mit Einfriedung; schlichter zweigeschossiger Putzbau mit ausgebautem Mansarddach und Eckbalkonen, baugeschichtlicher und ortsbildprägender Wert. | 09213118                 |
| Weitere Bilder                          | Villa Friedrichsruh                    | Löbtau, Hermsdorfer Straße 16 (Karte)                               | 1898/99           | Villa mit Garten; repräsentatives Gebäude mit hohem Giebel, Eckturm, Erkern, Zierfachwerk, Rustikasockel, reichem Fassadendekor, eindrucksvoller Bau der Jahrhundertwende, bedeutsames Zeugnis der Architektur um 1900, errichtet für den Löbtauer Gemeindeältesten Gustav Rudolf Friedrich. Architekturbüro: Schilling & Graebner. | 09210761                 |
| Weitere Bilder                          | Villa Lindenhof                        | Loschwitz, 1. Steinweg 2 (Karte)                                    | 1883              | Villa Lindenhof, urspr. Villa Ural, errichtet 1883 für Ernst Ludwig Ronnthaler (1841–1910). |                          |
| Weitere Bilder                          | Villa Ural                             | Loschwitz, 2. Steinweg 1 (Karte)                                    | 1888              | Villa Ural (auch Villa Ronnthaler), markantes historisierendes Gebäude mit Turmaufbau und Veranda, Paradebeispiel einer Stilvilla aus dem späten 19. Jahrhundert, bemerkenswert der wehrhaft anmutende Unterbau. | 09211482                 |
| Weitere Bilder                          | Villa Alpenruhe                        | Loschwitz, Alpenstraße 7 (Karte)                                    | 1892              | Villa; kastellartiger Bau, in seiner heutigen Form durch den Umbau von 1908 durch den Architekten Karl Reichpietsch (1859–1947), gestalterisch markantes Beispiel der versachlichten Architektur Anfang des 20. Jahrhunderts. Architekt: Georg Ullrich. | 09211208                 |
| Weitere Bilder                          | Villa Windhuk                          | Loschwitz, Alpenstraße 14 (Karte)                                   | 1910              | Villa, vom Architekturbüro Rose & Röhle errichtet für den Fabrikanten Otto Busch, markanter versachlichter Bau aus dem Anfang des 20. Jahrhunderts mit stilisierten historisierenden Gestaltungselementen. | 09211223                 |
| Weitere Bilder                          | Villa Ferdinandshöhe                   | Loschwitz, An der Berglehne 2 (Karte)                               | 1893–1894         | Die Mietvilla, konzipiert als mehrgeschossiges Gebäude mit bewegter Dachlandschaft, ist ein typischer Vertreter der damals vorherrschenden Stilrichtung des Historismus, errichtet nach einem Projekt des Baumeisters Heinrich Metzner (1851–1926) für den Bäckermeister Ferdinand Hanke (1857–1915), späterer Umbau 1911/12 durch Ergänzen einer Vorhalle und einer Veranda. Ab 1919 im Besitz von Traugott von Pfeil und Klein-Ellguth (1860–1920). | 09211344                 |
| Weitere Bilder                          | Villa Glück auf III                    | Loschwitz, An der Berglehne 8 (Karte)                               | 1919/20           | Villa durch das Architekturbüro Arnold & Lahode für den Kommerzienrat und Kautabak-Fabrikant Hermann Hanewacker (1845–1922) errichtet. Villa mit Einfriedung, Eingangshalle und Veranda sowie Wintergarten und Aussichtsterrasse mit kleinem Türmchen, Stützmauer und Terrassierung an der Rückseite; markantes Beispiel der Reformarchitektur. | 09211359                 |
|                                         | Villa Ulmenried                        | Loschwitz, An der Berglehne 14 (Karte)                              | 1897/98           | Villa Ulmenried, errichtet vom Baumeister Heinrich Metzner. Mietvilla mit Einfriedung, Stützmauer und Terrassierung; charakteristische Stilvilla des späten 19. Jahrhunderts mit historisierenden Fassaden, baugeschichtlich bedeutend, zudem als Teil eines markanten Straßenzuges auch stadtentwicklungsgeschichtlich von Belang. | 09211360                 |
| Weitere Bilder                          | Villa Fuchsbau                         | Loschwitz, An der Berglehne 18 (Karte)                              | 1892–1893         | Mietvilla mit Gartenhaus und Einfriedung sowie eine obere, mittlere und untere Terrasse einschl. drei Stützmauern und Treppenanlage. Auf der unteren Terrasse steht das Gartenhaus mit Turmaufbau, in etwa zeitgleich mit der Villa entstanden. Als weitestgehend ursprünglich erhaltene historisierende Stilvilla des ausgehenden 19. Jahrhunderts ist das Anwesen ein charakteristisches Zeugnis für die Architekturentwicklung bis 1900 und somit baugeschichtlich bedeutend. Villa Fuchsbau, errichtet vom Baumeister Heinrich Metzner, dokumentiert mit den benachbarten Häusern die Verstädterung von Loschwitz. Eigentümer von 1930 bis 1945: Oberstadtzahlmeister Friedrich Balzer. Vorbild für das „Tausendaugenhaus“ im Roman „Der Turm“ von Uwe Tellkamp | 09211362                 |
|                                         | Villa Klara                            | Loschwitz, Bautzner Landstraße 34 (Karte)                           | 1911–1913         | Mietvilla; charakteristischer Bau der Reformarchitektur nach 1900, dabei das hohe Mansardendach bemerkenswert, weitere Belebung durch flachen, segmentbogenförmigen Altan an der Straßenseite und das seitliche Treppenhaus, baugeschichtlich und stadtentwicklungsgeschichtlich bedeutend. Architekt: Max Herfurt (1872–1932). | 09218235                 |
|                                         | Villa Silvana                          | Loschwitz, Bautzner Landstraße 36 (Karte)                           | 1881              | Villa mit Einfriedung; ausgesprochen repräsentatives und typisches Beispiel einer Stilvilla des ausgehenden 19. Jahrhunderts mit reicher Fassadengestaltung, errichtet für den Loschwitzer Gemeinderat Otto Sarfert (1850–1884). Architekt: Richard Schaeffer († um 1903). | 09211469                 |
|                                         | Villa Weigang II                       | Loschwitz, Bautzner Landstraße 42a–44 (Karte)                       | 1872              | Villa mit Kutscherhaus, Teehaus, Bastei, Gartenanlage und Einfriedung; Villengrundstück für Kommerzienrat Günther ausgeführt, nach Umbau 1916–1918 durch Fritz Rumpel (1876–1945) und Arthur Krutzsch (1867–1919) im Besitz des Bautzner Fabrikanten Rudolf Weigang (1877–1960) | 09211467                 |
| Weitere Bilder                          | Villa Turmeck                          | Loschwitz, Bautzner Landstraße 46 (Karte)                           | 1884              | Villa Turmeck (Villa mit Turmanbau, auch Haus Schellenberg genannt), errichtet 1884, Umbau des Hauses 1908/09 durch das Dresdner Architekturbüro Rose & Röhle für den Unternehmer Joseph Werminghoff (1848–1914), Generaldirektor der Eintracht Braunkohlenwerke (Tagebau, Brikettfabrik und Werkssiedlung Werminghoff, heute Knappenrode). Später Wohnstätte des Opernsängers Arno Schellenberg (1903–1983), der von 1945 bis zu seinem Tod hier lebte. | 09211467                 |
| Weitere Bilder                          | Villa Degele                           | Loschwitz, Bautzner Landstraße 50 (Karte)                           | 1871              | Landhaus mit Einfriedung und Garten; eines der frühen, charakteristischen einfachen Landhäuser an der heutigen Bautzner Landstraße, baugeschichtlich und stadtentwicklungsgeschichtlich bedeutend, als Wohnstätte des prominenten Opernsängers Eugen Degele (1834–1886) auch personengeschichtlich von Belang. | 09218233                 |
|                                         | Villa Meteor                           | Loschwitz, Bautzner Landstraße 80 (Karte)                           | 1902              | Mietvilla mit Einfriedung; typischer versachlichter Wohnbau des späten Historismus um 1900 mit aufwendiger, vorgeblendeter Sandsteinfassade, belebt vom vereinfachten Schweifgiebel, steinernen Balkonen und stilisiertem Bauschmuck. Architekt: Wilhelm Seifert (1875–1933). | 09211750                 |
|                                         | Villa Grumbt II                        | Loschwitz, Bautzner Straße 112 (urspr. Dresdner Str. 2) (Karte)     | 1898/99           | Schlossartige Villa, errichtet im Neorenaissancestil. Architekt: Carl Schümichen (1863–1933) für Carl Ernst Grumbt (1840–1917); 1945 zerstört |                          |
|                                         | Villa Schäde                           | Loschwitz, Bautzner Straße 118 (urspr. Dresdner Str. 6) (Karte)     | 1892              | Villa Schäde (auch Villa Margarethe). Villa mit Terrasse und Gewächshaus; markanter historisierender Bau mit einem der wenigen Gewächshäuser in Dresden, baugeschichtlich, landschaftsgestalterisch und städtebaulich bedeutend. Architekt: Carl Gérard (1848–1912), errichtet für den Fabrikbesitzer Hermann Schäde (1831–1900). Ab 1901 verkauft an den Kaufmann Robert Eisenreich, Umbau der Villa durch Bruno Seitler (1851–1925). Weiterer Umbau 1928 unter dem neuen Besitzer Arthur R. Sadofsky (1891–1955) durch den Architekten Arthur Bohlig, nach 1950 Übernahme durch das MfS. | 09211455                 |
|                                         | Villa Scheibe                          | Loschwitz, Bautzner Straße 120 (urspr. Dresdner Str. 8) (Karte)     | 1895              | Villa mit Nebengebäude, mit elbseitiger Einfriedungsmauer und Garten; im Innern Ausstattung u. a. mit Ausmalung erhalten, reiche Stilvilla des 19. Jahrhunderts, bemerkenswerter Solitär am Elbhang, baugeschichtlich, künstlerisch und städtebaulich bedeutend. Architekt: Heinrich Schubert. Besitzer: Fabrikbesitzer Paul Scheibe, ab 1930 der Buchhändler Gustav Ewald Seidel, nach 1950 Übernahme durch das MfS, nach 1990 privatisiert und saniert. | 09211454                 |
|                                         | Villa Meusel                           | Loschwitz, Bautzner Straße 122e-f (urspr. Dresdner Str. 10) (Karte) | 1850              | Villa mit Nebengebäude; letzteres im sogen. „Altdeutschen Stil“, charakteristisches historistisches Anwesen, wirkt in den Elbraum, baugeschichtlich, künstlerisch, städtebaulich und stadtentwicklungsgeschichtlich bedeutend. | 09211453                 |
| Weitere Bilder                          | Schloss Albrechtsberg                  | Loschwitz, Bautzner Straße 130 (urspr. Dresdner Str. 18) (Karte)    | 1850–1854         | Einzeldenkmale der Sachgesamtheit Albrechtschlösser: Schloss Albrechtsberg, benannt nach dem Prinzen Albrecht von Preußen (1809–1872); Architekt: Adolf Lohse (1807–1867). Schlossgebäude mit seitlich schlanken flankierenden Türmen und aufwendiger Terrassenanlage sowie zwei Torhäusern; bemerkenswerteste Schlossanlage des 19. Jahrhunderts in Dresden, baugeschichtlich, künstlerisch, landschaftsgestaltend und städtebaulich bedeutend. | 09211476                 |
| Weitere Bilder                          | Villa Stockhausen                      | Loschwitz, Bautzner Straße 132 (urspr. Dresdner Str. 20) (Karte)    | 1850–1853         | Einzeldenkmale der Sachgesamtheit Albrechtschlösser: Villa Stockhausen, auch Lingnerschloss genannt. Architekt: Adolf Lohse, errichtet für Baron von Stockhausen, später im Besitz von Karl August Lingner (1861–1916); Villenbau mit seitlichen neunachsigen Kolonnaden, die mit einem Pavillon abschließen, ursprünglich Teil von Schloss Albrechtsberg. | 09211477                 |
| Weitere Bilder                          | Villa Souchay                          | Loschwitz, Bautzner Straße 134 (urspr. Dresdner Str. 22) (Karte)    | 1859–1861         | Einzeldenkmal der Sachgesamtheit Villa Souchay oder Schloss Eckberg. Schlossgebäude architektonisch herausragend; Dreiflügelanlage als Stallgebäude und Remisengebäude; Hauptbau aus asymmetrischem Baukörper von zwei bis drei Geschossen, mit drei schlanken Türmen, als mittelalterlich-englische Burg konzipiert, gestalterisch einzigartiges Anwesen. Anlage baugeschichtlich, künstlerisch, landschaftsgestaltend und städtebaulich bedeutend. Architekt: Christian Friedrich Arnold (1823–1890). | 09211478                 |
| Weitere Bilder                          | Villa Maria                            | Loschwitz, Bergbahnstraße 1 (Karte)                                 | 1890              | Villa Maria mit Turm, auch Villa Dora genannt, errichtet als neoklassizistische Villa im Landhausstil, ab 1905 von Maria Rink bewohnt, ab 1981 von Familie Gunther Emmerlich (1944–2023) | 09211329                 |
|                                         | Villa Gisela                           | Loschwitz, Bergbahnstraße 2 (Karte)                                 | 1893/94           | Villa Gisela (urspr. Villa Edelweiß). Architekturbüro Reuter & Fischer. Landhaus mit Veranda, Treppenanlage, Altan und Ecktürmchen, errichtet für Anna Schuster | 09211330                 |
|                                         | Villa Ancke                            | Loschwitz, Bergbahnstraße 6 (Karte)                                 | 1894              | Villa Ancke (auch Villa Eichenhof). Villa mit Gartengestaltung und Einfriedung; schlichter, versachlichter Bau, wenig Fassadenschmuck, südlicher Teil mit Loggien, Balkonen und Treppenanlage aufgelockert, baugeschichtlich von Bedeutung. | 09211327                 |
|                                         | Villa Siegfried                        | Loschwitz, Bergbahnstraße 7 (Karte)                                 | 1893/94           | Architekturbüro Reuter & Fischer |                          |
|                                         | Villa Luisa                            | Loschwitz, Bergbahnstraße 11 (Karte)                                | 1896              | Villa Luisa (urspr. Villa Bismarck bzw. Bismarckhöhe). Architekturbüro Reuter & Fischer. |                          |
| Weitere Bilder                          | Villa San Remo                         | Loschwitz, Bergbahnstraße 12 (Karte)                                | 1897/98           | Villa mit Treppenanlage; repräsentatives Gebäude mit Turmanbau; sehr repräsentatives und markantes Gebäude, mit seitlichem Turmanbau, weithin sichtbar, viele historisierende Elemente aus der Deutschen Renaissance und dem Späthistorismus, bau- und städtebauliche Bedeutung, auch künstlerisch von Belang, erbaut von Franz Berghold (1872–?), ab 1938 Wohnstätte der Familie Charles A. Noble (1892–1983), nach 1945 als Gästehaus der HO genutzt, seit 2006 wieder ein Wohnhaus. | 09211334                 |
| Weitere Bilder                          | Villa Ille terrarum                    | Loschwitz, Böhmertstraße 2 (Karte)                                  | 1912              | Villa mit Einfriedung; Wohnbau des Reformstils mit markanter Kubatur und wenigen, aber akzentuierenden, vor allem neoklassizistischen Gliederungs- und Schmuckelementen, baugeschichtlich bedeutend. Der Name der Villa zitiert vermutlich Horaz: „Ille terrarum mihi praeter omnes angulus ridet“ (Jener Erdenwinkel lacht mir vor allen) (Horaz, Oden II 6). Villa, erbaut für den Geheimen Justizrat Robert Heinrich Hucho (1858–1933), nach 1954 als Studentenwohnheim genutzt, 1992 restituiert durch Wolf-Heinrich Hucho. | 09211440                 |
| Weitere Bilder                          | Villa Brockhaus I                      | Loschwitz, Brockhausstraße 2–4 (Karte)                              | 1848              | Villa über U-förmigem Grundriss und sogenanntes Gartenhaus, parkartige Gartenanlagen und Einfriedung; baugeschichtlich und personengeschichtlich, künstlerisch sowie landschaftsgestalterisch bedeutend. Wohnstätte des Leipziger Verlegers Heinrich Brockhaus (1804–1874), von 1847 bis 1945 im Besitz der Familie Brockhaus. | 09211456                 |
| Weitere Bilder                          | Villa Siegfried                        | Loschwitz, Calberlastraße 2 (Karte)                                 | um 1900           | Landhaus, erbaut vom Maurermeister Johann Daniel Baudisch (1803–1872), späterer Umbau im Heimatstil, Bewohner von 1921 bis 1962: der Dresdener Künstler Josef Hegenbarth (1884–1962), jetzt Josef-Hegenbarth-Archiv | 09211250                 |
|                                         | Villa Eintracht                        | Loschwitz, Calberlastraße 8 (Karte)                                 | 1883              | Villa; spätklassizistischer zweigeschossiger Bau mit hervorgehobenem Mittelrisalit und reichem Fassadenschmuck, wie Plastiken, Festons usw., baugeschichtlich bedeutend. Villa errichtet für den Bäckermeister Karl Fritzsche (1840–1909). Bewohner: Arzt Carl August Reichel (1811–1892) | 09211226                 |
|                                         | Villa Parva sed mea                    | Loschwitz, Chopinstraße 12 (Karte)                                  | 1899–1900         | Villa; auffällige Fassadengestaltung mit Zierfachwerk, es dominieren Elemente des Historismus, dabei erste Anklänge an den Jugendstil, Beispiel für den Übergang zwischen beiden Architekturrichtungen um 1900, baugeschichtlich bedeutend. Villa „Parva sed mea“ (Klein aber mein), errichtet für den Regierungsrat Ernst von Thielau († 1905). Architekturbüro: Arnold & Lahode. | 09211417                 |
|                                         | Villa Oscarshamm                       | Loschwitz, Degelestraße 1 (Karte)                                   | 1911–1913         | Villa Oscarshamm (auch Villa Brandenstein). Architekt: Max Herfurt. Villa mit Nebengebäude und Gartenterrasse; hochherrschaftliche Wohnbau der Reformarchitektur nach 1900 mit gestalterischem Anspruch, bemerkenswerte Kubatur mit hohem, weithin sichtbarem Dach, wenigen akzentuierenden Schmuck- und Gliederungselementen, vor allem baugeschichtlich und künstlerisch bedeutend. | 09211382                 |
|                                         | Villa Campe-Wolff                      | Loschwitz, Degelestraße 3 (Karte)                                   | 1897              | Villa mit ehemaligem Stallgebäude, Garten und Einfriedung; repräsentativer neobarocker Bau, gestalterisch bemerkenswert, innen aufwendige Hallendiele. Anwesen baugeschichtlich und künstlerisch bedeutend. Architekturbüro: Schilling & Graebner, errichtet für Major Campe-Wolff. | 09211399                 |
| Weitere Bilder                          | Villa Tiberius                         | Loschwitz, Hermann-Prell-Straße 5 (Karte)                           | 1906              | Villa Tiberius (urspr. Villa Waldwinkel). Villa mit Ausstattung und Stützmauer; repräsentativer, weithin sichtbarer Bau mit Zweiturmfront, historisierende Gestaltung mit Jugendstilelementen, beeinflusst von italienischen Landhäusern, innen teilweise recht aufwendige Ausstattung mit Ausmalung und Farbglasfenstern, baugeschichtlich, künstlerisch und städtebaulich bedeutend. Architekt: Karl Weichardt (1846–1906). | 09211169                 |
| Weitere Bilder                          | Villa Schau ins Land                   | Loschwitz, Hermann-Prell-Straße 7–9 (Karte)                         | 1902              | Villa mit markanter Eingangshalle und niedriger Stützmauer; repräsentativer Bau mit Turm und Schweifgiebel, belebt von Zierfachwerk und Jugendstildekor, Beispiel der Architektur kurz nach 1900, vor allem baugeschichtlich bedeutend. Architekt: Theodor Richter (1860–um 1945). | 09211170                 |
| Weitere Bilder                          | Villa Meßmacher                        | Loschwitz, Hermann-Prell-Straße 8 (Karte)                           | 1908              | Villa; dreigeschossiger Bau über unregelmäßigem Grundriss mit vielgestaltiger Dachlandschaft, Fachwerkzier und Zwiebelturm, gestalterisch bemerkenswert, baugeschichtlich und künstlerisch von Bedeutung, als von weitem sichtbarer Bau des Loschwitzer Elbhangs zudem städtebaulich bedeutend. Architekt: Georg Schramm (1848–1925), erbaut für den Staatsrat von Maximilian von Messmacher (1842–1906). | 09211171                 |
| Weitere Bilder                          | Villa Bergfrieden                      | Loschwitz, Hermann-Vogel-Straße 8 (Karte)                           | 1901/02           | Villa mit Einfriedung; mit seiner fast schmucklosen Kubatur, die von einem hohen Krüppelwalmdach abgeschlossen wird, typischer Wohnbau der Reformarchitektur nach 1900, auffällig der wuchtig wirkende Turmanbau nach Osten, baugeschichtlich bedeutend. Architekt: Rudolf Kolbe (1873–1947), gemeinsam mit Oskar Menzel. Villa, errichtet für Pauline Trobisch. | 09211253                 |
|                                         | Villa Martha                           | Loschwitz, Hietzigstraße 3 (Karte)                                  | 1871              | Villa mit Einfriedung; mit schlichter fast schmucklosen Kubatur und malerischem, hölzernem Anbau Beispiel eines landhausartigen Anwesens aus der zweiten Hälfte des 19. Jahrhunderts, dass sich vor allem an den Schweizerhausstil anlehnt, baugeschichtlich bedeutend. Villa, errichtet für den Holzhändler Adolph Hietzig (1824–1877). Bewohner: Schauspieler Eduard Wenck (1894–1954) | 09211377                 |
|                                         | Villa Glück im Winkel                  | Loschwitz, Hietzigstraße 4 (Karte)                                  | 1870              | Villa mit Pavillon und Einfriedung; aufwendiger neobarocker Bau des ausgehenden 19. Jahrhunderts mit reicher Fassadendekoration, der einem Betrachter sofort auffällt, baugeschichtlich und künstlerisch bedeutend. Villa, errichtet für Adolph Hietzig | 09211376                 |
|                                         | Villa Alpenrose                        | Loschwitz, Johannesweg 5 (Karte)                                    | 1896              | Landhaus/Villa, Stützmauern und kapellenartiger Pfortenbau; malerischer Bau im Schweizerhausstil mit weiten Dachüberständen, Galerie und Balkonen, vor allem baugeschichtlich bedeutend. Architekturbüro: Reuter & Fischer. Bewohner: von 1896 bi 1900 der Bildhauer Friedrich Brodauf, von 1906 bis 1918 der Maler Gustav Meyer-Buchwald (1881–1918) und ab 1945 Helmut Aris (1908–1987) und dessen Sohn Heinz-Joachim Aris (1934–2017), Vorsitzender des Landesverbandes Sachsen der Jüdischen Gemeinden | 09211356                 |
| Weitere Bilder                          | Villa Paula                            | Loschwitz, Körnerweg 12 (Karte)                                     | um 1870           | Wohnhaus mit Gartentor und Gedenktafel in offener Bebauung, urspr. Weingut, umgebaut zur Sommervilla; ehemalige Wohnstätte der Dresdner Hofschauspielerin Pauline Ullrich, Fassade ist mit historisierenden Elementen geschmückt, baugeschichtlich und personengeschichtlich von Bedeutung. Vn 1876 bis 1916 bewohnt von der Dresdner Hofschauspielerin Pauline Ulrich (1835–1916). | 09211137                 |
| Weitere Bilder                          | Villa Elbblick                         | Loschwitz, Körnerweg 16 (Karte)                                     | um 1865           | Villa Elbblick (auch Villa Talfried). Villa mit Terrassierung und Bismarckdenkmal im Garten; als sichtbarer Teil des Loschwitzer Elbhanges städtebaulich und landschaftsgestaltend von Belang, ehem. Wohnstätte der Tänzerin und Choreografin Arila Siegert (* 1953) | 09211138                 |
|                                         | Villa Zufriedenheit                    | Loschwitz, Krügerstraße 9 (Karte)                                   | 1900              | Mietvilla mit Einfriedung; auffällig die hohen Giebel und der Dachreiter, Baubeispiel der Architektur um 1900 mit akzentuierten historisierenden Elementen u. a. Zierfachwerk, und Jugendstilornamentik, baugeschichtlich von Bedeutung. | 09211258                 |
| Weitere Bilder                          | Villa Ernst Müller                     | Loschwitz, Kügelgenstraße 10 (Karte)                                | 1902              | Villa mit Einfriedung; markantes Gebäude mit Turmanbau, errichtet für den Hofphotographen Ernst Müller (1871–1940), charakteristisches und gestalterisch äußerst anspruchsvolles Beispiel der versachlichten Architektur und der Frühen Moderne nach 1900, baugeschichtlich und künstlerisch bedeutend. Architekt: Max Hans Kühne (1874–1942). | 09211271                 |
| Weitere Bilder                          | Villa Höhne II                         | Loschwitz, Kügelgenstraße 12 (Karte)                                | 1912/13           | Villa, mit Terrasse und Plastik im Garten; repräsentativer, zweigeschossiger Bau, aufwendig gestaltete Fassade mit halbrunden Erkern, hervorgehobenem Portal, ornamentalem und figuralem Schmuck, schmiedeeisernen Gittern, baugeschichtlich und künstlerisch bedeutend. Architekt: Oswin Hempel. | 09211270                 |
| Weitere Bilder                          | Villa Elisabeth                        | Loschwitz, Lausitzer Straße 1 (Karte)                               | 2. Hälfte 19. Jh. | Villa mit Einfriedung; eines der älteren Anwesen von Oberloschwitz, schlichter aber wohlproportionierte Bau mit akzentuierenden Schmuckelementen, stadtentwicklungsgeschichtlich von Bedeutung. | 09211403                 |
| Weitere Bilder                          | Villa Grüß Gott II                     | Loschwitz, Lausitzer Straße 2 (Karte)                               | um 1910           | Mietvilla mit Einfriedung; mit Akzentsetzung durch historisierende sowie stilisierte, florale Elemente und ein typisches Beispiel der Reformarchitektur nach 1900, baugeschichtlich bedeutend. | 09211402                 |
| Weitere Bilder                          | Villa Thode                            | Loschwitz, Leonhardistraße 3 (Karte)                                | 1852              | Villa mit Stützmauern und Treppenanlage; repräsentativer, dreigeschossiger Bau auf Sockel mit kräftiger Putzquaderung, bemerkenswerter Fassade im Stil der Tudorgotik mit Schmuckelementen u. a. Szenen aus dem Weinbau und die Vier Jahreszeiten, baugeschichtlich, künstlerisch und städtebaulich bedeutend. Ab 1819 war das Weinberghaus im Besitz der Familie Helene Marie von Kügelgen und Gerhard von Kügelgen (1772–1820). Neubau der Villa anstelle des alten Weinberghauses, Besitzer ab 1860: Friedrich Edmund Thode (1820–1879), Inhaber der „Thode’schen Papierfabrik zu Hainsberg“, nach 1919 an den Fabrikbesitzer Albert Naumann u. a., nach 1945 Einbau von acht Wohnungen. | 09211175                 |
| Weitere Bilder                          | Villa Artushof                         | Loschwitz, Malerstraße 18 (Karte)                                   | 1895/96           | Villa Artushof (auch Villa Krähenburg genannt). Villa mit Torturm, Torbogen, Garage oder Remise, Ziehbrunnen, Garten und Einfriedung; Villa von unregelmäßigem, malerischem Grundriss und Aufriss mit Turmanbau, im Inneren Ausmalung als Dekorationsmalerei, gestalterisch unverwechselbarer Bau seiner Zeit, baugeschichtlich und künstlerisch bedeutend, erbaut 1895/96 vom Architekten Reinhold Schreyer, für den Wagnerianer Arthur Schreyer als düster-romantische „Klingsor-Burg“ aus der Oper „Parsifal“. | 09211217                 |
|                                         | Villa Falck                            | Loschwitz, Materniweg 4 (Karte)                                     | 1911/12           | Villa mit Einfriedung; charakteristischer Bau der Reformarchitektur mit dominierendem, hohem Mansardwalmdach, baugeschichtlich bedeutend. Architekturbüro: Lossow & Kühne, errichtet für den Hofzahnarzt Johannes Falck († 1929). | 09211465                 |
| Weitere Bilder                          | Villa Glück auf I                      | Loschwitz, Materniweg 14 (Karte)                                    | 1900/01           | Villa oberhalb vom Weinbergshaus Rissweg 14, errichtet vom Baumeister Ernst Weigelt (1857–1916) |                          |
|                                         | Villa Dittrich                         | Loschwitz, Oskar-Pletsch-Straße 1 (Karte)                           | 1912/13           | Villa mit Anbau, Einfriedung und Verbindungstrakt; charakteristisches Beispiel für die Reformarchitektur nach 1900, vor allem geprägt von neoklassizistischen Motiven, äußerst qualitätvoller Bau, baugeschichtlich und künstlerisch bedeutend. | 09211340                 |
|                                         | Villa Viola                            | Loschwitz, Oskar-Pletsch-Straße 5 (Karte)                           | 1899–1900         | Villa mit Einfriedung; charakteristischer Bau der Reformarchitektur mit hohem Mansardwalmdach und nur wenig Schmuck an den Fassaden, baugeschichtlich bedeutend, darüber hinaus als Teil des Werks der bedeutenden Architekten Lossow und Kühne künstlerisch von Belang. Villa errichtet durch den Baumeister Johannes Schütz. | 09211364                 |
|                                         | Villa Marie                            | Loschwitz, Oskar-Pletsch-Straße 8 (Karte)                           | 1909/10           | Villa Marie (auch Villa Jauernik genannt). Villa mit Villengarten und Einfriedung; im Treppenhaus originale Ausstattung: Plafondmalerei, Treppengeländer, Fensterverglasung, neobarocker Stuck, Lampen usw., charakteristischer Bau der Reformarchitektur mit vereinfachten historisierenden Elementen, baugeschichtlich bedeutend. Architekt: Max Herfurt, errichtet für Vera Jauernik. | 09211365                 |
|                                         | Villa Ulenburg                         | Loschwitz, Oskar-Pletsch-Straße 9 (Karte)                           | 1906/07           | Mietvilla (urspr. Pensionshaus). Architekt: Theodor Richter. Bewohner von 1909 bis 1921: Kunstwissenschaftler Georg Treu (1843–1921) |                          |
|                                         | Villa Stella                           | Loschwitz, Oskar-Pletsch-Straße 14 (Karte)                          | 1889/90           | Mietvilla; typischer großzügiger Oberloschwitzer Wohnbau in offener Bebauung, stadtentwicklungsgeschichtlich bedeutend, erbaut vom Baumeister Heinrich Metzner. | 09211488                 |
| Weitere Bilder                          | Villa Halske                           | Loschwitz, Oskar-Zwintscher-Straße 3 (Karte)                        | 1903              | Villa Halske in Loschwitz; Sommersitz der Familie Halske (Firma Siemens & Halske), später Pension Gustav-Wasa-Höhe. | 09211328                 |
|                                         | Villa Saxonia                          | Loschwitz, Pillnitzer Straße 24 (Karte)                             | 1880              | Mietvilla mit Einfriedung; Bau mit spätklassizistischen Elementen, wie den Dreiecksgiebeln über den erhöhten und vorkragenden Mitteltrakten, zwei Veranden an Straßenseite und Gartenseite, baugeschichtlich bedeutend. Ausbau durch Johann Gottlieb Holtsch, ab 1900 Besitzer: Landschaftsgärtner Ernst Rosig (1867–1916), seitdem in Familienbesitz. | 09211276                 |
|                                         | Villa Neapel                           | Loschwitz, Pillnitzer Landstraße 26 (Karte)                         | 1880              | Villa mit Einfriedung; als Beispiel für den in Dresden vergleichsweise seltenen Typ der historisierenden und der italienischen Renaissance nachempfunden Turmvilla aus der zweiten Hälfte des 19. Jahrhunderts vor allem baugeschichtlich bedeutend. | 09211277                 |
| Weitere Bilder                          | Villa Olga                             | Loschwitz, Pillnitzer Landstraße 35 (Karte)                         | 1891              | Landhaus nach einem Entwurf des Architekten Georg Aster (1849–1917) |                          |
| Weitere Bilder                          | Villa Elblust                          | Loschwitz, Pillnitzer Landstraße 39 (Karte)                         | 1857              | Landhaus mit Anbau, Terrasse, Pforte und Stützmauer; weitestgehend ursprünglich erhaltenes, reich verziertes, vor allem spätklassizistisches Gebäude, baugeschichtlich von Bedeutung, wegen seines hohen gestalterischen Anspruchs auch künstlerisch von Belang. Klassizistischer Neubau von 1845 neben dem alten Winzerhaus | 09211280                 |
|                                         | Villa Herbstes Segen                   | Loschwitz, Plattleite 4 (Karte)                                     | 1860              | Villa Herbstes Segen, errichtet für Anton Ludwig Sell, später im Besitz der Familie Chemnitzer |                          |
| Weitere Bilder                          | Villa Selmas Ruh                       | Loschwitz, Plattleite 29 (Karte)                                    | 1926/27           | Villa und Garten; mit wenigen, akzentuierenden Schmuckelementen ein klassisches Beispiel der versachlichten Architektur nach 1900, baugeschichtlich bedeutend. Seit den 1950er Jahren als Wohnsitz Manfred von Ardennes und als Sitz seines Forschungsinstituts auch von personengeschichtlicher Bedeutung. Architekt: Max Herfurt, errichtet für den Fabrikbesitzer Friedrich Weidenmüller, 1953/54 Umbau zum Instituts- und Wohngebäude für Manfred von Ardenne (1907–1997) durch die Firma „Richard Fülle Bauunternehmung Baumeister Rud. Kurt Lohse“. | 09211348                 |
| Weitere Bilder                          | Villa Paulus                           | Loschwitz, Preußstraße 10 (Karte)                                   | 1912              | Villa Paulus (auch Villa Am Sonnenhang). Architekt: Rudolf Kolbe. Villa mit einzigartigem Terrassengarten; charakteristischer Bau der Reformarchitektur mit markanter, aber schlichter Kubatur, Anwesen baugeschichtlich und personengeschichtlich bedeutend. Ab 1913 Sanatorium von Dr. Friedrich Kraeger; ab 1935 im Eigentum des Industriellen Kurt Kirchbach (1891–1967), Inhaber der Firma Cosid-Kautasit; in dessen Auftrag 1938/1939 der Terrassengarten „Am Sonnenhang“ von Hans Felix Kammeyer (1893–1973) gestaltet wurde. Wohnstätte von Kurt Kirchbach und von Generalfeldmarschall Friedrich Paulus (1890–1957) von 1953 bis 1957. | 09217791                 |
|                                         | Villa Germania                         | Loschwitz, Rißweg 66 (Karte)                                        | 1871              | Villa, errichtet für Adolph Hietzig; einfacher Landhausstil, möglicherweise ehemaliges Sanatoriumsgebäude, baugeschichtlich und stadtentwicklungsgeschichtlich bedeutend. | 09211379                 |
| Weitere Bilder                          | Villa Felsenburg                       | Loschwitz, Rißweg 68 (Karte)                                        | 1871              | Villa mit turmartigem Anbau, errichtet für Adolph Hietzig, urspr. als Hotelgebäude genutzt; markanter historisierender Bau, Aufenthaltsort bedeutender Künstler, baugeschichtlich, ortsgeschichtlich und personengeschichtlich sowie künstlerisch bedeutend. | 09211473                 |
|                                         | Villa Fallnichtein                     | Loschwitz, Robert-Diez-Straße 2 (Karte)                             | 18. Jh.           | Ehem. Winzerhaus mit Pforten und Mauern; gilt als eines der ältesten Häuser auf Loschwitzer Flur, Volksbauweise des 17. bis 18. Jahrhunderts mit verbretterten Obergeschoss und Fachwerk, ortsgeschichtlich und baugeschichtlich bedeutend. Besitzer des urspr. Weinbergs: Oberhofprediger Matthias Hoë von Hoënegg (1580–1645). | 09211238                 |
| Weitere Bilder                          | Villa Richter                          | Loschwitz, Robert-Diez-Straße 9 (Karte)                             | 1908              | Villa mit Garten; stattliches zweigeschossiges Villengebäude mit seitlichem Turmanbau, Fassade mit Ornamentik des späten Jugendstil, Ausstattung aus der Entstehungszeit, einzigartiger Garten mit Stützmauern und Treppen, baugeschichtlich und künstlerisch bedeutend. Architekt: Martin Pietzsch, errichtet für den Kunsthändler Emil Richter. | 09211259                 |
|                                         | Villa Te Deum Laudamus                 | Loschwitz, Schevenstraße 2 (Karte)                                  | 1884              | Mietvilla; historisierender Wohnbau des ausgehenden 19. Jahrhunderts mit seitlichen Balkonen, Eckquaderung und bescheidenem Schmuck, baugeschichtlich und städtebaulich bedeutend. Architekt: Bruno Anders, errichtet für Friedrich Hilbert (1839–1909), ab 1911 im Besitz von Alfred Minckwitz. Wohnstätte der Malerin Rosalie Friedrich (1877–1953) | 09211164                 |
| Weitere Bilder                          | Villa Rosenhof                         | Loschwitz, Schevenstraße 11 (Karte)                                 | 1885/86           | Villa Rosenhof (urspr. Villa Solitude), ehem. Weinbergsgrundstück, ab 1753 im Besitz der Familie Güntz, ab 1838 Erbengemeinschaft der drei Brüder: Justus Friedrich Güntz (1801–1875), Felix Ludwig Güntz (1812–1856) und Emil Christian Güntz (1807–1877), 1848 Bau der „Villa Solitude“. Neubau der „Villa Rosenhof“ 1886, Architekt: Oskar Kaiser (1838–1914), erbaut im Neorenaissancestil für Rosa Freifrau von Hausen (1858–1888) und Hauptmann Clemens Freiherr von Hausen (1853–1907). Ab 1935 im Besitz von Marie-Elisabeth Hoch, geb. von Hausen (1896–1988). Wegen fehlender Gelder zum Unterhalt der Villa, 1978 an die Stadt Dresden übergeben. 1995 Restituierung des Grundstücks an die Erben. | 09211159                 |
| Weitere Bilder                          | Villa Roßkothen                        | Loschwitz, Schevenstraße 17 (Karte)                                 | 1910–1912         | Haus Roßkothen. Villa mit Gärtnerhaus und hangseitiger Terrassen- und Treppenanlage; Villenbau mit Giebeldreieck zur Elbe, städtebaulich, landschaftsgestalterisch, baugeschichtlich und künstlerisch bedeutend. Umbau zum Herrenhaus durch die Architekten Lossow & Kühne. Besitzer: ab 1909 Kommerzienrat Ferdinand Roßkothen (1845–1923), ab 1940 Ernst Karl Müller, Inhaber der „Aurelia Zigarettenfabrik“, von 1986 bis 2003 Sitz des Dresdner Zentrum für zeitgenössische Musik, gegr. 1986 vom Komponisten Udo Zimmermann (1943–2021). | 09211158                 |
| Weitere Bilder                          | Villa Grüß Gott I                      | Loschwitz, Schevenstraße 22 (Karte)                                 | 1904              | Villa mit Einfriedung; anspruchsvolle Gestaltung der Fassade mit Zierfachwerk, Segmentbögen, Turmanbau, Schmuckgiebel und Sgraffito, Beispiel für das Fortdauern historistischer Formen auch nach 1900, baugeschichtlich und künstlerisch von Bedeutung. Architekt: Alwin Wenzel. Bewohner: Gertrude Seidel (1924–2011), Textilgestalterin, und Jürgen Seidel (1924–2014), Maler, sowie die Ärzte Fritz Müller (1917–1969), Marion Marré (1935–2007) und Ernst Marré (1932–2004). | 09211153                 |
| Weitere Bilder                          | Villa Montana                          | Loschwitz, Schillerstraße 2b (Karte)                                | 1908              | Villa mit Eingangsportal, Treppenanlage, Pavillon und Stützmauer; großzügiger Bau auf anspruchsvollem Grundriss, markantes Beispiel für die versachlichte Architektur nach 1900, welche durch vereinfachte historistische Schmuckelemente und Gliederungselemente gekennzeichnet war, dominiert von Mittelrisalit, Turmanbau und hohem, bewegtem Dach, baugeschichtlich und künstlerisch bedeutend. Architekt: Heino Otto. Villa mit Eingangsportal, Treppenanlage, Pavillon und Stützmauer, erbaut für den Malzfabrikanten Paul König (1845–1910), bis 1945 bewohnt von der Familie Paul Gruhl (1873–1945), von 1951 bis 1990 als Ferienheim des FDGB genutzt. | 09211188                 |
| Weitere Bilder                          | Villa Orlando                          | Loschwitz, Schillerstraße 4 (Karte)                                 | 1848–1853         | Architekt: Hugo Erhard (1810–1859), erbaut im Tudorstil auf einem ehem. Weinberg für den Grafen Friedrich von Orlando, der es 1863 weiterverkaufte, nach 1932 von Erwin Graebner (1895–1945) erworben. Ab 1952 Kinderheim „Freies Griechenland“, ab 1967 Wohnheim des VEB Funkwerk Dresden und ab 1982 Sitz der Konzert- und Gastspieldirektion Dresden. In den Jahren 1999/2000 saniert und in Form von fünf Eigentumswohnungen privatisiert. Das oft als Vorbild genannte Schloss Miramare bei Triest wurde aber erst von 1856 bis 1860 erbaut. | 09211184                 |
| Weitere Bilder                          | Villa Thorwald                         | Loschwitz, Schillerstraße 12 (Karte)                                | 1851/52           | Villa Thorwald (auch Villa Herrmann). Architekt: Heinrich Hermann Bothen (1814–1878). Zweigeschossige Villa mit fünf Achsen, Turm und Veranda, einzigartiges italienisierendes Villenanwesen. Für den Bildhauer Joseph Herrmann (1800–1869) erfolgte von 1851 bis 1852 ein grundlegender Um- und Ausbau durch Theodor Lehnert, danach „Villa Herrmann“ genannt. Wegen der zahlreichen Gipsabgüsse von Werken seines Lehrers Bertel Thorwaldsens (1770–1844) im Treppenhaus des Gebäudes und Skulpturen im Park erhielt die Villa 1893 vom neuen Besitzer, dem Zahnarzt Newell Sill Jenkins (1840–1919) den Namen „Villa Thorwald“. Von 1929 bis 1933 lebte der Architekt Wilhelm Kreis (1873–1955) in der Villa, die 1945 enteignet wurde. Danach als Studentenwohnheim genutzt, diente die Villa von den 1980er Jahren bis 2002 als Klinik für die Sauerstoff-Mehrschritt-Therapie des Ardenne-Instituts. Nach einer Sanierung 2005/06 ist die Villa heute wieder ein Wohnhaus. | 09211173                 |
|                                         | Villa Lehnert                          | Loschwitz, Schillerstraße 15 (Karte)                                | 1859/60           | Villa, Einfriedung einschließlich Tor sowie Terrassenanlage; Rechteckbau mit Lochfassade und Walmdach sachlich und traditionell gestaltet, Seite zur Elbe durch Balkone und halbrunden Vorbau aufgelockert, Teile des Interieurs aus der Entstehungszeit erhalten, Anlage baugeschichtlich und städtebaulich von Belang. Architekt: Theodor Lehnert, Villa 1878 erweitert, späterer Umbau 1918–1921 durch Architekt Paul Winkler (1864–1931). Bewohner: Arzt Fritz Wagler (1904–1961). | 09300839                 |
|                                         | Villa Ehrenstein                       | Loschwitz, Schillerstraße 17 (Karte)                                | 1856              | Villa mit Terrassenanlage und Einfriedung; historisierender Bau der zweiten Hälfte des 19. Jahrhunderts mit Schweifgiebeln und rückwärtigen Turmanbauten, Treppenhaus mit originaler Ausstattung, Teil des unverwechselbaren Loschwitzer Elbhangs, baugeschichtlich, landschaftsgestaltend und städtebaulich von Bedeutung, wohl auch künstlerisch von Belang. Architekt: Theodor Lehnert, errichtet für die Familie von Ehrenstein. Besitzer: ab 1895 Friedrich Oswald Pfitzmann (1848–1905), Umbau durch Architekturbüro Schilling & Graebner. | 09211190                 |
| Weitere Bilder                          | Villa Mont Pleasant                    | Loschwitz, Schillerstraße 19 (Karte)                                | um 1860           | Villa mit Turmanbau, Garten, Terrassenanlage, Einfriedung und Toranlage; eines der großzügigsten Anwesen von Loschwitz, historisierender Bau aus der 2. Hälfte des 19. Jahrhunderts, baugeschichtlich, gartenkünstlerisch, städtebaulich und landschaftsgestalterisch bedeutend. Villa errichtet für Moritz Alfred Proelß (1825–1880). Umbau 1919 durch Architekt Paul Marcus (1872–1943), ab 1927 im Besitz des Chemikers Franz Herschel (1874–1945). Bewohner: 1953 bis 1980er Jahre Dirigent Rudolf Neuhaus (1914–1990), ab 1980 Physiker Alfred Zehe (* 1939), der 1985 durch einen Agentenaustausch frei kam. Besitzer seit 2001 ist dessen Sohn Axel Zehe (* 1961). | 09211191                 |
| Weitere Bilder                          | Villa Alexa                            | Loschwitz, Schillerstraße 21c (Karte)                               | 1902              | Villa mit Terrassenanlage; aufwendiger Bau des Historismus Ende des 19. Jahrhunderts mit Turmanbau, Zierfachwerk usw., repräsentativer Landsitz am Loschwitzer Elbhang, baugeschichtlich, künstlerisch, städtebaulich und landschaftsgestaltend bedeutend. Jugendstil-Villa Alexa, erbaut vom Baumeister Alwin Würdig (1853–1930). | 09211136                 |
|                                         | Villa Bimini                           | Loschwitz, Schillerstraße 31 (Karte)                                | um 1890           | Villa Bimini („Insel der Glückseligen“), auch Knoopsche Villa genannt, mit hölzerner Pergola an der Westseite, Terrasse, zwei Treppen, Brunnen und nierenförmigem Wasserbecken; zweigeschossiges Villengebäude, im Innern Großteil der ursprünglichen Ausstattung erhalten, baugeschichtlich, künstlerisch und stadtentwicklungsgeschichtlich bedeutend. | 09215763                 |
| Weitere Bilder                          | Villa Hohenlinden                      | Loschwitz, Schillerstraße 39 (Karte)                                | 1905              | Villa Hohenlinden (auch Villa Hetzer). Villa, Remisengebäude einschließlich Kutscherwohnung, Gärtnerhaus, drei Gartenpavillons, Garten, Treppenanlage mit Terrasse und Einfriedung; weitgehend ursprünglich erhaltenes in seiner heutigen Form neobarockes Anwesen mit allen wesentlichen Elementen von architektonischer, künstlerischer und gartengestalterischer Bedeutung. Urspr. ein Weinbergshaus, 1887 Villa Schwanstein des Verlagsbuchhändlers Erich Ehlermann, 1905 Neubau durch Georg Heinsius von Mayenburg für Gustav Hetzer, ab den 1950er Jahren als Dienststelle der Volkspolizei und Bezirksverwaltung der SG Dynamo genutzt. Von 1992 bis 2002 als Stadtmissionsheim Villa „Pniel“, danach privatisiert und saniert. | 09211145                 |
| Weitere Bilder                          | Villa Abendsonne                       | Loschwitz, Sierksstraße 6 (Karte)                                   | 1905/06           | Villa mit Gartenhaus, Gedenktafel und Einfriedung; Villengebäude Beispiel für Reformarchitektur nach 1900, Wohnstätte von Kreuzkantor Rudolf Mauersberger (1889–1971), Anwesen baugeschichtlich, mehr noch personengeschichtlich von Bedeutung. Villa errichtet für den Schriftsteller Otto R. Hübner (1860–1928), ab 1908 war der Kammersänger Karl Burrian (1870–1924) der Eigentümer. 1912 Umbau durch den Architekten Paul Winkler (1864–1931). | 09211230                 |
| Weitere Bilder                          | Villa Dressler                         | Loschwitz, Sierksstraße 14 (Karte)                                  | 1905/06           | Villa mit Stützmauer, Einfriedung und Pavillon; typisches Beispiel der Reformarchitektur nach 1900, hohes Walmdach (Pyramidendach), Betonung der Mittelachsen, baugeschichtlich bedeutend. Architekt: Karl Emil Scherz. | 09211232                 |
|                                         | Villa Kickelhayn                       | Loschwitz, Sierksstraße 33 (Karte)                                  | 1902              | Villa mit Einfriedung einschl. Pforte (Siercksstraße 33); Fassaden belebt durch Anbauten und Zierfachwerk mit geschwungenen Elementen, Gebäude zwischen Historismus und Jugendstil, Hallendiele mit Teilen der originalen Ausstattung, baukünstlerisch und architekturhistorisch bedeutend. Architekt: Hermann Kickelhayn (1862–1935). Bis zum Jahr 2000 als städtische Jugendherberge genutzt. | 09211220                 |
|                                         | Villa Anemone                          | Loschwitz, Sonnenleite 1 (Karte)                                    | 1907              | Villa Anemone, gehört zu den sogenannten „Blumenvillen“ in Loschwitz, Steglichstr. 9, 9b und 11. Architekt: Rudolf Kolbe. |                          |
|                                         | Villa Rosenhügel                       | Loschwitz, Sonnenleite 3 (Karte)                                    | 1909              | Villa mit Garten und Einfriedung; malerische Anlage, nach Plänen Rudolf Kolbes für den Kaufmann Bruno Hietzig (1858–1929) ausgeführt, markantes Beispiel der nach 1900 aufkommenden Reformarchitektur und somit baugeschichtlich bedeutsam. Architekt: Rudolf Kolbe. Sommerwohnung von Victor Klemperer (1876–1943) | 09211397                 |
|                                         | Villa Elisa                            | Loschwitz, Sonnenleite 4 (Karte)                                    | 1896              | Villa Elisa (auch Haus Schöneichen). Villa mit Gartenplastik, Pergola und Einfriedung, markantes Leinwandbild im Inneren, schlichter, aber anspruchsvoll gestalteter Bau, auffällig die reich gestaltete hölzerne Veranda; baugeschichtlich und ortsgeschichtlich sowie künstlerisch bedeutend. Architekturbüro: Schilling & Graebner. | 09211391                 |
| Weitere Bilder                          | Villa Bernhardt                        | Loschwitz, Sonnenleite 5 (Karte)                                    | 1914              | Villa mit Stützmauer, Einfriedung und Treppenanlage; charakterisierender Bau der Reformarchitektur um 1910 mit sparsam eingesetzten gestalterischen Akzenten sowie einem Eckturmanbau an der Ostseite zur Grundstraße hin, baugeschichtlich bedeutend. Architekt: Max Klotzsche (1865–1932), errichtet für den Fabrikbesitzer Richard Bernhardt (1868–1949). | 09211396                 |
|                                         | Villa Rosalia                          | Loschwitz, Sonnenleite 6 (Karte)                                    | um 1880           | Villa Rosalia (auch Haus Tauroggen). Villa mit Einfriedung; Straßenfront stufenartig mit quadratischem Turmaufbau, ansonsten eher schmucklos, großzügiger Oberloschwitzer Wohnbau in offener Bebauung, stadtentwicklungsgeschichtlich bedeutend. Umbau/Anbau durch das Architekturbüro Schilling & Graebner. | 09211390                 |
|                                         | Villa Iris                             | Loschwitz, Sonnenleite 7 (Karte)                                    | 1909/10           | Villa mit Einfriedung; markanter Bau der Reformarchitektur nach 1900 mit hohem Mansardendach und wenigem aber akzentuierendem Bauschmuck, anspruchsvoll gestaltet, baugeschichtlich und künstlerisch bedeutend. Architekt: Rudolf Kolbe. | 09211395                 |
|                                         | Villa Lotte                            | Loschwitz, Sonnenleite 8 (Karte)                                    | 1910              | Villa mit Nebengebäude und Einfriedung; dominiert von straßenseitigem Turmanbau mit Schweifhaube, markantes Gebäude der Reformarchitektur mit hohem Mansardendach, baugeschichtlich und künstlerisch von Wert. | 09211386                 |
|                                         | Villa Flora                            | Loschwitz, Sonnenleite 10 (Karte)                                   | um 1910           | Villa mit Einfriedung; einfache Kubatur mit abschließendem Walmdach und sehr sparsam eingesetzten Bauschmuck, auffällig die gerahmte Eingangstür im Stil des Neobarock, baugeschichtlich bedeutend. Villa, errichtet für Bruno Hietzig. | 09211387                 |
| Weitere Bilder                          | Villa Esperanto                        | Loschwitz, Sonnenleite 17 (Karte)                                   | um 1890           | Villa mit Einfriedung; besonders auffälliger und malerischer Bau eines Oberloschwitzer Landhauses aus der zweiten Hälfte des 19. Jahrhunderts, belebt von Ziergiebeln, Schmuckveranda und Eckquaderungen, baugeschichtlich und stadtentwicklungsgeschichtlich bedeutend. Bewohner von 1899 bis 1900: Wilhelm Heinrich Schneider (1821–1900), Maler und Zeichner. | 09211392                 |
|                                         | Villa Berchtesgaden                    | Loschwitz, Sonnenleite 23 (Karte)                                   | um 1900           | Mietvilla; charakteristische Stil-Villa des späten 19. Jahrhunderts mit historisierenden Fassaden, baugeschichtlich bedeutend. | 09211388                 |
|                                         | Villa Innsbruck                        | Loschwitz, Sonnenleite 29 (Karte)                                   | 1902              | Mietvilla mit Einfriedung; Belebung durch Anbauten und Zierfachwerk mit geschwungenen Elementen, Gebäude zwischen Historismus und Jugendstil, nach 1900 rückwärtig erweitert, baukünstlerisch und architekturhistorisch bedeutend. Architekturbüro: Richard Schaeffer & Sohn, errichtet für Emil Teichmann. | 09211385                 |
|                                         | Villa Sonnenschein                     | Loschwitz, Sonnenleite 31 (Karte)                                   | um 1900           | Mietvilla mit Einfriedung; typischer großzügiger Oberloschwitzer Wohnbau in offener Bebauung, vor allem stadtentwicklungsgeschichtlich bedeutend. Architekt: Kurt Diestel (1862–1946), errichtet für die Malerin Rosalie Petzel (1831–1912). | 09211384                 |
|                                         | Villa Malve                            | Loschwitz, Steglichstraße 9 (Karte)                                 | 1905/06           | Villa; versachlichtes Gebäude der Architektur nach 1900 mit schlichtem, aber gut proportioniertem Baukörper, Belebung durch polygonalen Anbau, Dachüberstand und Pergola, im Inneren noch Teile der Ausstattung aus der Entstehung, baugeschichtlich bedeutend. Architekt: Rudolf Kolbe. Villa, errichtet für Bruno Hietzig. | 09211371                 |
|                                         | Villa Goldregen                        | Loschwitz, Steglichstraße 9b (Karte)                                | 1904/05           | Villa; versachlichtes Gebäude der Architektur nach 1900, auch als Reformstil bezeichnet, mit klarer, ausgewogen proportionierter Kubatur und zurückhaltender, aber akzentuierender Gestaltung sowie Gliederung durch Lisenen, abgesetzte Putzflächen und einfache Fenstereinfassungen, baugeschichtlich und ortsgeschichtlich bedeutend. Architekt: Rudolf Kolbe. Villa, errichtet für Bruno Hietzig. | 09211372                 |
|                                         | Villa Margarita                        | Loschwitz, Steglichstraße 11 (Karte)                                |                   | Villa Margarita, gehört zu den sogenannten „Blumenvillen“ in Loschwitz, Steglichstr. 9 bis 11 und Sonnenleiete 1. Architekt: Rudolf Kolbe. Villa, errichtet für Bruno Hietzig |                          |
|                                         | Villa Wilhelmshöhe                     | Loschwitz, Veilchenweg 15 (Karte)                                   | um 1900           | Villa; großzügiger Loschwitzer Wohnbau in offener Bebauung, vor allem stadtentwicklungsgeschichtlich bedeutend. Landhaus im Schweizer Stil, errichtet für den Berliner Privatier Hermann Roeßler. | 09211244                 |
| Weitere Bilder                          | Villa Stolzenfels                      | Loschwitz, Veilchenweg 25 (Karte)                                   | 1901              | Villa mit Einfriedung und aufwendigem Grundstückseingang aus Toreinfahrt und Pforte; stattlicher historistischer Bau über sehr bewegtem Grundriss und Aufriss, mit Balkons, Türmchen, Laternen und hohem Rundturm, baugeschichtlich und künstlerisch bedeutend. Villa nach dem Vorbild von Burg Stolzenfels am Rhein, errichtet durch den Baumeister Paul Schenke (1851–1935). Bewohner: Maler Emanuel Hegenbarth (1868–1923) von 1903 bis 1912. | 09211240                 |
|                                         | Villa Gottes Segen                     | Loschwitz, Veilchenweg 26 (Karte)                                   | 1897              | Villa mit Einfriedung und schmiedeeiserner Eingangspforte; wohlproportionierter Bau des Späthistorismus Ende des 19. Jahrhunderts mit hölzernen Gestaltungselementen und Krüppelwalmdach, besonders markant ist der Dachreiter mit Zeltdach, baugeschichtlich bedeutend. Villa Gottes Segen, erbaut von Ernst Weigelt (1857–1916) für den Loschwitzer Gemeindevorsteher Ernst Näther (1862–1945), an der Fassade ein Sandstein-Medaillon von Peter Makolies | 09211242                 |
|                                         | Villa Bella Vista                      | Loschwitz, Veilchenweg 32 (Karte)                                   | 1856              | urspr. Bau um 1900 erweitert, von 1922 bis 1929 Wohnsitz des Offiziers Hellmuth von Mücke (1881–1957), spätere Besitzer waren Arthur Franke und Familie Wiese. |                          |
| Weitere Bilder                          | Villa Miyanoshita                      | Loschwitz, Veilchenweg 48 (Karte)                                   | 1900              | Villa; gestalterisch anspruchsvoller, am Hang gelegener Bau um 1900, mit Backsteinfassade und vielen historisierenden Elementen im Stil des Neobarock, ortsgeschichtlich und künstlerisch von Bedeutun. Villa Miyanoshita, benannt nach dem gleichnamigen japanischen Ort mit sieben Thermalquellen bei Hakone, erbaut für Ernst Größler. | 09211241                 |
|                                         | Villa Hohenzollern                     | Loschwitz, Wolfshügelstraße 7 (Karte)                               | 1904              | Mietvilla mit Einfriedung in Ecklage; gestalterisch anspruchsvoller Bau der versachlichten Architektur kurz nach 1900, dominiert von Turmanbau, vor allem baugeschichtlich und künstlerisch bedeutend. Architekt: Max Herfurt, errichtet für den Kaufmann August Wilhelm Schönherr, ab 1935 Fremdenheim, Bewohner nach 1945: Hans Löbel (1906–1971) | 09211475                 |
|                                         | Villa Meinhold-Imle                    | Loschwitz, Wolfshügelstraße 12 (Karte)                              | 1896–1898         | Mietvilla mit Einfriedung und Ruhesitz an der Ecke; charakteristische Stilvilla des späten 19. Jahrhunderts mit historisierenden Fassaden, belebt von markanten Anbauten, Ziergiebeln, Schmuckfachwerk und Farbglasfenster, weitestgehend ursprünglich erhalten, baugeschichtlich und künstlerisch bedeutend. Architekt: Theodor Lehnert, errichtet für Theodor Meinhold (1846–1913), Musikinstrumenten-Fabrikant aus Klingenthal im Vogtland. | 09211474                 |
|                                         | Villa Schöneck                         | Loschwitz, Wolfshügelstraße 18 (Karte)                              | um 1885           | Mietvilla mit Einfriedung; typischer großzügiger Oberloschwitzer Wohnbau in offener Bebauung, stadtentwicklungsgeschichtlich bedeutend. | 09211351                 |
|                                         | Villa Sommerlust                       | Loschwitz, Wolfshügelstraße 20 (Karte)                              |                   | Besitzerin: Johanne Sophie Margarete von Tschammer und Osten, nach 1945 als Wohnheim gebnutzt. |                          |
| Weitere Bilder                          | Villa Meißner                          | Loschwitz, Zeppelinstraße 7 (Karte)                                 | 1912              | Villa Meißner (auch Villa Ardenne). Villa mit Terrassenanlage; repräsentatives Anwesen im Stil der Reformarchitektur mit neobarocken Stilelementen, schlichte Fassadengestaltung, markant ist die Dachgestaltung mit Rundgiebeln, kleinen Dachfenstern und Aussichtsplattform, baugeschichtlich und künstlerisch von Bedeutung. Errichtet vom Architekturbüro Lossow & Kühne für den Fabrikbesitzer Georg Meißner (1854–1920), ab 1960 im Besitz von Manfred von Ardenne (1907–1997). | 09211324                 |
| Weitere Bilder                          | Villa Rosenkranz                       | Neustadt, Alaunplatz 2 (Karte)                                      | 1874              | Villa in der Radeberger Vorstadt, benannt nach dem Erbauer Gottlieb Rosenkranz, errichtet im Tudorstil (Zinnenarchitektur); bemerkenswertes und in Dresden seltenes Beispiel eines neogotische Anwesens, belebt durch Turmanbau und Gestaltungselemente, wie Zinnenarchitektur und Spitz- sowie Tudorbögen, baugeschichtlich und künstlerisch bedeutend. Langjähriger Bewohner war der Architekt Conrad Materne (1871–1948). | 09214380                 |
| Weitere Bilder                          | Villa Timaeus                          | Neustadt, Alaunstraße 71b (Karte)                                   | um 1860           | Villa in der Äußeren Neustadt, benannt nach August Friedrich Christian Timaeus (1794–1875), Mitbegründer der Schokoladen- und Zuckerwarenfabrik Jordan & Timaeus. Fabrikantenvilla (im hinteren Teil des Grundstücks); vornehm zurückhaltender Putzbau mit klassizistisch wirkender Fassade, baugeschichtlich und ortsgeschichtlich von Bedeutung. | 09214359                 |
| Weitere Bilder                          | Villa Grumbt I                         | Neustadt, Alexander-Puschkin-Platz 1 (Karte)                        | 1886–1888         | Villa in der Leipziger Vorstadt, errichtet im Stil der italienischen Neorenaissance für den Unternehmer Carl Ernst Grumbt, äußerst repräsentativer historistischer Bau mit originaler Ausstattung, darunter Malerei (als Dekorationsmalerei), anspruchsvolle Fassadengestaltung, baugeschichtlich und künstlerisch bedeutend. Nach 1945 sowjetisches Offizierskasino und Puschkinhaus (Haus der deutsch-sowjetischen Freundschaft). | 09214500                 |
| Weitere Bilder                          | Villa Ehlert                           | Neustadt, Angelikastraße 4 (Karte)                                  | 1909              | Villa in der Radeberger Vorstadt nach Plänen des Architekten Martin Pietzsch, errichtet für Oskar Ehlert (1856–1936), von 1935 bis 1942 Wohnsitz des Generalmusikdirektors Karl Böhm (1894–1981), sowjetische KGB-Zentrale für Dresden unter Wladimir Putin von 1985 bis 1990, später (Stand 2022) „Rudolf-Steiner-Haus“ der Anthroposophischen Gesellschaft Dresden, AGD. |                          |
| Weitere Bilder                          | Villa Augustin                         | Neustadt, Antonstraße 1 (Karte)                                     | um 1835           | Villa mit Einfriedung; historisierendes Wohnhaus des Kästner-Onkels Franz Augustin, bau- und personengeschichtlich bedeutend. Ab 1910 Wohnhaus von Franz Augustin, Onkel von Erich Kästner, jetzt Gedenkstätte und Museum für Erich Kästner. | 09214156                 |
| Weitere Bilder                          | Villa Bianka                           | Neustadt, Arndtstraße 7 (Karte)                                     | 1898/99           | Villa im Preußischen Viertel, errichtet im Stil des Neobarock. Mietvilla mit Einfriedung; markanter neobarocker Wohnbau, auffällig der Mittelrisalit mit geschweiftem Giebel, Fassaden belebt von vergleichsweise zurückhaltendem, aber akzentuierendem Schmuck, baugeschichtlich und künstlerisch bedeutend. | 09215482                 |
| Weitere Bilder                          | Villa Grützner                         | Neustadt, Bautzner Straße 17 (Karte)                                | 1837              | Villa in der Äußeren Neustadt, Umbau 1887/88 für den Fabrikanten Emil Grützner (1841–1888). Villa, Vorgarten, Garten hinter dem Haupthaus und Einfriedung; Kleinod der Dresdner Villenarchitektur mit reicher historisierender Fassadengestaltung, wie Ornamentfries unter der Traufe, barockisierendem Balkongitter und Dreiecksbedachungen im Erdgeschoss, dazu aufwendige Innenausstattung, darunter Malerei als Dekorationsmalerei, baugeschichtlich, ortsgeschichtlich und personengeschichtlich, künstlerisch sowie städtebaulich bedeutend. | 09214405                 |
| Weitere Bilder                          | Villa Anna                             | Neustadt, Bautzner Straße 74 (urspr. Schillerstr. 6) (Karte)        | 1856              | Villa im Preußischen Viertel, bemerkenswerter Neorenaissance-Bau der Dresdner Semper-Nicolai-Schule. Villa mit Garten, zwei Eckpavillons an der Bautzner Straße und elbseitig sowie Einfriedungen/Stützmauer mit Pforte; baugeschichtlich und künstlerisch bedeutend. | 09214434                 |
| Weitere Bilder                          | Villa Scheller                         | Neustadt, Bautzner Straße 86 (urspr. Schillerstr. 18) (Karte)       | 1863/64           | Villa im Preußischen Viertel. Villa mit Garten und Einfriedung, errichtet für den Unternehmer Paul Scheller; Neurenaissance-Bau mit reichem plastischem Schmuck, Gartenseite reich gestaltet, Bau wirkt weit in den Elbraum der Stadt hinein, baugeschichtlich, künstlerisch und landschaftsgestalterisch bedeutend. Architekt: Bernhard Hempel (1820–1882). | 09214437                 |
| Weitere Bilder                          | Villa Palais Marcolini                 | Neustadt, Bautzner Straße 96 (urspr. Schillerstr. 28) (Karte)       | 1854–1856         | Villa im Preußischen Viertel. Palais Marcolini (auch Marcolinische Meierei oder Marcolinis Vorwerk) im Preußischen Viertel. Villa mit zwei Torhäusern, Nebengebäude (sogenanntes Schweizerhaus), Villengarten und Einfriedungen mit Pforte und Tor; seit 1785 Mittelpunkt eines landwirtschaftlichen Mustergutes nach englischem Vorbild, Mittenbetonung, Rundfenster, Balkonvorlage, auf jeden Fall Bau der Nicolai-Schule, baugeschichtlich, ortsgeschichtlich und künstlerisch bedeutend. Architekt: Hermann Nicolai (1811–1881), errichtet für den Grafen Camillo Marcolini (1739–1814) im Stil der Neorenaissance. | 09214441                 |
| Weitere Bilder                          | Villa Zietz I                          | Neustadt, Bautzner Straße 102 (urspr. Schillerstr. 34) (Karte)      | 1854/55           | Villa im Preußischen Viertel. Villa, Einfriedung, Stützmauer und Solitärbaum; historistischer Bau, Erdgeschoss spätklassizistisch, Beispiel der Semper-Nicolai-Schule, ausgewogene Fassadengestaltung, zeitweilig Wohnstätte des Zigarettenfabrikanten Hugo Zietz (1853–1927), baugeschichtlich und künstlerisch bedeutend. | 09306637                 |
| Weitere Bilder                          | Villa Felsner                          | Neustadt, Bautzner Straße 104 (urspr. Schillerstr. 36) (Karte)      | 1862/63           | Ehem. Felsner-Villa (auch Villa Stephanie bzw. Villa Elvira) in der Radeberger Vorstadt (früher Loschwitz, Schillerstr. 36); Villa mit Garten, Remise und Unterbauten; ein in Dresden eher selteneren Landhaustypus mit Turm der Berlin-Potsdamer Architektur der Schinkelnachfolge, baugeschichtlich und künstlerisch bedeutend. Später erworben von Eugen Louis Marcellin (1850–1889) – Fabrikdirektor der Firma Hielle & Dittrich, dessen Tochter Elvira Marcellin (1882–1967), verheiratet mit dem Schokoladenfabrikanten Paul Emil Lobeck (1866–1926), erbte die Villa nach dem Tod ihrer Mutter Anna Marcellin (1857–1932) und bewohnte die Villa von 1937 bis 1945, von 2001 bis 2004 Sitz der BFI Bank. | 09214447                 |
|                                         | Villa Wigman                           | Neustadt, Bautzner Straße 107 (urspr. Schillerstr. 17) (Karte)      | 1857/58           | Villa im Preußischen Viertel. Villa; Anwesen erinnert an Mary Wigman, kulturgeschichtlich, ortsgeschichtlich sowie personengeschichtlich bedeutend, ehem. Tanzschule der Tänzerin Mary Wigman (1886–1973). | 09306711                 |
| Weitere Bilder                          | Villa Elysium                          | Neustadt, Bautzner Straße 110 (urspr. Schillerstr. 42) (Karte)      | 1851–1853         | Villa in der Radeberger Vorstadt (früher Loschwitz, Schillerstr. 42), mit rückwärtigem Turmanbau und Unterbauten sowie Villengarten mit Terrassierung, Treppen, Grotte und Resten einer Brücke sowie Einfriedungsmauer; bemerkenswerter historisierender Bau, gesamte Anlage eines der repräsentativsten baulichen und gärtnerisch gestalteten Anwesen um 1850 in Dresden, baugeschichtlich, künstlerisch und landschaftsgestaltend bedeutend. Bewohner um 1900: Max von Hausen, sächsischer Kriegsminister. | 09215480                 |
| Weitere Bilder                          | Tudor-Villa                            | Neustadt, Bautzner Straße 125 (urspr. Schillerstr. 35) (Karte)      | 1856              | Tudor-Villa (auch Villa Renz) im Preußischen Viertel (früher Loschwitz, Schillerstr. 35), errichtet für den Zirkusdirektor Ernst Renz (1815–1892). Villa mit Wasserbecken und Einfriedung; schlossähnliche Villa im Tudorstil mit kleinem achteckigem Turm, abschließendem Zinnenkranz, gestalterisch markant, baugeschichtlich und künstlerisch bedeutend. Architekt: Theodor Lehnert. | 09214446                 |
| Weitere Bilder                          | Villa Grumbt III                       | Neustadt, Charlottenstraße 34 (Karte)                               | 1906/07           | Villa mit Gartengrundstück; stattlicher, gestalterisch äußerst anspruchsvoller und für seine Zeit hochmoderner Wohnbau mit Veranda im strengen Jugendstil, Belebung durch Mittelrisalit und Anbauten, baugeschichtlich und künstlerisch bedeutend. Architekt: Martin Pietzsch, errichtet für Carl Ernst Grumbt. | 09214669                 |
| Weitere Bilder                          | Villa Thormeyer                        | Neustadt, Georgenstraße 2 (Karte)                                   | 1827              | Villa in der Inneren Neustadt, mit Einfriedung; markanter spätklassizistischer Bau, gestalterisch hervorgehoben durch Mittelrisalit mit Balkonvorlage auf Konsolen, baugeschichtlich und künstlerisch bedeutend. Architekt: Gottlob Friedrich Thormeyer (1775–1842). | 09214263                 |
| Weitere Bilder                          | Villa Eschebach I                      | Neustadt, Georgenstraße 6 (Karte)                                   | 1903/04           | Architekt: Hermann Thüme (1858–1914); Neobarock-Villa mit großem Wintergarten in der Inneren Neustadt; Bauherr war Carl Eschebach (1842–1905), Besitzer der Eschebach-Werke und Kunstmäzen, 1945 ausgebrannt, danach wiederhergerichtet, 1995 bis 1997 saniert, jetzt als Bankgebäude genutzt. | 09214265                 |
| Weitere Bilder                          | Wasserpalais auf Cosel                 | Neustadt, Holzhofgasse 12 (Karte)                                   | 1827              | Wasserpalais auf Cosel (auch Kuppelvilla genannt) im ehemaligen Coselschen Garten, errichtet 1827 vom Architekten Woldemar Hermann (1807–1878) für Frédéric de Villers, 1945 ausgebrannt und 1965 abgetragen. |                          |
| Weitere Bilder                          | Villa Rosa                             | Neustadt, Holzhofgasse 20 (Karte)                                   | 1839              | Villa, errichtet für den Bankier Martin Wilhelm Oppenheim (1781–1863). Architekt: Gottfried Semper, 1945 ausgebrannt, 1955 abgebrochen. |                          |
| Weitere Bilder                          | Villa Martha                           | Neustadt, Leipziger Straße 43 (Karte)                               | 1858              | Villa in der Leipziger Vorstadt; einer der wenigen Villenbauten in diesem Gebiet, repräsentativer Putzbau im historisierenden Stil der Neorenaissance, baugeschichtlich und künstlerisch von Bedeutung. Erbaut durch die Gebrüder Ziller | 09215318                 |
| Weitere Bilder                          | Villa Charlotte                        | Neustadt, Prießnitzstraße 62 (Karte)                                | um 1880           | Villa in der Radeberger Vorstadt, ehem. Moden-Akademie und Schnittmustermanufaktur. Mietvilla mit Zugang über Brücke und Einfriedung; vom Umbau um 1910 geprägt, Beispiel der Reformarchitektur jener Zeit, baugeschichtlich bedeutend, zeitweilig Fabrik- oder Verwaltungsgebäude, als einstige Manufaktur auch industriegeschichtlich und ortsgeschichtlich wertvoll. | 09215143                 |
| Weitere Bilder                          | Villa Behr                             | Neustadt, Wigardstraße 21 (Karte)                                   | um 1830           | Behrsche Villa; Wohnhaus in offener Bebauung; charakteristischer klassizistischer Bau, bau- und personengeschichtlich sowie städtebaulich bedeutend. Bewohner: Johann Heinrich August von Behr (1793–1871), Justizminister. Architekt: Gottlob Friedrich Thormeyer. | 09214326                 |
| Weitere Bilder                          | Schlossvilla Niederpoyritz             | Niederpoyritz, Eugen-Dieterich-Straße 5, 7, 8 und 9 (Karte)         |                   | urspr. Herrenhaus des Ritterguts Niederpoyritz, von 1835 bis 1854 im Besitz des Königs Friedrich August II. (1797–1854), nach Verfall 1984 abgerissen, es existieren nur noch die Remise und Lagergebäude (Nr. 5), die Brauerei (Nr. 7) und die Mälzerei (Nr. 9) | 09211490                 |
|                                         | Villa Kauffmann                        | Niedersedlitz, Bahnhofstraße 25 (Karte)                             | 1911/12           | Fabrikantenvilla mit Einfriedung und Garten; repräsentativer Putzbau mit ausgebautem Walmdach sowie in Originalen erhaltener Ausstattung, beispielhafter Wohnbau der frühen Sachlichkeit, auch der Reformbaukunst, nach 1900, baugeschichtlich und künstlerisch von Bedeutung. | 09215840                 |
|                                         | Villa Deus Nobiscum                    | Niedersedlitz, Bismarckstraße 3 (Karte)                             | um 1900           | Mietvilla mit Einfriedung; weitgehend authentisches äußeres Erscheinungsbild mit akzentuierendem seitlichen Turm und straßenseitigem Erker, baugeschichtlicher und straßenbildprägender Wert. | 09215848                 |
|                                         | Villa Oskar                            | Niedersedlitz, Bismarckstraße 17 (Karte)                            | 1904              | Mietvilla mit Einfriedung; repräsentatives, weitgehend authentisch erhaltenes Gebäude mit bauhistorischer und straßenbildprägender Bedeutung. | 09215847                 |
|                                         | Villa Manß                             | Niedersedlitz, Bismarckstraße 23 (Karte)                            | 1912/13           | Villa mit Garten und Einfriedung; repräsentativer historisierender Villenbau, baugeschichtlich und gartenkünstlerisch bedeutend. | 09215844                 |
| Weitere Bilder                          | Villa Rüger                            | Niedersedlitz, Lockwitztalstraße 35 (Karte)                         | um 1915           | Villa mit Einfriedung; weitgehend authentisch erhaltenes Gebäude, zeittypische Gestaltung mit Reformstilelementen, baugeschichtliche Bedeutung | 09215859                 |
|                                         | Villa Trummler                         | Niedersedlitz, Sosaer Straße 6 (Karte)                              | um 1905           | Villa; in bauzeitlicher Architektursprache erhalten, daher von bauhistorischer und straßenbildprägender Bedeutung | 09215939                 |
|                                         | Villa Brockhaus II                     | Pillnitz, Dresdner Straße 66 (Karte)                                | 1885              | Villa, Pavillon, Einfriedung; ehem. Wohnsitz des Meissner Bischofs, davor Landgut der Familie Brockhaus, bemerkenswertes Anwesen, baugeschichtlich und künstlerisch bedeutend. | 09211537                 |
| Weitere Bilder                          | Villa Meurer                           | Pillnitz, Wünschendorfer Straße 6 (Karte)                           | 1852              | Villa, Gartenhaus, Garten und Plastik eines Diskuswerfers; seltene Fassadenmalerei zur Straße, das Wohngebäude landhausartiger Bau im Schweizerhausstil, gehört zu den auffälligsten Bauten dieses Stils in Dresden, bemerkenswerter Garten, Anwesen baugeschichtlich und künstlerisch bedeutend. Ab 1892 im Besitz von Siegfried Meurer, Inhaber der Eisenwerke G. Meurer AG in Cossebaude. | 09211587                 |
| Weitere Bilder                          | Villa Bienert I                        | Plauen, Altplauen 19c (Karte)                                       | 1863              | Fabrikantenvilla, welche südlich an das Gelände der Bienertmühle in Dresden-Plauen angrenzt. Sie wurde 1863 für Gottlieb Traugott Bienert (1813–1894) errichtet und nach dessen Tod vom Sohn Ernst Theodor Bienert (1857–1935) bewohnt. Architekt: Ernst Friedrich Giese (1832–1903). Gartengestaltung (1906) von Max Bertram (1849–1914). | 09212080                 |
|                                         | Villa Grübler                          | Plauen, Bernhardstraße 98 (Karte)                                   | 1903              | Architekt: Fritz Schumacher (1869–1947), Bau der Reformarchitektur nach 1900, errichtet für den Ingenieur und Hochschullehrer Martin Fürchtegott Grübler (1851–1935). | 09212162                 |
| Weitere Bilder                          | Villa Westend                          | Plauen, Westendstraße 21 (Karte)                                    | 1904              | Villa Westend mit Garage und Einfriedung in Ecklage, stilreinste Jugendstilvilla Dresdens, errichtet von den Gebrüdern Fichtner (Conrad Albert O. Fichtner und Ferdinand William) für den Rechtsanwalt Dr. jur. R. Baum; ab 1920 im Besitz des Automobilhändlers Alexander Graumüller. | 09212152                 |
|                                         | Villa Gebrüder Fichtner                | Plauen, Würzburger Straße 41 (Karte)                                | um 1890           | Villa mit rückwärtigem Kontorgebäude; Wirkungsstätte der ehem. Baufirma Gebrüder Fichtner, historisierender Wohnbau, weitgehend original erhalten, rückwärtige Kontorgebäude mit Firmenlogo im Relief und reicher Fassade, bau- und personengeschichtlich bedeutend. | 09216022                 |
|                                         | Villa Bienert II                       | Plauen, Würzburger Straße 46 (Karte)                                | 1893              | Architekten: Ernst Giese (1832–1903) und Paul Weidner (1843–1899). Wohnstätte von Ida Bienert (1870–1965) und Erwin Bienert (1859–1931), gehört zum Villenquartier Plauen. | 09212190                 |
| Weitere Bilder                          | Villa Grassi                           | Plauenscher Grund (Karte)                                           |                   | ehem. Huthaus, Villa des Malers Josef Grassi (1757–1838), ab 1816 im Besitz des Grafen Friedrich von Kalckreuth (1790–1873), zeitweise bewohnt vom Liederdichter Wilhelm Müller (1794–1827); 1856 abgerissen |                          |
|                                         | Villa Viehweger                        | Räcknitz, Mommsenstraße 1 (Karte)                                   | 1904              | Villa mit Einfriedung; charakteristischer Bau der Reformbaukunst nach 1900, versachlicht, mit hohem Dach und wenigen, aber akzentuierenden Schmuck- und Gliederungselementen, baugeschichtlich und künstlerisch bedeutend. Architekt: Hermann Viehweger (1846–1922). | 09212241                 |
| Weitere Bilder                          | Villa Osangs Eck                       | Rochwitz, Karpatenstraße 73 (Karte)                                 | 1808              | Villa mit Torbogen, Gartenhaus, Hintergebäude und Einfriedungsmauer (evrl. ehem. Weingut); bau- und ortsgeschichtlich sowie künstlerisch bedeutend. | 09211625                 |
| Weitere Bilder                          | Villa Tusculum I                       | Strehlen, August-Bebel-Straße 12 (Karte)                            | 1893/94           | Villa; eingeschossig mit von vier Säulen getragenem Portikus mit Dreiecksgiebel und großer Freitreppe, den vorderen Gebäudeecken abgeschrägte Erker vorgelegt, Anklänge an die italienische Neorenaissance, sehr flaches Walmdach, später Offizierskasino, baugeschichtlich von Wert. | 09212244                 |
|                                         | Villa Frantelilo                       | Strehlen, Basteiplatz 3 (Karte)                                     | 1924/25           | Villa mit Villengarten und Einfriedung; traditioneller Bau mit neoklassizistischen und expressionistischen Gestaltungselementen, zweigeschossig, Abschluss durch Walmdach, belebt von einem Vorbau, der eingestellte Säulen zeigt, darüber Austritt mit verzierter Brüstung, im ursprünglichen Zustand erhalten, Garten unverzichtbarer Bestandteil des Anwesens, baugeschichtlich und künstlerisch wertvoll. | 09212447                 |
|                                         | Villa Böhme                            | Strehlen, Cäcilienstraße 5 (Karte)                                  | 1923–1925         | Villa mit Eingangsvorbau, drei Treppenanlagen, Brunnen und Garteneinfriedung; gebaut von Familie Böhme mit Kaufhaus für Mode und Sportmode seit den 1870er Jahren am Georgplatz. Wohnbau mit anspruchsvollen neoklassizistischen Fassaden und barockisierenden Elementen (»Barockklassizismus«), im Inneren Großteil der originalen Ausstattung erhalten, baugeschichtlich und künstlerisch bedeutend. | 09212316                 |
| Weitere Bilder                          | Villa Heino Otto                       | Strehlen, Caspar-David-Friedrich-Straße 3 (Karte)                   | 1903–1904         | Architekt: Heino Otto. Villa mit Jugendstilformen, errichtet für den Arzt Dr. Curt Schmidt, zeitweiliges Atelier von Robert Sterl (1867–1932). Es gilt als eines der wenigen erhaltenen Gebäude Ottos in Dresden. Jugendstil-Bau, ein Spiel mit Baukörpern, dabei durchaus historistische Zitate wie ein Treppenturm, ein Eckturm, Kubatur betont unregelmäßig, Zierfachwerk, ungewöhnliche Dachformen, unterschiedlichste Fensterformen, große Hallendiele, baugeschichtlich und künstlerisch sehr bedeutsam. | 09212422                 |
|                                         | Königliche Villa (Strehlen)            | Strehlen, Franz-Liszt-Straße (Karte)                                | 1883              | Wohnsitz der Königin-Witwe Carola von Sachsen (1833–1907), 1945 zerstört. |                          |
| Weitere Bilder                          | Villa Ginsberg                         | Strehlen, Franz-Liszt-Straße 19 (Karte)                             | 1899–1900         | Villa; zurückgenommener Historismus mit Anklängen des Jugendstils, kubischer Bau mit Mansarddach, an der Hauptfassade durch einen polygonalen Turm gestaltet, seitlich Eingangsbau mit Altanen, reizvolle Jugendstilornamentik in Sandstein, Innenausstattung zum Teil erhalten, Jugendstilfenster, Architekten Schilling und Graebner, baugeschichtlich und künstlerisch bedeutsam. | 09212362                 |
|                                         | Villa Ostheim                          | Strehlen, Karcherallee 13 (Karte)                                   |                   | Villa um 1912 im Besitz des Unternehmers Karl Dieterich (1869–1920), Sohn von Eugen Dieterich (1840–1904), Gründer und Inhaber der Chemischen Fabrik Helfenberg. |                          |
|                                         | Villa Weinkauff                        | Strehlen, Leon-Pohle-Straße 1 (Karte)                               | um 1912           | Villa mit Einfriedung; Bau mit polygonalen Ecktürmen und Zeltdach einschl. Laterne, markantes Beispiel der Reformarchitektur, baugeschichtlich und künstlerisch bedeutend. | 09212467                 |
| Weitere Bilder                          | Villa Erlwein                          | Strehlen, Rayskistraße 25 / Elsa-Brändström-Straße 13 (Karte)       | 1868              | Erbaut im Stil der italienischen Renaissance (Neorenaissance). Erster Besitzer war der Dresdner Unternehmer Ernst Louis Aulhorn (1818–1891), Inhaber der ehem. Dresdner Schokoladenfabrik Petzold & Aulhorn. Von 1904 bis zu seinem Tode 1914 wohnte hier der Dresdner Stadtbaurat Hans Erlwein. Nach 1945 wurde die Villa zunächst von der Roten Armee beschlagnahmt und als Wohnhaus sowjetischer Offiziere genutzt. Von 1946 bis 1948 wohnte hier Hermann Kastner (1886–1957), Landesvorsitzender der LDPD und sächsischer Justizminister | 09213814                 |
| Weitere Bilder                          | Villa Salzburg                         | Strehlen, Tiergartenstraße 8 (Karte)                                | 1874              | Architekt: Hermann Nicolai im Stil der Neorenaissance (Semper-Nicolai-Schule) für den Textilkaufmann Adolph Salzburg (1838–1909), Umbau 1909/10 durch Lossow & Kühne für Carl Glückmann (1850–1917), letztes Gebäude des bei den Luftangriffen 1945 zerstörten Englischen Viertels | 09212248                 |
| Weitere Bilder                          | Villa Fleischer                        | Strehlen, Tiergartenstraße 38 (Karte)                               | 1898              | Villa mit Einfriedung; Hauptbau palaisartiger, neobarocker Sandsteinbau, breit gelagert, Hauptfassade seitlich abgeschrägt und reich gestaltet, innen originale Ausstattung, Umfriedung ebenfalls aufwendig, Anwesen baugeschichtlich, künstlerisch und stadtentwicklungsgeschichtlich bedeutend. Architekten: Conrad Materne und Ernst Fleischer. | 09212492                 |
| Weitere Bilder                          | Villa Munds                            | Strehlen, Tiergartenstraße 48 (Karte)                               | 1906              | Villa mit Einfriedung, Gartenhaus und Remise; repräsentativer Jugendstilbau mit unregelmäßigem Aufriss und bewegter Dachlandschaft, Putzbau mit Sandsteingliederungen und Putzornamentik, rückwärtige Terrasse, künstlerisch und baugeschichtlich bedeutend. | 09212478                 |
| Weitere Bilder                          | Villa Salzburg-Gerstle                 | Strehlen, Tiergartenstraße 50 (Karte)                               | 1912              | Villa mit Einfriedung; großer neobarocker Bau mit tiefer Veranda über die gesamte Hausbreite, die Sandsteinpfeiler mit Kartuschen ornamentiert, errichtet 1912 von Lossow & Kühne für Anna Gerstle und deren Schwiegersohn Friedrich Salzburg (1874–1953). | 09212477                 |
| Weitere Bilder                          | Villa Lossow                           | Strehlen, Tiergartenstraße 52 (Karte)                               | 1901              | Villa Lossow (auch Haus Hubertus genannt), errichtet vom Architekten William Lossow (1852–1914), dem „Schöpfer des Dresdner Neobarock“, als eigenes Wohnhaus. Aufwendiger Bau, eklektizistisch mit Jugendstilformen, unregelmäßiger Grund- und Aufriss, bewegte Dachlandschaft, innen weitgehend originale Ausstattung, baugeschichtlich, künstlerisch und stadtentwicklungsgeschichtlich bedeutend. | 09212476                 |
| Weitere Bilder                          | Villa Paderstein                       | Strehlen, Tiergartenstraße 54 (Karte)                               | um 1910           | Villa mit Einfriedung; gestalterisch bemerkenswerter Bau mit neobarocken und neoklassizistischen Elementen, über unregelmäßigem Grundriss, baugeschichtlich und künstlerisch bedeutend. | 09212474                 |
| Weitere Bilder                          | Villa Schulz                           | Strehlen, Tiergartenstraße 78 (Karte)                               | 1923/24           | Villa mit Garten; mächtiger Portikus mit dorischen Säulen in Kolossalordnung, bemerkenswertestes neoklassizistisches Gebäude Dresdens, baugeschichtlich, künstlerisch und stadtentwicklungsgeschichtlich bedeutend. Architekt: Paul Hohrath, errichtet für den Bankbeamten Hans-Georg Schulz | 09212445                 |
| Weitere Bilder                          | Villa Jordan                           | Strehlen, Tiergartenstraße 81 (Karte)                               | 1914              | Villa Jordan in Dresden-Strehlen, Tiergartenstr. 81, errichtet für den Textilhändler Benedix Jordan. Villa mit Einfriedung; charakteristischer Bau der versachlichten Architektur zu Beginn des 20. Jahrhunderts, nur wenige, akzentuierende Gliederungs- und Schmuckelemente, hohes Mansarddach, symmetrische Hauptschauseite mit Balkonvorbau auf ionischen Säulen, baugeschichtlich und künstlerisch bedeutend. | 09212451                 |
| Weitere Bilder                          | Villa Wasa                             | Strehlen, Wasaplatz 1 (Karte)                                       | 1903              | Villa im Jugendstil errichtet für den Glasfabrikanten Gustav Kühnel, von 1906 bis 1915 Wohnung und Atelier des Malers Gotthardt Kuehl (1850–1915). Architekt: Heinrich Watzlawik. Villa mit Einfriedung; eines der bedeutendsten Dresdner Wohngebäude des Jugendstils, aufwendiger Fassadengestaltung und bemerkenswerter Ausstattung aus der Entstehungszeit, besondere Akzentsetzung durch figurale Motive, baugeschichtlich, künstlerisch, personengeschichtlich, städtebaulich und stadtentwicklungsgeschichtlich bedeutend. | 09212329                 |
| Weitere Bilder                          | Villa Schomburgk                       | Strehlen, Wiener Straße 67 (Karte)                                  | 1904              | Architekt: Conrad Materne (1871–1948), errichtet für den Kaufmann Franz Schomburgk, von 1931 bis 1933 Wohnsitz des Generalmusikdirektors Fritz Busch (1890–1951). Villa mit Einfriedung; repräsentativ mit symmetrischer Straßenfassade und flankierenden Türmchen, Einfriedung in Sandstein mit schmiedeeisernen Feldern in Formen des Jugendstils, vor allem baugeschichtlich bedeutend. | 09212486                 |
| Weitere Bilder                          | Villa Eckarti                          | Striesen, Comeniusstraße 107 (Karte)                                | um 1910           | Villa mit Brunnen und Einfriedung; markanter Wohnbau der Architektur Anfang des 20. Jahrhunderts, sachliche Fassadengestaltung mit flachem Giebel und Binnengliederung, in der Mitte der figurale Brunnen, baugeschichtlich und künstlerisch bedeutend. Architekt: Martin Pietzsch. | 09213338                 |
| Weitere Bilder                          | Villa Kempe                            | Striesen, Glasewaldtstraße 7 (Karte)                                | 1889              | Villa Kempe in Dresden-Striesen, Glasewaldtstraße 7, errichtet 1889, historisierender Bau im Schweizerstil, Garten und Villa bilden eine Einheit von Denkmalwert, um 1900 im Besitz des Holzhändlers Ernst Kempe. | 09213403                 |
| Weitere Bilder                          | Villa Basté                            | Striesen, Glasewaldtstraße 8 (Karte)                                | 1888/89           | Villa mit Einfriedung; gestalterisch markanter Wohnbau um 1900 mit reicher Fachwerkdekoration, dominiert von hohen Giebeln mit Krüppelwalm und hölzernem Zierwerkt, im so genannten „Altdeutschen Stil“ errichtet, Wohnstätte der Hofschauspielerin Charlotte Basté (1867–1928), bau- und personengeschichtlich sowie künstlerisch bedeutend. Architekt: Karl Emil Scherz. | 09213405                 |
| Weitere Bilder                          | Villa Detroit                          | Striesen, Niederwaldplatz 1 (Karte)                                 | 1887              | Mietvilla mit kleinem Gartengrundstück; ausgesprochen herrschaftliches Anwesen, klassizistisch anmutende Fassade dominiert von symmetrischen Seitenrisaliten mit Dreiecksgiebeln, davor aufwendige hölzerne Veranden, als markantes Zeugnis der Baukunst seiner Zeit baugeschichtlich bedeutend. | 09213531                 |
|                                         | Villa Sommerlust                       | Striesen, Prellerstraße 40 (Karte)                                  | um 1875           | Villa mit Einfriedung; zweigeschossige landhausartige Villa mit zweigeschossiger und reich verzierter Holzveranda sowie subtiler Fassadengestaltung, baugeschichtlich von Bedeutung. | 09216766                 |
| Weitere Bilder                          | Villa Würzburger                       | Striesen, Stresemannplatz 7 (Karte)                                 | 1910/11           | Villa mit Einfriedung; bedeutsamer Bau der versachlichten Architektur und der Reformbaukunst nach 1900 mit Fassadenschmuck und hohem Dach, baugeschichtlich bedeutend. Architekturbüro: Schilling & Graebner. | 09213520                 |
| Weitere Bilder                          | Villa Lewicki                          | Südvorstadt, Altenzeller Straße 29 (Karte)                          | 1880–1881         | Villa im Schweizer Viertel. Villa mit Einfriedung; markanter historisierender Bau mit Anbauten, Klinker-Sandstein-Fassade und Motiven der Renaissance, baugeschichtlich und künstlerisch bedeutend, erbaut für Leonidas Lewicki (1840–1907); Architekt: Rudolf Heyn (1835–1916) | 09212581                 |
| Weitere Bilder                          | Villa Wolf-Bienert                     | Südvorstadt, Altenzeller Straße 50 (Karte)                          | 1883/84           | Villa im Schweizer Viertel, erbaut von Giese & Weidner für die Familie Wolf-Bienert: Gottlob Eduard Wolf (1846–1923) und Martha Elise Wolf, geb. Bienert (1854–1904), errichtet nach dem Vorbild der Villa Rosa, | 09212564                 |
| Weitere Bilder                          | Villa Glaser                           | Südvorstadt, Bergstraße 23 (Karte)                                  | 1868–1871         | Villa im Schweizer Viertel. Villa Glaser (auch Villa Olga) – Beispiel der Dresdner Semper-Nicolai-Schule, erbaut für Dr. Lohse. Spätere Besitzer waren: Bernhardt Otto Eisenstuck, Dr. Georg Calberla und ab 1924 Rechtsanwalt Dr. Fritz Glaser (1876–1956) und seine Frau Erna, geb. Löffler (1890–1982) u. a. befreundet mit Victor Klemperer und Otto Dix. | 09212570                 |
| Weitere Bilder                          | Villa Schulte-Herkendorf               | Südvorstadt, Bergstraße 31 (Karte)                                  | 1871              | Villa im Schweizer Viertel. Villa Schulte-Herkendorf in Dresden-Südvorstadt, Bergstr. 31, errichtet 1871 im Neorenaissancestil im „Schweizer Viertel“, für den königlich- bayrischen Rittmeister Ritter von Zwackhausen, ab 1876 an Arnold Schulte-Herkendorf, der die Innenräume umgestalten ließ u. a. mit einem antiken Marmormosaik im Foyer und Deckenmalereien mit Ornament-Schmuck, in Anlehnung an die Renaissance gestaltet, jetzt Sitz einer Immobiliengesellschaft. | 09212568                 |
| Weitere Bilder                          | Villa Bierling                         | Südvorstadt, Hohe Straße 27 (Karte)                                 | um 1870           | Villa im Schweizer Viertel. Villa mit Einfriedung; markantes historistisches, spätklassizistisches Gebäude, dominiert von straßenseitigem, übergiebelten Mittelrisalit, mit reichem, akzentuierenden Fassadenschmuck, baugeschichtlich bedeutend. | 09212648                 |
| Weitere Bilder                          | Villa Sommerschuh                      | Südvorstadt, Hübnerstraße 2 (Karte)                                 | 1885              | Villa im Schweizer Viertel, errichtet vom Baubüro Sommerschuh & Rumpel im Stil der Neorenaissance, Wohnhaus des Architekten Ernst Sommerschuh (1844–1905) | 09212604                 |
| Weitere Bilder                          | Villa Tiedemann                        | Südvorstadt, Hübnerstraße 8 (Karte)                                 | 1897/98           | Villa im Schweizer Viertel, mit Einfriedung; charakteristischer historisierender Wohnbau, dominiert von Mittelrisalit und seitlichem Turmanbau, baugeschichtlich und stadtentwicklungsgeschichtlich bedeutend, erbaut für den Unternehmer und Konsul Gustav Richard Tiedemann (1846–1915); Architekt: Rudolf Heyn | 09218989                 |
| Weitere Bilder                          | Villa Franztal                         | Südvorstadt, Kaitzer Straße 19 (Karte)                              | 1886              | Villa im Schweizer Viertel. Mietvilla; charakteristischer Wohnbau des Historismus, dominiert von Giebeln sowie belebt von Schmuck- und Gliederungselementen vor allem nach dem Vorbild der Deutschen Renaissance, vor allem baugeschichtlich bedeutend. Architekt: Theodor Richter | 09212622                 |
| Weitere Bilder                          | Villa Haniel                           | Südvorstadt, Leubnitzer Straße 7 (Karte)                            | 1868              | Villa im Schweizer Viertel, erbaut nach einem Entwurf von Edmund Hanefeldt im Stil der Neorenaissance der Semper-Nicolai-Schule. Besitzer: ab 1890 Premierleutnant Hugo Charles Haniel (1859–1896) und von 1896 bis 1930 dessen Witwe Anna Sophie Haniel († 1930), Sängerin an der Hofoper | 09212649                 |
| Weitere Bilder                          | Villa Möckel                           | Südvorstadt, Leubnitzer Straße 28 (Karte)                           | 1878              | Villa im Schweizer Viertel. Villa mit Einfriedung und Garten in Ecklage; erbaut von Gotthilf Ludwig Möckel (1838–1915) als eigenes Wohnhaus im Stil der Neogotik, repräsentativer neogotischer Klinkerbau, aufwendige Fassade mit gestalterisch hervorgehobenem Eckanbauten, Veranda, Terrasse und Turmaufsätzen, eine der bedeutendsten Dresdner Stilvillen, Beispiel der Hannoverschen Schule des Historismus, architekturhistorisch und künstlerisch bedeutend, in ihrer Form singulär. | 09212616                 |
| Weitere Bilder                          | Villa Lingner                          | Südvorstadt, Leubnitzer Straße 30 (Karte)                           | 1881              | Villa im Schweizer Viertel. Villa der Semper-Nicolai-Schule von Max Gutmann im Neorenaissancestil mit Anbau von Wilhelm Kreis im Jugendstil; urspr. im Besitz von Karl August Lingner (1861–1916). | 09212615                 |
| Weitere Bilder                          | Villa Clara                            | Südvorstadt, Liebigstraße 3 (Karte)                                 | 1873              | Villa im Schweizer Viertel. Villa mit Einfriedung; repräsentatives Gebäude, als markantes Beispiel der Semper-Nicolai-Schule architekturhistorisch und künstlerisch bedeutend. | 09212613                 |
| Weitere Bilder                          | Villa Rübsamen                         | Südvorstadt, Liebigstraße 7 (Karte)                                 | um 1875           | Villa im Schweizer Viertel. Villa der Semper-Nicolai-Schule im Neorenaissancestil, urspr. im Besitz des königlichen Hofjuweliers Fritz Chrambach (1850–1928), kaiserlich-türkischer Konsul und Mitinhaber des Juweliergeschäfts Elimeyer am Neumarkt, ab 1930 als Privatklinik von Prof. Dr. med. Wilhelm Rübsamen genutzt und von dessen Tochter bis 1987 weitergeführt. | 09212618                 |
|                                         | Villa Aulhorn                          | Südvorstadt, Liebigstraße 13 (Karte)                                | 1893/94           | Ehem. Villa im Schweizer Viertel. Architekt: Hermann Kickelhayn (1862–1935). Villa, errichtet im Landhausstil für den Fabrikanten Oscar Aulhorn (1851–1894), Mitinhaber der Schokoladenfabrik Petzold & Aulhorn, 1945 zerstört. |                          |
| Weitere Bilder                          | Villa Garten II                        | Südvorstadt, Renkstraße 1 (Karte)                                   | 1929              | Haus Garten – Wohnhaus in offener Bebauung; Gebäude aus streng funktionalistisch gestalteten Kuben mit schmucklosen Fassaden, Fensterbändern, Loggien und Flachdach, einer der wenigen im Sinne des Bauhauses errichteten Solitärbauten Dresdens, von baugeschichtlichem Wert und singulärer Bedeutung. Architekt: Hans Richter. | 09212506                 |
| Weitere Bilder                          | Villa Emmaus                           | Tolkewitz, Tolkewitzer Straße 73 (Karte)                            | 1860              | Villa Emmaus (auch Villa Löschke). Architekt: Christian Friedrich Arnold, errichtet für die Familie des Weinhändlers Löschke. Villa mit Nebengebäude, parkartig gestalteter Garten und Einfriedung; bemerkenswert frühe Adaption der Deutschen Renaissance, wirkt in den Elbraum, baugeschichtlich, künstlerisch und landschaftsgestalterisch bedeutend. | 09213537                 |
|                                         | Villa Phönix                           | Trachau, Großenhainer Straße 194 (Karte)                            |                   | Mietvilla (Dippelsdorfer Straße 5); markanter historisierender Bau, mit charakteristischer Klinker-Putz-Fassade, Eingang durch Turmaufbau betont, errichtet vor allem im Stil der Deutschen Renaissance, baugeschichtlich und ortsgeschichtlich bedeutend | 09217415                 |
|                                         | Villa Wilhelmine                       | Trachau, Großenhainer Straße 223 (Karte)                            |                   | Mietvilla; historisierender Wohnbau des ausgehenden 19. Jahrhunderts, als Teil der Großenhainer Straße vor allem stadtentwicklungsgeschichtlich von Belang. | 09217424                 |
| Weitere Bilder                          | Villa Trinkl                           | Trachau, Großenhainer Straße 241 (Karte)                            | 1886              | Villa mit Terrasse; historisierende Stilvilla die sich vor allem an italienischen Landsitzen der Renaissance orientiert, gestalterisch anspruchsvoll, baugeschichtlich und künstlerisch bedeutend. Baumeister: Gebrüder Ziller | 09217427                 |
| Weitere Bilder                          | Villa Hörmann                          | Trachau, Wilder-Mann-Straße 29 (Karte)                              | 1913–1914         | Villa Hörmann (auch Villa Alpenstern). Fabrikantenvilla, erbaut für Max Ludwig Hörmann (1866–1919), Besitzer der Keks-, Waffel- und Schokoladenfabrik in Dresden-Mickten | 09217615                 |
| Weitere Bilder                          | Villa Spiegler                         | Trachenberge, Döbelner Straße 24 (Karte)                            |                   | Spiegler’sches Haus, urspr. Weinberghaus, eines der letzten gegenständlichen Zeugnisse des Weinanbaus zwischen Radeburger und Trachenberger Straße | 09216951                 |
| Weitere Bilder                          | Villa Guthmann                         | Trachenberge, Döbelner Straße 54 (Karte)                            | 1855              | Villa; bemerkenswerter Bau mit Schweifgiebeln, Erker, Veranda und rückwärtigem Treppenturm, eines der frühesten Beispiele der Deutschen Neorenaissance in Dresden, baugeschichtliche, künstlerisch und stadtentwicklungsgeschichtlich bedeutend. | 09216953                 |
|                                         | Villa Sophie                           | Trachenberge, Weinbergstraße 55 (Karte)                             | 1897              | Mietvilla; zeittypischer, historisierender Klinkerbau vom Ende des 19. Jahrhunderts mit Mittelrisalit und Stufengiebel, stadtentwicklungsgeschichtlich und baugeschichtlich bedeutend. | 09216999                 |
|                                         | Villa Baudissin                        | Wachwitz, Am Steinberg 3 (Karte)                                    | Anfang 19. Jh.    | auch Baudissinsches Haus genannt, von 1840 bis 1878 Wirkungsstätte des Schriftstellers Wolf Heinrich Graf von Baudissin (1789–1878) und seiner Frau Sophie von Baudissin (1817–1894) | 09211835                 |
| Weitere Bilder                          | Villa Lippold                          | Wachwitz, Am Steinberg 5 (Karte)                                    | 1920/21           | Villa Lippold (auch Kochsche Villa). Ab 1930 im Besitz des Generaldirektors Dr. Franz Josef Koch, Miteigentümer der Firma Koch & Sterzel | 09211815                 |
|                                         | Villa Asta                             | Wachwitz, Am Steinberg 11 (Karte)                                   | 1899              | Villa mit Wirtschaftsgebäude, Garten und Einfriedung; repräsentatives Anwesen, Wohnbau in Anlehnung an den Schweizerstil, bemerkenswert die ausgesprochen große Hallendiele mit weitgehend erhaltener Ausstattung aus der Entstehungszeit, Anwesen baugeschichtlich sowie in Teilen künstlerisch bedeutend. | 09211823                 |
|                                         | Villa Hottenroth                       | Wachwitz, Am Steinberg 13 (Karte)                                   | um 1910           | Villa mit Gartengrundstück und Stützmauer; repräsentativer historisierender Bau von Wilhelm Kreis für Emily Cloete und Johann Edmund Hottenroth (1855–1937), Sohn des Malers Woldemar Hottenroth (1802–1894), neobarocker Putzbau auf Substruktion, mit Mansarddach. Gartenseite geprägt von altanartiger Veranda, Terrasse und Balkon, baugeschichtlich und stadtentwicklungsgeschichtlich von Bedeutung. | 09211822                 |
| Weitere Bilder                          | Villa Wollner                          | Wachwitz, Am Steinberg 14 (Karte)                                   | 1907–1909         | Villa mit Villengarten, errichtet als Sommersitz für den Unternehmer Robert Wollner (1854–1927), historisierender Bau zwischen Neobarock und Neoklassizismus. Architekt: Wilhelm Kreis, plastischer Schmuck von Georg Wrba (1872–1939). Terrassierter Garten im gemischten Stil der Lenné-Meyer-Schule, Werk des Gartenarchitekten Max Bertram (1849–1914). | 09211819                 |
|                                         | Villa Scherzer                         | Wachwitz, Oberwachwitzer Weg 9 (Karte)                              | 2. Hälfte 19. Jh. | Villa mit Stützmauer; charakteristischer Bau, umgebaut im Reformstil um 1910, kulminiert fast schmucklos in einem hohen Dach, Eckerker, markante Giebel und hoher Natursteinsockel, baugeschichtlich bedeutend, als Zeugnis für die Entwicklung des einstigen Fischer- und Winzerdorfs zur beliebten Sommerfrische ab der 2. Hälfte des 19. Jahrhunderts stadtentwicklungsgeschichtlich von Bedeutung. Villa Scherzer, benannt nach ihrem früheren Besitzer, dem Kammervirtuos der Sächsischen Staatskapelle Manfred Scherzer. | 09211878                 |
|                                         | Villa Louisenheim                      | Wachwitz, Oberwachwitzer Weg 16 (Karte)                             | 1887              | Villa mit Stützmauer; zeittypischer Bau mit Anklängen an den Schweizerhausstil, Putzfassade, Ziergiebel, Dachhäuser, Holzveranda, baugeschichtlich bedeutend. Ehem. Besitzerin: Baronin Louise von Rhoeden. | 09211876                 |
|                                         | Villa Quisiana I                       | Wachwitz, Pillnitzer Landstraße 132 (Karte)                         | 1886              | Villa; zeittypischer Bau mit Putzfassade, weitem Dachüberstand und hölzerne Balkonen, ehemals mit Zierfachwerk, ortsbildprägendem Treppenturm mit historisierender Natursteingliederung, baugeschichtlich von Bedeutung. | 09211789                 |
|                                         | Villa Charlotte                        | Wachwitz, Pillnitzer Landstraße 134 (Karte)                         | Anfang 20. Jh.    | Mietvilla; zeittypischer Villenbau um 1910 mit schlichter Putzfassade und sparsamen Dekor, Ansicht geprägt von Mittelrisalit mit leicht geschweiftem Rundbogenabschluss, Bohlenbinderdach mit Krüppelwalm, 1918–1931 Sitz des Wachwitzer Postamtes, baugeschichtlich und stadtentwicklungsgeschichtlich von Bedeutung. | 09211788                 |
|                                         | Villa Gebler                           | Wachwitz, Pillnitzer Landstraße 155 (Karte)                         | um 1890           | Villa mit Pavillon; zeittypisch historisierender Villenbau mit Elementen des Schweizerhausstils, dekorativer Schwebegiebel, hölzerne Loggia, baugeschichtlich von Bedeutung, als Zeugnis für die Entwicklung des einstigen Fischer- und Winzerdorfs zur beliebten Sommerfrische ab der 2. Hälfte des 19. Jahrhunderts zudem stadtentwicklungsgeschichtlich bedeutend. | 09211861                 |
|                                         | Villa Alice                            | Wachwitz, Pillnitzer Landstraße 158 (Karte)                         | 1880er Jahre      | Villa Alice (auch Villa Elbfrieden). Villa; mit Turm, ihren auskragenden Giebeln und den hölzernen Elementen markantes Beispiel des Schweizerhausstils, erinnert zudem an italienische Landsitze, markanter Historismusbau um 1875, baugeschichtlich bedeutend, als hervorgehobenes und gut sichtbares Gebäude am Fuße Elbhangs zudem städtebaulich von Belang. | 09211847                 |
| Weitere Bilder                          | Villa Wachwitzhöhe                     | Wachwitz, Pillnitzer Landstraße 159 (Karte)                         | um 1870           | Villa mit Garten und Einfriedung; markantes und weithin sichtbares Anwesen am Elbhang, zeittypisch historisierender Wohnbau des ausgehenden 19. Jahrhunderts, elbseitige Terrassenanlage gestalterisch bemerkenswert, Park mit Reitertreppe und Grotte, vor allem baugeschichtlich bedeutend. | 09211863                 |
| Weitere Bilder                          | Villa Elbfrieden                       | Wachwitz, Pillnitzer Landstraße 175 (Karte)                         | nach 1900         | Villa mit Gartenpavillon; repräsentativer Villenbau mit Jugendstilelementen, dekorativer Seitenrisalit mit Puttenreliefs und Pilastergliederung, baugeschichtlich von Bedeutung, als Zeugnis für die Entwicklung des einstigen Fischer- und Winzerdorfs zur beliebten Sommerfrische ab der 2. Hälfte des 19. Jahrhunderts zudem stadtentwicklungsgeschichtlich bedeutend. | 09211865                 |
|                                         | Villa Singer                           | Wachwitz, Wachwitzer Bergstraße 16 (Karte)                          | 1912              | Villa; repräsentativer Villenbau mit Putzfassade und Mansardwalmdach, markanter westlicher Anbau mit Medaillons, Reformstilelemente, erbaut für Schriftsteller und Kunsthistoriker Hans Wolfgang Singer, baugeschichtlich von Bedeutung, als Zeugnis für die Entwicklung des einstigen Fischer- und Winzerdorfs zur beliebten Sommerfrische ab der 2. Hälfte des 19. Jahrhunderts zudem stadtentwicklungsgeschichtlich bedeutend. | 09211868                 |
|                                         | Villa Bergnest                         | Wachwitz, Wachwitzer Bergstraße 27 (Karte)                          | um 1880           | Villa; zeittypisches Gebäude um 1880 im Schweizerhausstil, geprägt von weiten Dachüberständen, Zierfachwerk und dekorativen Holzbrüstungen, baugeschichtlich von Bedeutung, als Zeugnis für die Entwicklung des einstigen Fischer- und Winzerdorfs zur beliebten Sommerfrische ab der 2. Hälfte des 19. Jahrhunderts zudem stadtentwicklungsgeschichtlich bedeutend. Villa Bergnest, ehem. Wohnsitz des Schriftstellers Charles Edouard Duboc (Pseudonym Robert Waldmüller). | 09211875                 |
| Weitere Bilder                          | Königliche Villa Wachwitz              | Wachwitz, Wachwitzer Weinberg 1 (Karte)                             | 1893              | urspr. klassizistische Königliche Villa Wachwitz von Anton Ludwig Blaßmann (1784–1843), errichtet 1824, um 1890 abgerissen. Neubau, errichtet 1893 im Neorenaissancestil, durch den Architekten Wilhelm Teichgräber, bis 1918 Sommerresidenz des sächsischen Königs Friedrich August III. (1865–1932), bis 1945 im Besitz der Wettiner, heute Wohnhaus. | 09211836                 |
| Weitere Bilder                          | Schloss Wachwitz                       | Wachwitz, Wachwitzer Weinberg 15 (Karte)                            | 1936/37           | Schlossbau mit Kapelle und Wasserbecken; über annähernd U-förmigem Grundriss, markantes Gebäude der 1930er Jahre in neobarocken Formen, wirkt mit Dach und Dachreiter in den Elbraum, letzter repräsentativerer Familiensitz der Wettiner in Sachsen, bau- und personengeschichtlich, künstlerisch sowie städtebaulich bedeutend. Architekt: Max Hans Kühne. | 09211830                 |
|                                         | Villa Reichenbach                      | Wachwitz, Wachwitzgrund 54 (Karte)                                  | 2. Hälfte 19. Jh. | Villa mit Terrassen einschl. Treppenanlage; schlichter Putzbau, rückwärtiges Portal vermutlich als Spolie aus Italien, baugeschichtlich von Bedeutung, als Zeugnis für die Entwicklung des einstigen Fischer- und Winzerdorfs zur beliebten Sommerfrische ab der 2. Hälfte des 19. Jahrhunderts zudem stadtentwicklungsgeschichtlich und als Wohnstätte des Malers Woldemar von Reichenbach auch personengeschichtlich bedeutend, ab 1954 bis 1974 Frauenklinik Dr. Jüngst. | 09211802                 |
| Weitere Bilder                          | Villa Zietz II                         | Weißer Hirsch, Am Hochwald 1 (Karte)                                | 1911              | urspr. Villa Waldhaus; Architekt: Max Herfurt, errichtet für den Zigarettenfabrikanten Hugo Zietz (1853–1927). Villa mit Nebengebäude, Garten, Torpfeilern und Einfriedung; Villengebäude dominiert von einem polygonalen Eckturm, Volutengiebeln und Eingangsvorbau mit Zierfachwerk, charakteristisches Anwesen der Reformarchitektur mit Anklängen an den englischen Cottagestil, baugeschichtlich und künstlerisch bedeutend. | 09211643                 |
|                                         | Villa Reichardt                        | Weißer Hirsch, Am Hochwald 2 (Karte)                                | 1911              | Villa Reichardt (auch Waldklause). Villa mit Nebengebäude und Einfriedung; prächtiger, historisierender Villenbau mit Putzfassade, hohes Mansardwalmdach und repräsentativem Eingangsbereich, Neobarock, baugeschichtlich und stadtentwicklungsgeschichtlich bedeutend. | 09211644                 |
|                                         | Villa Stange                           | Weißer Hirsch, Bautzner Landstraße 17 (Karte)                       |                   | Villa, mit einem vergleichsweise schmucklosen Baukörper und dem hohen, vielgestaltigen Dach markantes Beispiel für die Reformarchitektur nach 1900, ortsgeschichtlich und baugeschichtlich bedeutend. Villa Stange, benannt nach dem russischen Staatsrat Nikolaus Stange, in dessen Auftrag es errichtet wurde, von 1905 bis 1921 als Rathaus Weißer Hirsch genutzt, jetzt Ärztehaus. | 09211773                 |
|                                         | Villa Wettin                           | Weißer Hirsch, Bautzner Landstraße 21 (Karte)                       |                   | Villa Wettin (auch Villa Wollin). Mietvilla; repräsentativer Villenbau in zeittypischer Reformstilarchitektur mit hohem Mansardwalmdach und sparsam eingesetzten Dekor der Putzfassade, prägend die runden Erker an den Ecken des Gebäudes, baugeschichtlich bedeutend. | 09211734                 |
|                                         | Villa Daheim                           | Weißer Hirsch, Bautzner Landstraße 27 (Karte)                       | 1896              | Villa; charakteristischer, historisierender Villenbau mit Putzfassade und Natursteingliederung, geprägt von Mittelrisalit mit Schwebegiebel und verglasten Holzloggien, baugeschichtlich und stadtentwicklungsgeschichtlich bedeutend. | 09211736                 |
| Weitere Bilder                          | Villa Saxonia                          | Weißer Hirsch, Bautzner Landstraße 29 (Karte)                       | um 1895           | Villa mit Nebengebäude und Einfriedung; repräsentativer, historisierender Putzbau der Jahrhundertwende, geprägt von Mittelrisalit mit dominierendem Giebel, Erker und verglasten Loggien, baugeschichtlich und stadtentwicklungsgeschichtlich bedeutend. | 09211737                 |
| Weitere Bilder                          | Villa Tusculum II                      | Weißer Hirsch, Bautzner Landstraße 39 (Karte)                       | um 1880           | Villa; kleiner, charakteristischer Villenbau um 1880 mit schlichter Putzfassade und historisierenden Natursteinelementen, dominiert von verglasten Loggien, baugeschichtlich und stadtentwicklungsgeschichtlich bedeutend. | 09211739                 |
|                                         | Villa Herzog                           | Weißer Hirsch, Bautzner Landstraße 41 (Karte)                       | 1896              | urspr. Villa Washington, ehem. Gästehaus des Forschungszentrums Rossendorf |                          |
| Weitere Bilder                          | Villa Ulmenhof                         | Weißer Hirsch, Collenbuschstraße 11 (Karte)                         | 1911              | Mietvilla mit Einfriedung in Ecklage; herrschaftlicher Bau der Reformstilarchitektur, mit schlichter Putzfassade und hohem Mansarddach, baugeschichtlich bedeutend. Architekturbüro: Schilling & Graebner. Bewohner von 1910 bis 1918: Heinrich Kraft, Chefarzt im Lahmann-Sanatorium. | 09211669                 |
|                                         | Villa Sophie                           | Weißer Hirsch, Collenbuschstraße 16 (Karte)                         | 1912/13           | Mietvilla mit Teilen der Einfriedung sowie Garage; zeittypischer Bau im Reformstil mit Putzfassade und hohem Mansarddach, diverse Erker, Balkone und Loggien, baugeschichtlich bedeutend. Architekt: Max Herfurt. | 09211670                 |
|                                         | Villa Miething                         | Weißer Hirsch, Collenbuschstraße 19 (Karte)                         | 1882              | Villa Miething (auch Miethingsches Haus), Villa in Ecklage mit Gartenhaus; zeittypisches Villenanwesen, belebte Dachgestaltung, Veranda mit Verglasung im Jugendstil und mit hölzerner Brüstung, baugeschichtlich bedeutend. | 09211712                 |
|                                         | Villa Marien                           | Weißer Hirsch, Collenbuschstraße 21 (Karte)                         | 1888/89           | Mietvilla mit Einfriedung; historisierender Bau, Anklänge an Schweizerhausstil, Putzfassade geprägt von Zierfachwerk, Ansicht belebt durch Schwebegiebel und teilweise verglaste, aufwendige Holzbalkone, baugeschichtlich bedeutend. | 09211710                 |
|                                         | Villa Hertha                           | Weißer Hirsch, Collenbuschstraße 22 (Karte)                         | 1897/98           | Mietvilla mit Einfriedung in Ecklage; repräsentativer Bau, Anklänge an Schweizerhausstil, mit Putzfassade und Zierfachwerk, ausgebautes, vielgestaltiges Dachgeschoss mit dekorativen Schwebegiebel, Erker, Loggien und Holzbalkone, baugeschichtlich und stadtentwicklungsgeschichtlich bedeutend. Architekt: Richard Schaeffer. | 09211711                 |
|                                         | Villa Frieda                           | Weißer Hirsch, Collenbuschstraße 24 (Karte)                         | 1883              | Villa Frieda, bekannt als Künstlertreffpunkt. Umbau durch Max Herfurt. Bewohner: Solotänzer Gino Neppach (1898–1953) sowie die Sängerinnen Martha Rohs (1909–1963) und Marta Fuchs (1898–1974) | 09216941                 |
|                                         | Villa Wilhelmine                       | Weißer Hirsch, Collenbuschstraße 25 (Karte)                         | 1910              | Pensionshaus Villa Wilhelmine (auch Villa Gäbler) im Reformstil. Mietvilla in Ecklage; markanter Bau im Reformstil der Zeit mit zeittypischem, sparsamen Dekor, schlichter Putzfassade, Erkern, und hohem Mansarddach mit Zierfachwerktürmchen, baugeschichtlich bedeutend. | 09211677                 |
|                                         | Villa Heiderose                        | Weißer Hirsch, Hainweg 1 (Karte)                                    | 1911/12           | Mietvilla; qualitätvoller, stark gestaffelter Villenbau mit Reform- und Jugendstilelementen, hauptsächlich geprägt durch hohes, ausgebautes Mansarddach und die komplexe Kubatur, schlichte Putzfassade mit Natursteingliederung, baugeschichtlich bedeutend. | 09211655                 |
|                                         | Villa Waldglück                        | Weißer Hirsch, Hainweg 7 (Karte)                                    | 1911/12           | Villa mit überdachter Toreinfahrt und Nebengebäude; qualitätvoller Villenbau mit Reform- und Jugendstilelementen, auffällige Einfahrt mit geschwungenem Dach, schlichte Putzfassade mit sparsamen Dekor und interessanten Reliefs, baugeschichtlich bedeutend. Architekt: Max Herfurt. | 09211657                 |
| Weitere Bilder                          | Villa Elbblick                         | Weißer Hirsch, Hermann-Prell-Straße 14 (Karte)                      | 1902/03           | Villa mit Einfriedung in Ecklage; aufwändige, malerische Jugendstilvilla mit bewegten Konturen, unregelmäßiger Bau mit überkuppeltem Eingang und konvex geführten Balkons, Musterbeispiel für reine Jugendstilformen, baugeschichtlich, bautypologisch, künstlerisch von Belang. Architekt: Theodor Richter, errichtet für Heinrich Lahmann, danach Lazarett und Sanatorium, Vorbild für das Italienische Haus im Roman „Der Turm“ von Uwe Tellkamp. | 09211693                 |
|                                         | Villa Elbhöhe                          | Weißer Hirsch, Küntzelmannstraße 2 (Karte)                          | 1903/04           | Mietvilla mit Einfriedung in Ecklage (urspr. Pensionshaus); zeittypische repräsentative Jugendstilvilla mit ausladenden Balkonen in der abgefassten Ecke, Putzfassade mit sparsamen Dekor, hohes Mansarddach, Schweifgiebel, baugeschichtlich von Belang. | 09211686                 |
|                                         | Villa Margarete                        | Weißer Hirsch, Küntzelmannstraße 4 (Karte)                          | 1897/98           | Mietvilla (urspr. Pensionshaus), charakteristische zeittypische Villa mit Anklängen an Schweizerhausstil, vom Ende des 19. Jh. Mit historisierender Gestaltung, dominiert von mittiger, dreistöckiger Veranda und Zierfachwerk, baugeschichtlich und stadtentwicklungsgeschichtlich von Belang. | 09211689                 |
|                                         | Villa Talblick                         | Weißer Hirsch, Küntzelmannstraße 5 (Karte)                          | 1901/02           | Mietvilla mit Einfriedung (urspr. Pensionshaus); repräsentative Villa vom Anfang des 20. Jh., Anklänge an Schweizerhausstil, dominiert von variierenden, hölzernen Anbauten (Erker, Balkone, Veranden) und Zierfachwerk, baugeschichtlich und stadtentwicklungsgeschichtlich von Belang. | 09211688                 |
|                                         | Villa Louise                           | Weißer Hirsch, Küntzelmannstraße 6 (Karte)                          | 1899              | Mietvilla (urspr. Pensionshaus); historisierender Klinkerbau mit Anklängen an den Schweizerstil mit Zierfachwerk, hölzernen Balkonen und Veranda, Schwebegiebel, baugeschichtlich und stadtentwicklungsgeschichtlich von Belang. | 09211719                 |
| Weitere Bilder                          | Villa Bismarck                         | Weißer Hirsch, Küntzelmannstraße 7 (Karte)                          | 1896              | Villa; malerischer Villenbau im Schweizerstil mit verbrettertem Giebel, Zierfachwerk und Fassadenmalerei, baugeschichtlich und stadtentwicklungsgeschichtlich von Belang; von 1914 bis 1940 Sanatorium Dr. Max Steinkühler. | 09211691                 |
|                                         | Villa Sedan                            | Weißer Hirsch, Küntzelmannstraße 9 (Karte)                          | 1892              | Villa Sedan (auch Villa Elisabeth). Mietvilla (urspr. Pensionshaus); ursprünglich zum Lahmannschen Sanatorium gehörig, historisierende Putzbauten, Villa mit Anklängen an Schweizerhausstil, mit aufwendigen hölzernen Balkonen und Veranden, Schwebegiebel, baugeschichtlich und stadtentwicklungsgeschichtlich von Belang. | 09211720                 |
|                                         | Villa Alke                             | Weißer Hirsch, Küntzelmannstraße 11 (Karte)                         | 1896/97           | Villa Alke (auch Haus Alke). Ehem. Pensionshaus, errichtet von Baumeister Anders, jetzt Firmensitz. |                          |
|                                         | Villa Therese                          | Weißer Hirsch, Küntzelmannstraße 11b (Karte)                        | 1895              | Mietvilla (urspr. Pensionshaus); ursprünglich eine der Lahmannschen Gästevillen, historisierender Putzbau, Anklänge an Schweizerhausstil, mit Zierfachwerk, hölzernen Veranden, Schwebegiebel, baugeschichtlich und stadtentwicklungsgeschichtlich von Belang. | 09211673                 |
|                                         | Villa Wald-Eck                         | Weißer Hirsch, Kurparkstraße 3 (Karte)                              | 1887/88           | Villa mit Einfriedung in Ecklage; historisierende, zweigeschossige Villa mit Putzfassade, Natursteingliederung und hölzerner Veranda, baugeschichtlich und stadtentwicklungsgeschichtlich von Belang. | 09211658                 |
|                                         | Villa Küntzelmann                      | Weißer Hirsch, Lahmannring 1 (Karte)                                | 1875–1877         | Villa mit Einfriedung; zweigeschossige, historistische Villa mit Putzfassade, Natursteingliederung und vielfältigen Anbauten, Eingangsbereich als Portikus mit ionischen Säulen, baugeschichtlich und stadtentwicklungsgeschichtlich von Belang. Sommerwohnsitz des Unternehmers Ludwig Küntzelmann (1826–1881). | 09211696                 |
| Weitere Bilder                          | Villa Eschebach II                     | Weißer Hirsch, Lahmannring 3 (Karte)                                | 1895              | Villa Eschebach (auch Villa Olga). Villa mit bauzeitlicher Ausstattung, mit Einfriedung und Park; äußerst repräsentativer, malerischer Villenbau im Schweizerstil, mit Zierfachwerk und Fassadenmalerei; baugeschichtlich und stadtentwicklungsgeschichtlich von Belang. Architekt: Magnus Küchling, errichtet als Sommersitz „Villa Olga“ für Carl Eschebach (1842–1905), ab 1887 Wohnsitz von Heinrich Lahmann (1860–1905) und ab 1930 von Walter Müller, Direktor der Grube „Ilse“ bei Senftenberg. | 09211698                 |
|                                         | Villa Eugenie                          | Weißer Hirsch, Lahmannring 5 (Karte)                                |                   | Villa Eugenie (jetzt Villa Abirulara) |                          |
|                                         | Villa Stettin                          | Weißer Hirsch, Lahmannring 6 (Karte)                                | 1889              | Villa Stettin (auch Haus Westfalen bzw. Haus Romanow genannt). Mietvilla in Ecklage; historisierende Villa mit Putzfassade, Natursteingliederung und Anklängen an den Schweizerstil, Lage durch verbrochene Ecke und Turmanbau betont, baugeschichtlich und stadtentwicklungsgeschichtlich von Belang. | 09211700                 |
|                                         | Villa Katharinenhof                    | Weißer Hirsch, Lahmannring 10 (Karte)                               | um 1890           | Mietvilla (urspr. Pensionshaus); zweigeschossiger, historisierender Villa mit Putzfassade, Natursteingliederung und diversen Anbauten, stadtentwicklungsgeschichtlich von Belang. | 09211774                 |
|                                         | Villa Paira                            | Weißer Hirsch, Lahmannring 11 (Karte)                               | 1913/14           | Villa; Reformstilarchitektur, gestaffelter Baukörper mit Putzfassade, Natursteingliederung und vielfältigen Anbauten, baugeschichtlich und stadtentwicklungsgeschichtlich von Belang. Umbau durch Architekt Max Herfurt. | 09211704                 |
|                                         | Villa Pfalzburg                        | Weißer Hirsch, Lahmannring 15 (Karte)                               | 1899/1900         | Villa Pfalzburg (auch Villa Dora). Mietvilla; Anklänge an Schweizerhausstil, mit weitem Dachüberstand, Satteldach, Zierfachwerk, Holzbalkonen und hölzernem Windfanghäuschen, baugeschichtlich und stadtentwicklungsgeschichtlich von Belang. | 09211705                 |
|                                         | Villa Heimburg                         | Weißer Hirsch, Lahmannring 16 (Karte)                               | 1910              | Mietvilla; Reformstil mit Jugendstilelementen, geprägt von hohem Mansarddach, Erker, dezentem Stuckdekor, baugeschichtlich und stadtentwicklungsgeschichtlich von Belang. | 09211759                 |
| Weitere Bilder                          | Villa Urvasi                           | Weißer Hirsch, Lahmannring 17 (Karte)                               | 1912              | Bis 1940 Gästehaus des Lahmann-Sanatoriums, markanter, langgestreckter Bau mit Fachwerk-Obergeschoss, Reformstilarchitektur von Max Herfurt, jedes Zimmer mit Balkon, bautypologisch und als Teil des Villenstadtteils Weißer Hirsch stadtentwicklungsgeschichtlich von Belang. Architekt: Max Herfurt, vermutlich nach der Nymphe Urvashi in der hinduistischen Mythologie benannt. | 09211707                 |
|                                         | Villa Waldblick                        | Weißer Hirsch, Lehnertstraße 2 (Karte)                              | um 1900           | Villa in Ecklage; repräsentativer Bau, Anklänge an Schweizerhausstil mit weitem Dachüberstand, Satteldach, Zierfachwerk und dominierenden Holzveranden, baugeschichtlich und stadtentwicklungsgeschichtlich von Belang. | 09211699                 |
|                                         | Villa Mathilde                         | Weißer Hirsch, Lehnertstraße 4 (Karte)                              | 1895              | Mietvilla bzw. Pension in Ecklage; erbaut vom Baumeister Haase, Umbau 1908 durch Max Herfurt zu einem charakteristischer Mietvillenbau der Reformstilarchitektur mit hohem Mansardwalmdach und dominierenden Giebeln, baugeschichtlich von Belang. | 09211672                 |
|                                         | Villa Clara                            | Weißer Hirsch, Lehnertstraße 6 (Karte)                              | um 1900           | Mietvilla; schlichter, historisierender Mietvillenbau, mit Schwebegiebel und Holzveranden, baugeschichtlich und stadtentwicklungsgeschichtlich von Belang. | 09211743                 |
|                                         | Villa Grüneck                          | Weißer Hirsch, Lehnertstraße 8 (Karte)                              | 1911              | Mietvilla mit Einfriedung; zeittypischer Mietvillenbau im Reformstil von Max Herfurt, mit hohem Mansardwalmdach und Zierfachwerk, baugeschichtlich und stadtentwicklungsgeschichtlich von Belang. | 09211671                 |
|                                         | Villa Margot                           | Weißer Hirsch, Luboldtstraße 2 (Karte)                              | 1913              | Villa Margot (auch Haus Bräuer). Mietvilla in Ecklage; qualitätvoller Mietvillenbau im Reformstil mit hohem Mansardwalmdach, variierenden Erkern und sparsamen Dekor, baugeschichtlich und stadtentwicklungsgeschichtlich von Belang. | 09211769                 |
|                                         | Villa St. Hubertus II                  | Weißer Hirsch, Luboldtstraße 11b (Karte)                            | 1909–1911         | Mietvilla mit Einfriedung in Ecklage; zeittypischer Mietvillenbau im Reformstil von Max Herfurt, mit hohem Mansardwalmdach und verschieferten Partien, dominierenden Giebeln, Erkern und Loggien, sparsames Dekor, baugeschichtlich und stadtentwicklungsgeschichtlich von Belang. | 09211753                 |
|                                         | Villa Quisiana II                      | Weißer Hirsch, Plattleite 35 (Karte)                                | 1904              | Mietvilla (urspr. Pensionshaus); Anklänge an Schweizerhausstil mit weitem Dachüberstand, prägende Zierfachwerkgiebel, Holzveranden und Windfanghäuschen, baugeschichtlich und stadtentwicklungsgeschichtlich von Belang. | 09211708                 |
|                                         | Villa Sonneneck                        | Weißer Hirsch, Plattleite 43 (Karte)                                | 1878–1880         | Architekt: A. Schaeffer († um 1882). |                          |
|                                         | Villa Anne-Marie                       | Weißer Hirsch, Plattleite 45 (Karte)                                | 1900              | Mietvilla (urspr. Pensionshaus); zeittypischer Mietvillenbau mit schlichter Putzfassade, Verbretterung, Mittelrisalit und Jugendstilanklängen, sparsamer Putzdekor, baugeschichtlich bedeutend und stadtentwicklungsgeschichtlich von Belang. Architekt: A. Schaeffer. | 09211722                 |
|                                         | Villa Südheim                          | Weißer Hirsch, Plattleite 56 (Karte)                                | 1909              | Villa (urspr. Pensionshaus); qualitätvoller Villenbau mit Reformstilelementen, hauptsächlich geprägt durch hohes, ausgebautes Mansardwalmdach, dominierende Giebel und diverse Erker, schlichte Putzfassade mit Natursteingliederung, belebt durch sparsamen Dekor, Ovalfenster usw., baugeschichtlich bedeutend und stadtentwicklungsgeschichtlich von Belang. | 09211684                 |
|                                         | Villa Henriette                        | Weißer Hirsch, Plattleite 58 (Karte)                                | 2. Hälfte 19. Jh. | Mietvilla mit Pavillon und Einfriedung; gestaffelter, historisierender Mietvillenbau mit schlichter Putzfassade, Neorenaissance, baugeschichtlich bedeutend und stadtentwicklungsgeschichtlich von Belang. | 09211683                 |
|                                         | Villa Zu den Linden                    | Weißer Hirsch, Plattleite 62 (Karte)                                | 1905              | Pensionshaus im Reformstil. Architekt: Max Herfurt |                          |
|                                         | Villa Roseneck                         | Weißer Hirsch, Plattleite 64                                        |                   | Mietvilla (urspr. Pensionshaus). |                          |
|                                         | Villa Liesbeth                         | Weißer Hirsch, Rißweg 49 (Karte)                                    | 1906              | Mietvilla; schlichter, zeittypischer Putzbau mit ausgebautem Mansarddach, Mittelrisalit und Schweifgiebel, Jugendstilanklänge, baugeschichtlich und stadtentwicklungsgeschichtlich von Belang | 09211764                 |
|                                         | Villa Waldfrieden                      | Weißer Hirsch, Silberweg 1 (Karte)                                  | 1912              | Villa (urspr. Pension); zeittypischer, schlichter Wohnhausbau, mit Putzfassade und Natursteingliederung, hohes Mansardwalmdach, geprägt von markanten Holzveranden, baugeschichtlich und stadtentwicklungsgeschichtlich von Belang. | 09211653                 |
|                                         | Villa Waldesruh                        | Weißer Hirsch, Silberweg 2 (Karte)                                  |                   | Villa (urspr. Pensionshaus); zeittypischer Putzbau mit hohem, ausgebautes Mansarddach und Mittelrisalit, fast schmucklos, baugeschichtlich und stadtentwicklungsgeschichtlich bedeutend. | 09211637                 |
|                                         | Villa Pekrun                           | Weißer Hirsch, Stangestraße 2 (Karte)                               | um 1880           | Villa; zweigeschossiger Bau mit jeweils zwei Fensterachsen und Eckquaderung, Balkonbrüstung, Säulenpilaster am Loggiaanbau sowie Pergola am Hauseingang, baugeschichtlich und stadtentwicklungsgeschichtlich von Belang. | 09211667                 |
| Weitere Bilder                          | Villa Heinrichshof                     | Weißer Hirsch, Stechgrundstraße 1 (Karte)                           | 1896              | Villa Heinrichshof; repräsentative Wohnstätte der Familie Lahmann neben den Sanatoriumsgebäuden, prachtvoller, historisierender Bau mit reich verzierter Fassade, Dachgeschoss, polygonalem Erker mit Kupferhaube und kleinem Dachreiter, eines der bemerkenswertesten Dresdner Wohnbauten des ausgehende 19. Jahrhundert im so genannten Altdeutschen Stil, baugeschichtlich bedeutend. Architekt: Paul Kayser (1850–1921). | 09211649                 |
|                                         | Villa Emma                             | Weißer Hirsch, Stechgrundstraße 2 (Karte)                           | 1904              | Villa (urspr. Pensionshaus, jetzt Hotel); bewegter Baukörper mit Anklängen an Historismus und Jugendstil, baugeschichtlich und stadtentwicklungsgeschichtlich von Bedeutung. | 09211650                 |
|                                         | Villa Regia                            | Weißer Hirsch, Wolfshügelstraße 2 (Karte)                           | 1902              | Villa mit Einfriedung in Ecklage; typische Jugendstilarchitektur, baugeschichtlich und stadtentwicklungsgeschichtlich von Belang. | 09211694                 |
|                                         | Villa Selma                            | Weißer Hirsch, Wolfshügelstraße 3 (Karte)                           | um 1885           | Mietvilla mit Einfriedung in Ecklage; repräsentativer Villenbau, Anklänge an Schweizerhausstil, mit Klinkerfassade und Zierfachwerk im Dachgeschoss, Schwebegiebel und Holzveranden, baugeschichtlich und stadtentwicklungsgeschichtlich von Belang. | 09211716                 |
|                                         | Villa Ebert                            | Weißer Hirsch, Wolfshügelstraße 4 (Karte)                           | 1899              | Mietvilla mit Einfriedung in Ecklage; historisierender Villenbau mit Klinkerfassade und Zierfachwerk im Dachgeschoss, Schwebegiebel und Holzbalkone, baugeschichtlich und stadtentwicklungsgeschichtlich von Belang. | 09211690                 |
|                                         | Villa Frohsinn                         | Weißer Hirsch, Wolfshügelstraße 5 (Karte)                           | 1898              | Mietvilla mit Einfriedung; repräsentativer Villenbau, Anklänge an Schweizerhausstil, mit Klinkerfassade und Zierfachwerk im Dachgeschoss, Schwebegiebel, Holzbalkone und -veranden, baugeschichtlich und stadtentwicklungsgeschichtlich von Belang. | 09211715                 |
| Weitere Bilder                          | Villa Abendstern                       | Weißer Hirsch, Wolfshügelstraße 10 (Karte)                          | 1896              | Villa mit Einfriedung; repräsentativer und historisierender Villenbau, Anklänge an Schweizerhausstil, mit Putzfassade und Fassadenmalerei, variierende Schwebegiebel und Holzveranden, baugeschichtlich und stadtentwicklungsgeschichtlich von Belang, errichtet vom Bauunternehmer Emil Seifert. | 09211775                 |
|                                         | Villa Lobeck                           | Wilsdruffer Vorstadt, Rosenstraße 102 (Karte)                       | um 1880           | Villa des Schokoladenfabrikanten Paul Ferdinand Lobeck (1839–1895). |                          |
|                                         | Villa Mon Repos                        | Zschieren, Kyawstraße 32 (Karte)                                    | 1889/90           | Villa Mon Repos („Meine Ruhe“) | 09213605                 |
| Weitere Bilder                          | Villa Malten                           | Zschieren, Wilhelm-Weitling-Straße 1-3 (Karte)                      | 1892/93           | Villa mit Remise und Gästehaus, weitläufigem Gartengrundstück, errichtet im Stil der deutschen Renaissance mit repräsentativen Fassaden und aufwendiger Ausstattung, bau-, orts-, personen- und stadtentwicklungsgeschichtlich sowie landschaftsgestalterisch bedeutend. Architekt: Bruno Müller, errichtet für die Kammersängerin Therese Malten (1853–1930) | 09213601                 |
|                                         | Villa Ratnotfais                       | Zschieren, Wilhelm-Weitling-Straße 4; 4a (Karte)                    | nach 1890         | Villa Ratnotfais (auch Villa Franziska) mit Bedienstetenhaus, Garten und Einfriedung, im Innern u. a. große Hallendiele mit bemalter Zierbalkendecke und Gemälde mit Darstellung aus Tristan und Isolde, Anwesen baugeschichtlich, künstlerisch und städtebaulich bedeutend. | 09213602                 |

Weitere Villen (die in der Liste keinen Platz mehr gefunden haben) sind:
- Villen in Dresden-Blasewitz
  - Villa „Parva, sed apta mihi“ (Klein, aber mein), Naumannstraße 4; sog. Bismarck-Villa
- Villen in Dresden-Striesen
  - Villa Sansibar, Augsburger Straße 71 (am Hermann-Seidel-Park, 1945 ausgebrannt, später abgerissen, jetzt Kita)
- Villen in Dresden-Bühlau
  - Villa Minna, Elisabethstr. 14
  - Villa Edelweiß, Neubühlauer Str. 8
  - Villa Daheim, Neubühlauer Str. 10
  - Villa Waldblick in Dresden-Bühlau, Ullersdorfer Str. 50
- Villen in Dresden-Loschwitz
  - Römmler-Villa, Calberlastr. 12
  - Villa Henkel, Hermann-Vogel-Str. 16
  - Villa Anna, Rißweg 4
  - Villa Schwalbennest, Robert-Diez-Str. 11
  - Villa Stina, Sierksstr. 9
  - Haus Sammann, Sonnenleite 2
- Villen in Dresden-Weißig:
  - Villa Heiderose, Hermann-Löns-Straße 3
  - Villa Wald-Idyll, Ullersdorfer Landstr. 4
  - Villa Gold-Else, Ullersdorfer Landstr. 6